# Murcia
Murcia es una ciudad y municipio español, capital de la Región de Murcia. Es el centro de la comarca de la Huerta de Murcia y de su área metropolitana. Está situada en el sureste de la península ibérica, a orillas del río Segura, en la denominada depresión prelitoral murciana, a 46 kilómetros del mar Mediterráneo. Con 474 617 habitantes (INE 2024) es el séptimo municipio más poblado de España.
El área urbana de la ciudad (o zona metropolitana), aunque no establecida oficialmente, comprendería a unos diez municipios de la Región de Murcia, contando con una población de 687 269 habitantes en 2023, repartidos en una superficie total de 1230,92 km², con una densidad de población de 558 hab/km². De este modo, el área urbana de Murcia ocuparía el 10.º puesto en la lista de áreas metropolitanas de España.
Es un importante centro de servicios en el que el sector terciario ha sucedido a su antigua condición de exportador agrícola por antonomasia, gracias a su célebre y fértil huerta, por la cual era conocido como la «Huerta de Europa». Entre sus industrias más destacadas se encuentran la alimentaria, la textil, la química, la de destilación y la fabricación de muebles y materiales de construcción, estando muchas de ellas ubicadas en el polígono industrial Oeste, considerado uno de los más grandes de la península (compartido con el municipio de Alcantarilla).
Es también un importante centro de gran tradición universitaria desde que fuera fundada la primera universidad en 1272. Actualmente es sede de dos universidades: la pública Universidad de Murcia y la privada Universidad Católica San Antonio, con alrededor de 50 000 estudiantes.
De orígenes inciertos, hay constancia de que fue fundada en el año 825 por orden de Abderramán II, probablemente, sobre un asentamiento anterior de origen romano. Durante la Edad Media, Murcia llegó a ser capital de la cora de Tudmir, posteriormente fue cabeza de distintos reinos de taifas de creciente importancia en los siglos XI, XII y XIII y entre 1243-1266 se incorporó a la Corona de Castilla como capital del Reino de Murcia, siendo además ciudad con voto en cortes y sede episcopal desde 1291.
De su patrimonio histórico-artístico destacan su célebre Catedral, de fachada barroca e interior principalmente gótico, el afamado Casino, de suntuosos interiores; el denso patrimonio escultórico de Francisco Salzillo, y un gran conjunto de edificios barrocos. En el ámbito cultural es conocida por su rico folclore, especialmente vistoso durante las Fiestas de Primavera y las procesiones de Semana Santa, declaradas de Interés Turístico Internacional. El Consejo de Hombres Buenos de la Huerta de Murcia, ejemplo de tribunal consuetudinario de regantes del Mediterráneo español, está declarado Patrimonio cultural inmaterial de la Humanidad por la Unesco.

## Toponimia

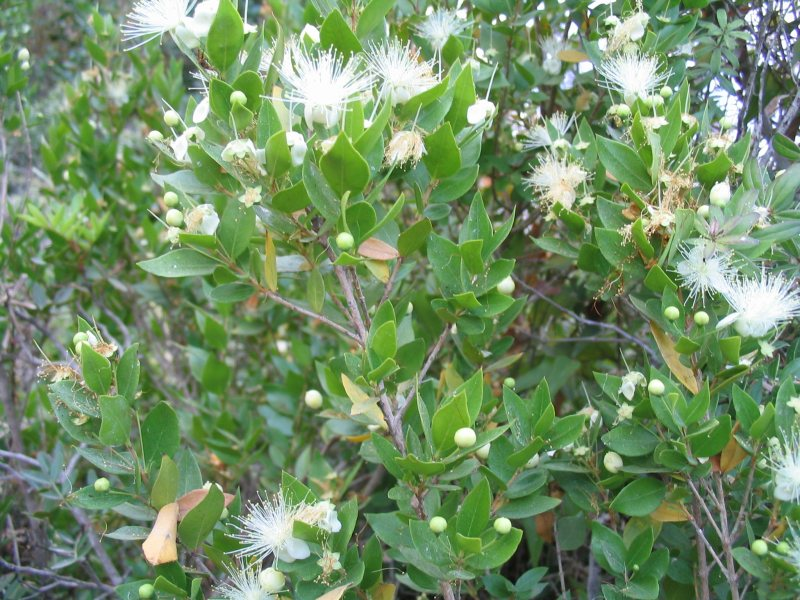
Arbusto de myrtus communis o mirto, de donde se cree que procede el origen toponímico de Murcia

El origen del topónimo «Murcia» no está del todo claro y tanto historiadores como lingüistas sostienen varias hipótesis agrupadas en torno a dos orígenes básicos: el árabe y el latino. Según palabras de Menéndez Pidal: «el topónimo Murcia era azote de filólogos».
El origen preislámico, probablemente latino, parece el más lógico, aunque no se sabe con seguridad cuál es la raíz primera, y son muchas las hipótesis que se aventuran. La más extendida actualmente ya la enunció Francisco Cascales en sus Discursos históricos de la muy noble y muy leal ciudad de Murcia publicados en 1621,

Agora pues, quando los Romanos llegados á este Lugar, que Plinio dice Murci, vieron la frescura del río, y todas sus riberas cubiertas de murtas (porque no hay tierra en toda España donde con mayor facilidad, y feracidad nazcan) juzgaron asistir en él como lugar particularmente suyo la Venus Murcia, amiga de aguas, y murtas, y así por la gran devoción que la tenían, es cosa muy verosimil, que añadiendo la letra a, la dirían llanamente Murcia.

Aunque la evolución de la palabra que propone Cascales está descartada, lo cierto es que el topónimo «Murcia» era usado por los romanos, siendo como dice el autor el nombre de una divinidad primitiva que tenía un templo en el valle situado entre las colinas del Aventino y el Palatino en la misma ciudad de Roma, creyéndose que la denominación de dicha diosa está relacionado con el latín myrtus, con el significado de «mirto», evolucionando a Myrtea/Murtea/Murcia.
Por lo tanto, parece que los estudios históricos han llegado a la conclusión de que -al igual que la mencionada divinidad- «Murcia» es un topónimo de origen latino que deriva muy probablemente de Myrtea o Murtea («lugar de mirtos» o «lugar donde crecen los mirtos») o de Murtia, y que de esa forma Mursiya - en árabe: مدينة مُرْسية‎, Madīna(t) Mursiya, i.e. Ciudad de Murcia - (primera denominación documentada ya en época islámica) no fue más que la adaptación árabe del término latino preexistente.

## Símbolos

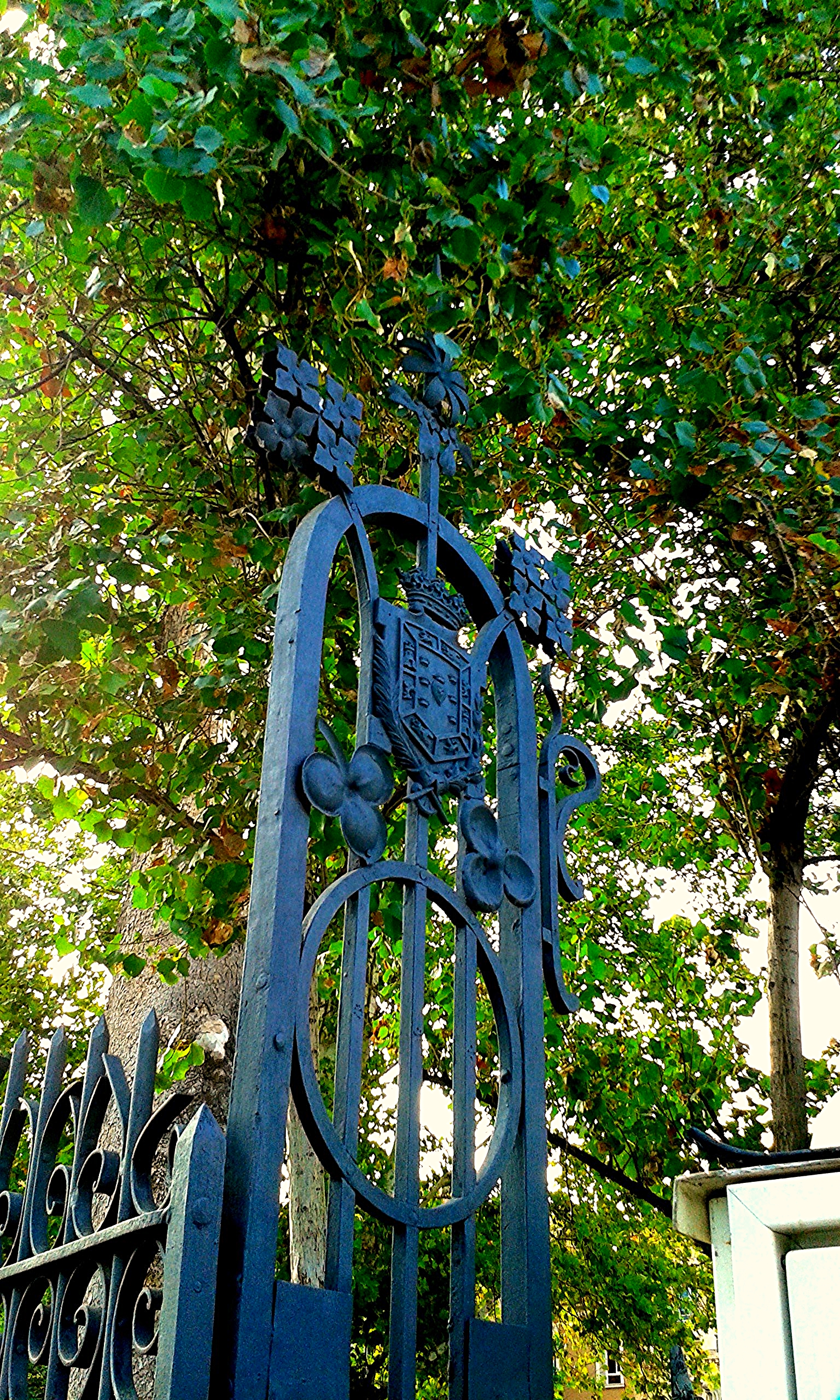
El escudo de Murcia en una de las entradas al jardín de Floridablanca

### Escudo
El escudo de la ciudad de Murcia tiene orígenes medievales, con diversos añadidos posteriores. Está compuesto por 7 coronas sobre fondo rojo. Debajo de la corona central se halla un corazón en cuyo interior se disponen un león rampante y una flor de lis rodeados por una leyenda (Priscas novissima exaltat et amor). Completa el escudo una orla con castillos y leones.
El origen de este emblema está en el rey Alfonso X, quien concedió un sello concejil con 5 coronas como representación legal y simbólica de la ciudad y su reino (conmemorando el hecho de que el Reino de Murcia era el quinto en ser conquistado por la Corona castellana).
Más tarde, en 1361, Pedro I firmó un privilegio por el que se concedía a Murcia la sexta corona para que figurara en el sello y en el pendón municipal, añadiendo además una orla con los símbolos de la Corona de Castilla (en agradecimiento al papel murciano en la Guerra de los Dos Pedros).
Posteriormente, en 1575, el concejo solicitó a Felipe II la inclusión de un corazón para conmemorar que las entrañas y el corazón de Alfonso X descansan en la ciudad como quedó establecido en el testamento del rey sabio (y que se encuentran en la capilla Mayor de la Catedral de Murcia).

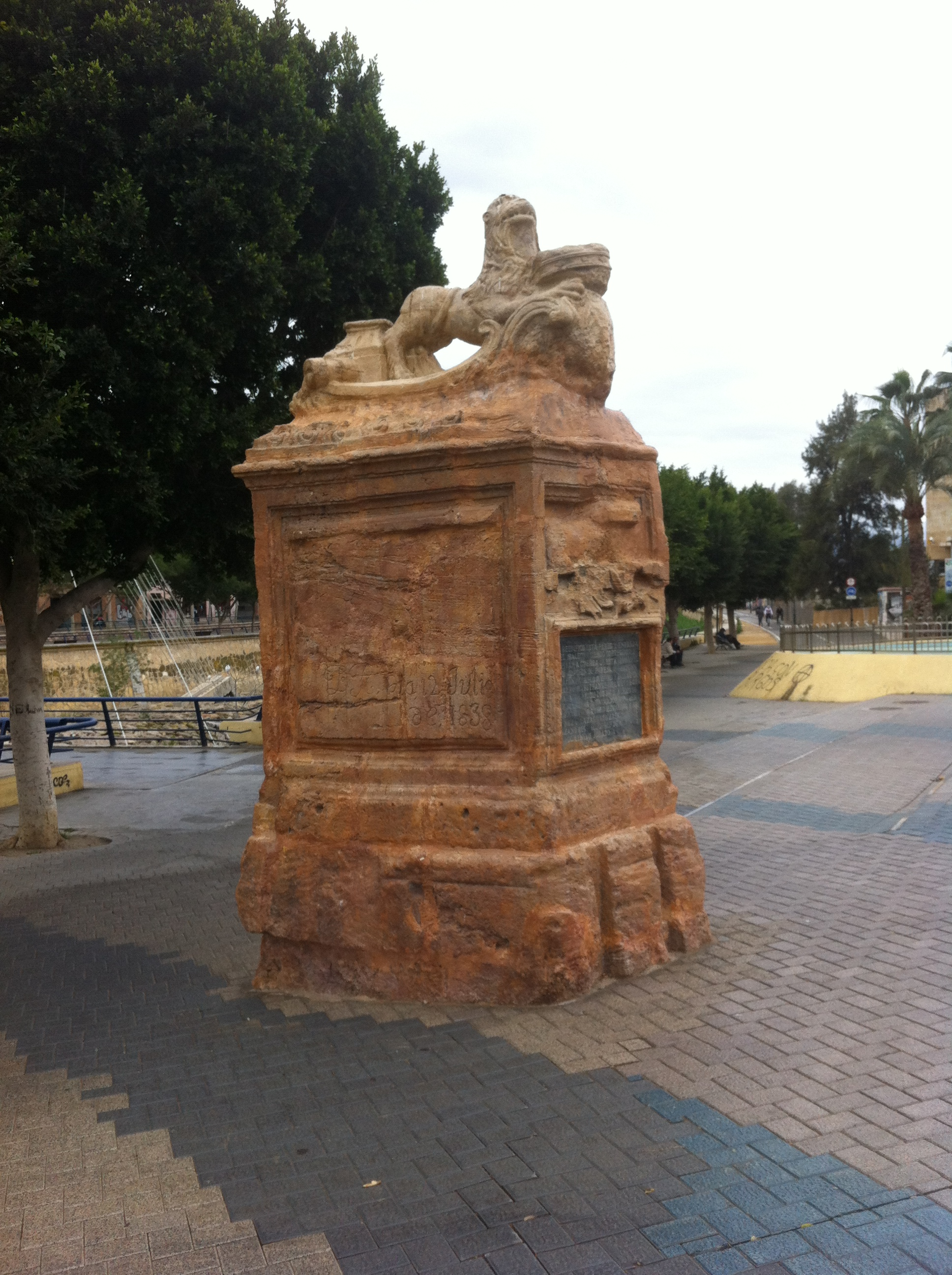
El León del Malecón, uno de los símbolos tradicionales de la ciudad

El actual escudo se completaría en 1709 por Felipe V. El monarca premió la fidelidad murciana en la Guerra de Sucesión concediendo otra corona real sobre un león y una flor de lis unida bajo el texto: Priscas novissime exaltat et amor, que se traduciría como 'La última, y su correspondiente amor, enaltece a las coronas anteriores'; traducción más académica y literal que la tradicional y errónea 'ensalzar y amar lo antiguo y lo nuevo'.

### Bandera
La bandera del municipio es roja en su totalidad, con el escudo arriba descrito dispuesto en el centro de la misma. Así pues, el rojo es el color de la ciudad (como se puede comprobar, por ejemplo, en la indumentaria del Real Murcia Club de Fútbol).

### Himnos
El Himno de Murcia es obra del poeta y periodista murciano Pedro Jara Carrillo, quien puso la letra a la música del maestro Emilio Ramírez. Se estrenó el 9 de junio de 1922. El poeta también compuso el Himno a la Virgen de la Fuensanta con motivo de su coronación en 1927.
Un popular himno no oficial del municipio es El Canto a Murcia de La Parranda, zarzuela de ambiente murciano compuesta por el maestro Francisco Alonso, con libreto de Luis Fernández Ardavín y estrenada en 1928. El Canto a Murcia está considerado uno de los finales de acto más impresionantes de la historia de la zarzuela, y se le atribuyen características de himno regional.

### Otros símbolos
Otros símbolos de Murcia son la Matrona o el León del Malecón.

## Geografía

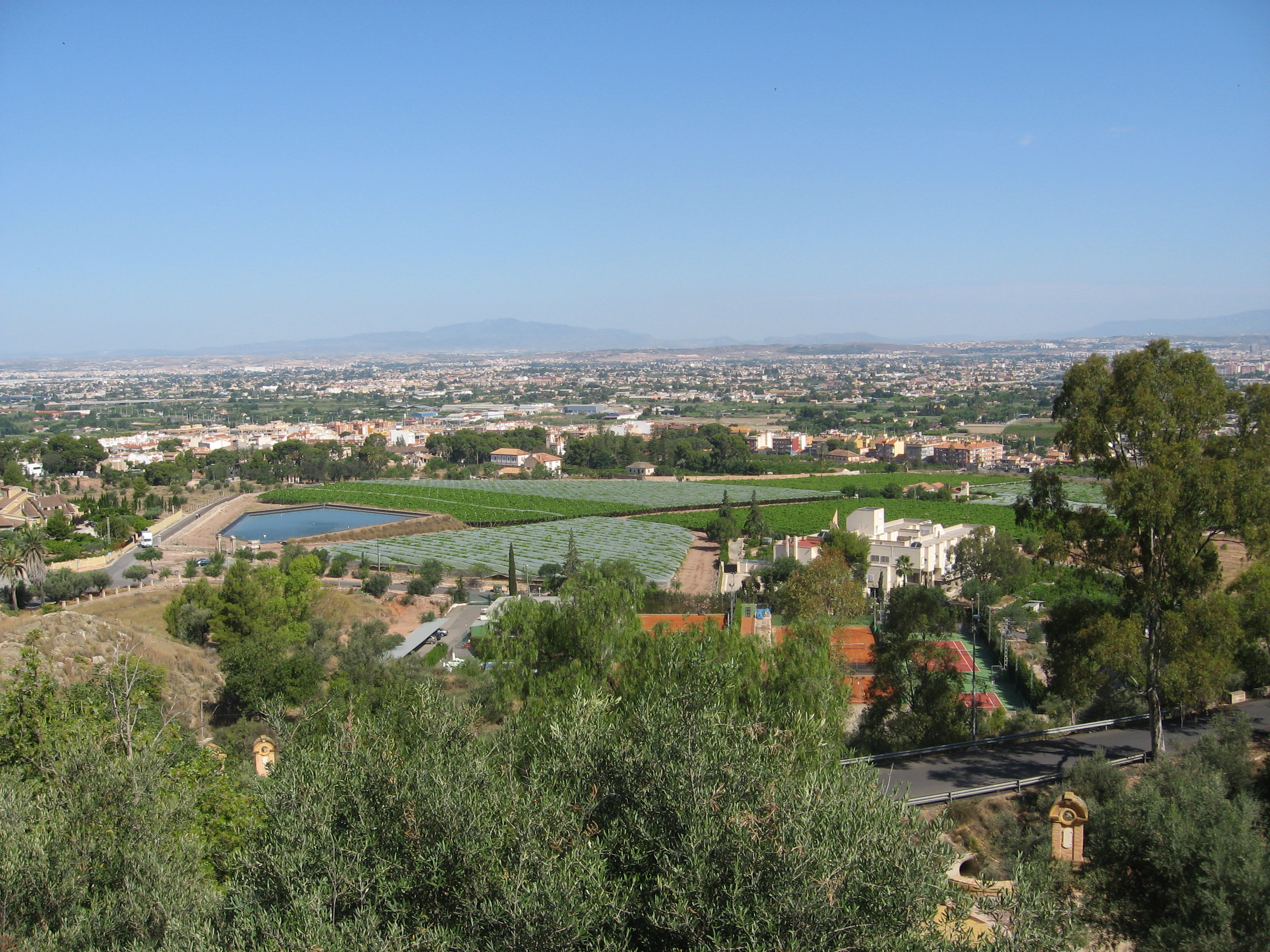
La Vega del Segura desde la Cordillera Sur

El término municipal tiene una extensión de 881,86 km² y se divide de norte a sur en dos partes diferentes separadas por una serie de sierras que conforman la llamada Cordillera Sur: sierra de Carrascoy (1031 m), del Puerto (604 m), Cresta del Gallo (609 m), Villares (487 m), Columbares (647 m), Altaona (534 m) y Escalona (345 m). Estas dos zonas se denominan: Campo de Murcia al sur, que geológicamente forma parte del Campo de Cartagena, y Huerta de Murcia al norte de la sierra, constituida por la vega segureña. Entre estas dos áreas, atravesando las sierras, se encuentran los pasos naturales del puerto de La Cadena (365 m), el puerto del Garruchal (302 m) y el puerto de San Pedro (258 m).
La Vega del Segura, donde se encuentra la conocida huerta, es un llano de inundación depositado sobre una fosa tectónica que constituye la depresión prelitoral murciana, a 40 kilómetros en línea recta del Mar Mediterráneo. En el centro de la vega surgió la ciudad de Murcia, en una pequeña elevación junto al río Segura, el cual contaba con prolongados meandros al este y oeste (hoy desaparecidos) que hacían que la ciudad en origen estuviera rodeada por el cauce del río por todos sus flancos salvo por el norte.
Las montañas que encajonan el valle en sus lados norte y sur están compuestas de materiales geológicos pertenecientes al Sistema Bético. En la vertiente norte aparece el denominado reborde interior de la depresión prelitoral, formado por una sucesión de suaves colinas, constituidas por areniscas y margas, restos de la sedimentación miocénica que queda en forma de resalte como consecuencia del hundimiento de la depresión del Segura. Sus alturas son modestas y aisladas, que rondan los 200 m de altitud, que hacen de límite con el término de Molina de Segura.

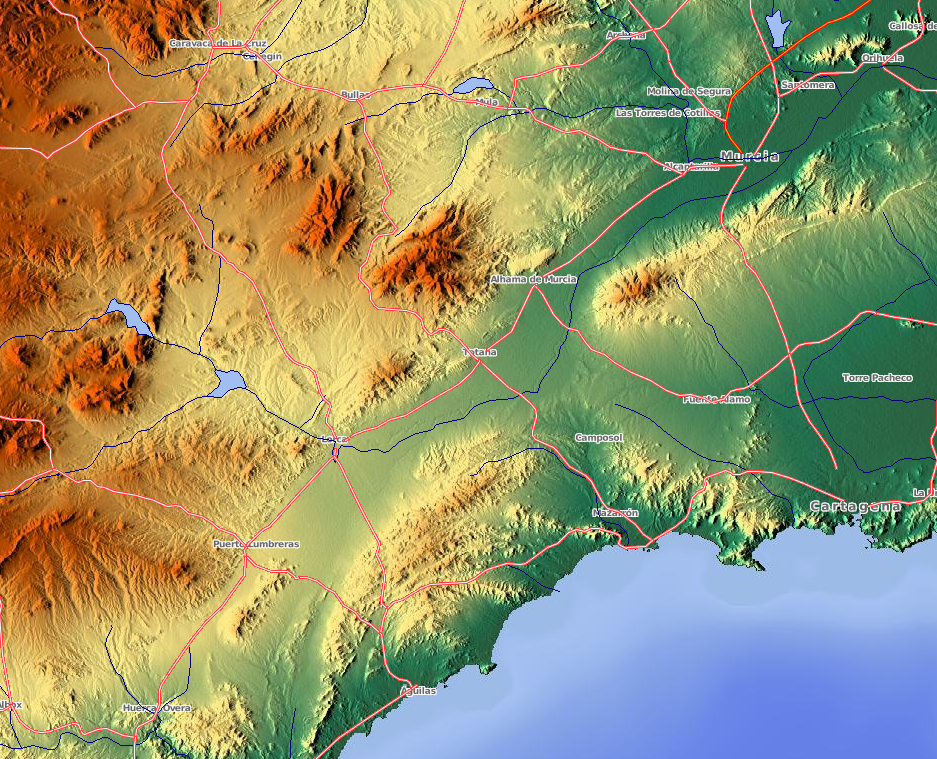
Mapa de relieve en donde se aprecia la disposición de la depresión prelitoral murciana, con la ciudad de Murcia en el cuadrante superior derecho, atravesada por los ríos Segura y Guadalentín así como los rebordes montañosos que delimitan el valle al norte y al sur (Cordillera Sur), que la separan de la llanura litoral del Campo de Cartagena

Los aportes y arrastres de estas colinas y montañas junto con las avenidas del Segura y el Guadalentín fueron rellenando y colmatando la depresión hasta formar una llanura aluvial de débiles pendientes. La ciudad de Murcia se encuentra a una altitud para el centro de la urbe de 42 m s. n. m., mientras que la altitud del municipio varía desde los 25 m en el último tramo del río Segura en el municipio, hasta los 1031 m en el Morro de la Fuente, en la sierra de Carrascoy.
La referida zona sur del municipio, llamada Campo de Murcia, es la parte norte de la llanura litoral del Campo de Cartagena, extendiéndose de forma descendente desde la sierra de Carrascoy hasta los límites municipales de Fuente Álamo de Murcia, Torre Pacheco y San Javier. Un caso especial es el de la pedanía de Lobosillo que se sitúa como un enclave del municipio de Murcia en el centro del Campo de Cartagena.
La parte más occidental del área septentrional del municipio constituye el final del valle del Guadalentín, justo antes de su conexión con la vega del Segura, formando un valle encajonado entre la sierra de Carrascoy al sur y las estribaciones montañosas del reborde norte de la depresión, valle al que también se le denomina campo de Sangonera.

### Hidrografía

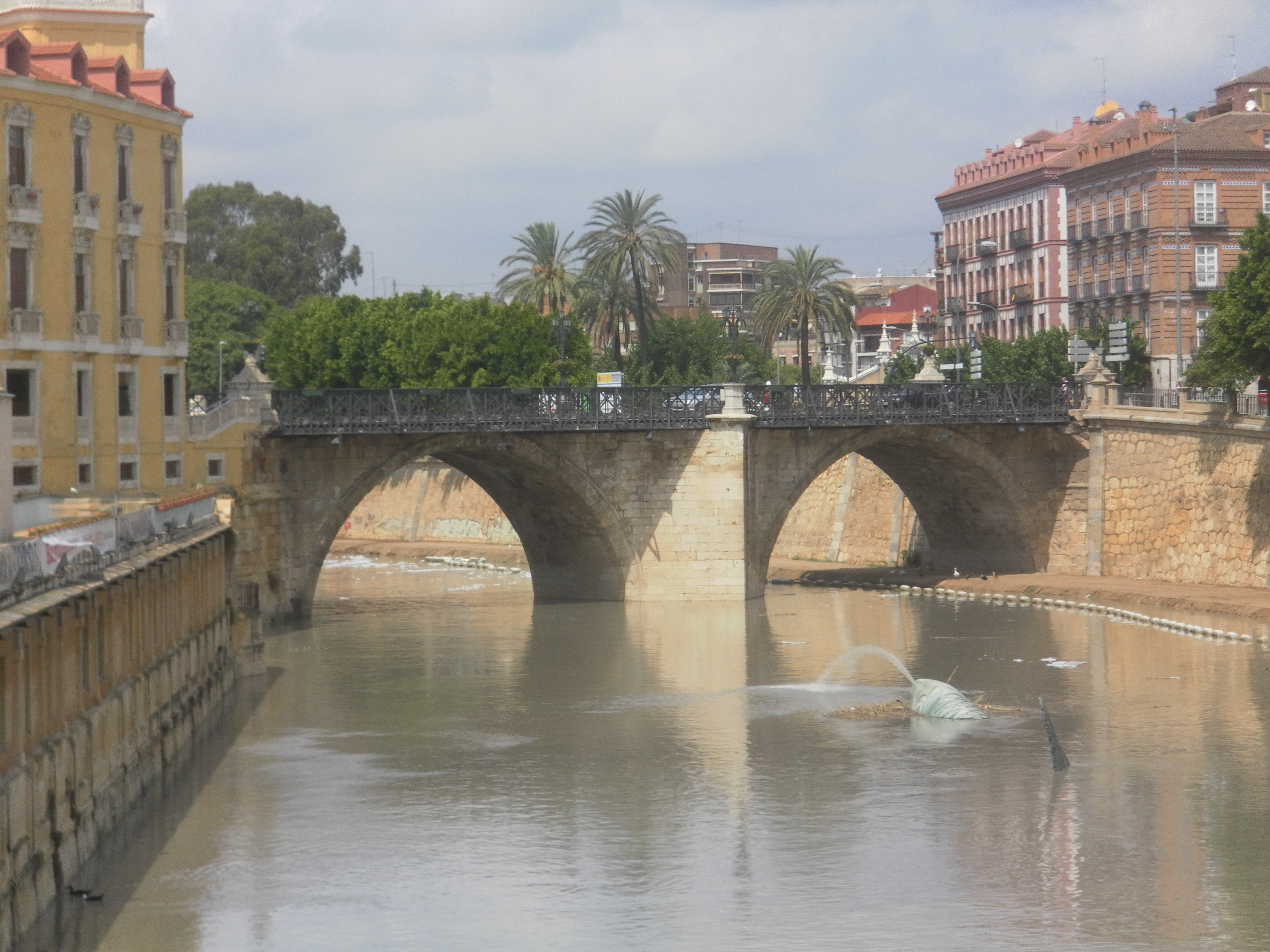
El río Segura a su paso por el Puente de los Peligros de la ciudad

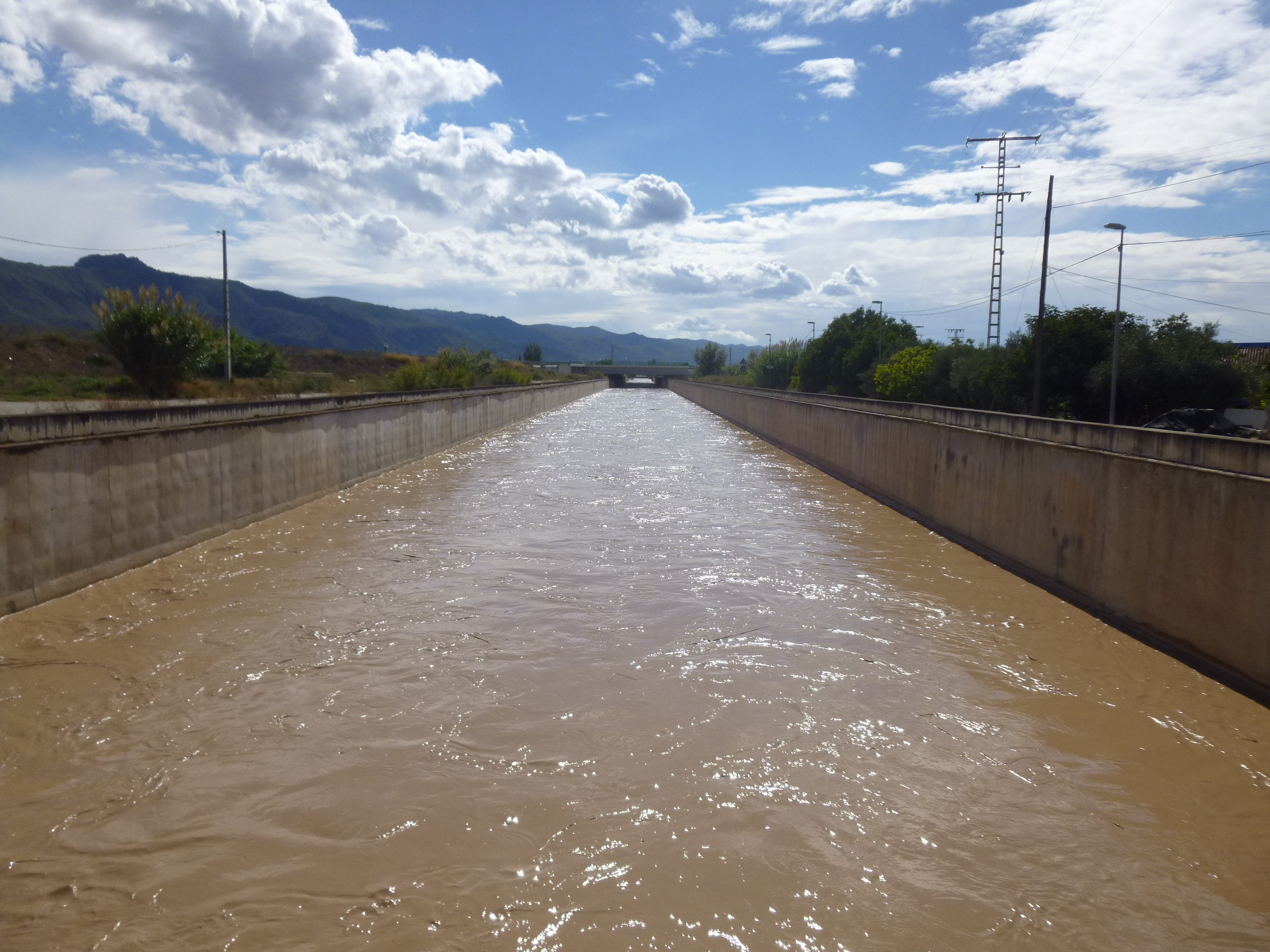
El río Guadalentín a su paso por el Canal del Reguerón en la zona sur de la vega. Riada de septiembre de 2012

El río Segura es el principal eje hidrográfico del municipio. Discurre por la vega del mismo nombre y atraviesa la ciudad de Murcia con dirección oeste-este, siendo un río de régimen pluvial mediterráneo, de escaso caudal pero con fuertes crecidas, como las de 1946, 1948, 1973, 1987, 1989 o 2019 que inundaron diversas zonas del municipio.
El Segura entra en la llamada depresión prelitoral, procedente de la Vega Media (de los municipios de Las Torres de Cotillas y Molina de Segura), a la altura de las pedanías de Javalí Nuevo y Javalí Viejo, justo en donde se sitúa la denominada Contraparada. En este primer tramo todavía lleva una dirección norte-sur, que cambiará por la descrita oeste-este a su paso por la pedanía de Puebla de Soto y el límite municipal con Alcantarilla. Tras atravesar la ciudad, entre las pedanías de Santa Cruz y Alquerías el río adquiere una dirección suroeste-noreste, abandonando el municipio a la altura de El Raal introduciéndose en el de Beniel y en el término de Orihuela, dentro ya de la Vega Baja.
El río transcurre a partir de la Contraparada a través de una canalización realizada en los años 1990 que modificó el cauce anterior recortando los clásicos meandros y aumentando la capacidad de desagüe de cara a controlar las periódicas riadas. A su paso por la ciudad, el Segura cuenta con una amplia canalización en piedra realizada en los años 1950, sustituta de la anterior del siglo XVIII.
El río Guadalentín, el principal afluente del Segura por su margen derecha (también llamado Sangonera en su tramo final), discurre a través del Canal del Reguerón por la zona sur de la vega proveniente del valle del Guadalentín -que no es sino la misma depresión prelitoral antes de que el Segura acceda a ella-, concretamente de la comarca del Bajo Guadalentín (de los municipios de Librilla y Alhama de Murcia). Este río desemboca artificialmente en el Segura a la altura de la pedanía de Beniaján gracias al mencionado Canal del Reguerón, que fue realizado en el siglo XVIII para evitar que las riadas del Guadalentín confluyeran con las del Segura aguas arriba de la ciudad de Murcia.
También hay que destacar la presencia de numerosas ramblas, situadas principalmente en los piedemontes de los dos rebordes montañosos de la depresión prelitoral, destacando las ramblas de Espinardo, Churra y del Carmen en la zona norte, o las ramblas del Garruchal y Tabala en la zona sur. En la zona del Campo de Murcia también son típicos estos cauces, pero vierten sus aguas ocasionales hacia el Campo de Cartagena y el Mar Menor, destacando la rambla de La Murta, la rambla de Corvera o la rambla del Ciprés.

### Riadas
El Segura y su afluente el Guadalentín son famosos por sus furiosas crecidas y temidas inundaciones, teniéndose registro de algunas ya en la Baja Edad Media, por lo que su control ha sido desde tiempo inmemorial motivo de construcción de obras de defensa tales como cortas, motas, canales de derivación y encauzamiento en algunos tramos. La propia muralla musulmana de la ciudad se pensó como una forma de protección, al igual que elementos tan característicos como el paseo del Malecón o el Canal del Reguerón. Pese a la construcción de embalses en la cabecera, los desbordamientos continuaron afectando a la ciudad de Murcia y su huerta durante el siglo XX, por lo que se tuvo que ejecutar un definitivo plan integral contra las avenidas desarrollado entre 1987 y 1994.

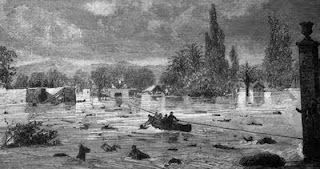
Grabado de la riada de Santa Teresa (1879). Los Huertos del Malecón inundados

Las crecidas del Segura están documentadas desde la Baja Edad Media, siendo una de las primeras la de octubre de 1328, destacando la frecuencia de las mismas, con 17 episodios de importancia durante el siglo XV. El episodio más importante de ese siglo fue el de septiembre de 1452, lo que llevó a desarrollar mejoras en el cauce y varios proyectos de encauzamiento en la capital murciana.
En 1545 el desbordamiento del Segura inundó Murcia y su huerta siendo la más importante crecida hasta la fecha. En 1651 la riada de San Calixto causó 1500 muertos en Murcia con un caudal de 1700 m³/s. En 1802 el Guadalentín rompió el pantano de Puentes lo que provocó una riada que destruyó completamente la pedanía murciana de Buznegra. En 1879 la célebre riada de Santa Teresa superó los 1800 m³/s a su paso por el Puente de los Peligros, marcando los registros históricos más altos de la historia y causando más de 1000 muertos y numerosos destrozos.
| Fecha           | Murcia |
| --------------- | ------ |
| Octubre de 1651 | 1700   |
| Octubre de 1834 | 1000   |
| Octubre de 1879 | 1890   |
| Abril de 1946   | 1187   |
| Octubre de 1948 | 934    |

En el siglo XX las riadas de 1946, 1948, 1973, 1982, 1987 y 1989 han pasado a la historia superándose en muchas de ellas los 1000 m³/s de caudal máximo instantáneo. Gracias a las obras desarrolladas (encauzamiento total del tramo urbano en los años 1950, encauzamiento y recorte de meandros en todo el municipio a finales de los años 1980 y principios de los 1990 y presas de contención en ríos y ramblas de toda la cuenca) se evitó el desbordamiento en las crecidas de 1997, 2000, 2012 y 2016, por lo que no se ha desbordado el río en el casco urbano desde octubre de 1982, aunque sí que se desbordó en diversas partes del municipio en septiembre de 2019.

### Clima

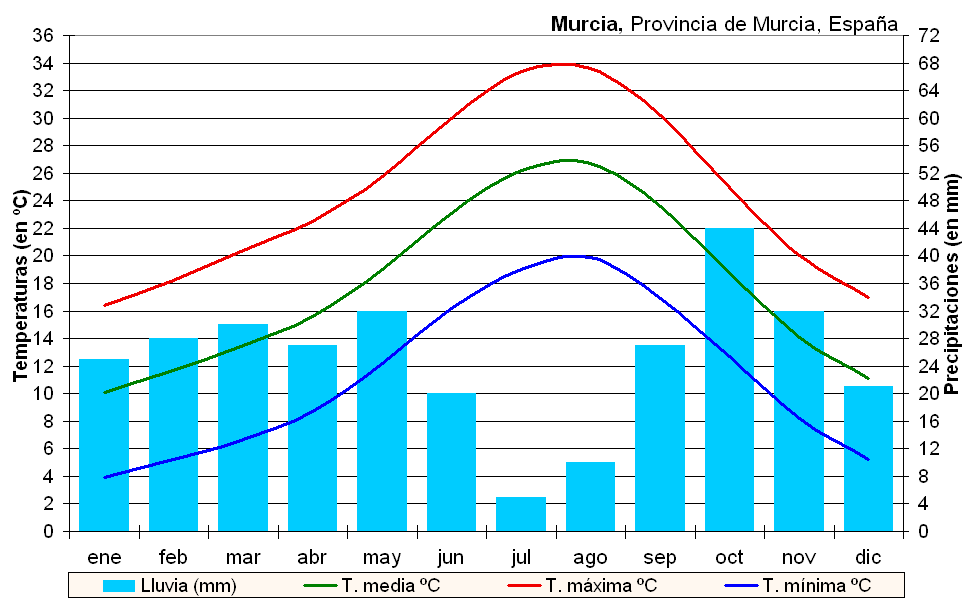
Climograma de Murcia (Alcantarilla)

Murcia tiene un clima mediterráneo seco. De acuerdo con la clasificación climática de Köppen es en general un clima semiárido cálido de tipo BSh. Con una temperatura media anual de 19,1 °C en Murcia (Centro Meteorológico) y de 18,2 °C en Murcia / Alcantarilla (Base Aérea), el área urbana y sus zonas más próximas se sitúan por encima de la barrera de los 18 °C que separa las variantes fría (BSk) y cálida (BSh) de este tipo de clima, si bien las medias son inferiores a los 18 °C en las zonas circundantes de huerta más expuestas a la inversión térmica, en las Sierras del Valle-Carrascoy y en el Campo de Murcia, en la zona sur del municipio, en donde la temperatura media se sitúa en torno a los 17-17.5 °C, dando lugar al clima BSk (semiárido frío).
Con inviernos suaves y veranos calurosos, las temperaturas oscilan entre los 17 °C y los 5 °C de enero y los 34 °C y los 22 °C de agosto, si bien las temperaturas extremas pueden superar los 40 °C en verano (sobre todo en situaciones con viento foehn de poniente) y descender de los 0 °C en invierno. Los valores extremos absolutos en las estaciones principales existentes en el municipio oscilan entre los 47,0 °C de máxima registrados en Murcia / Alcantarilla el día 15 de agosto de 2021, y los -7,5 °C registrados en Murcia (Centro Meteorológico) el día 16 de enero de 1985. De la histórica estación meteorológica de Murcia / Instituto, puesta en marcha en 1866 en la azotea del actual Instituto Licenciado Cascales, y en funcionamiento hasta mediados del siglo XX, existen valores extremos de 47,8 °C de máxima registrados el día 29 de julio de 1876, y de -5,5 °C de mínima registrados el día 15 de enero de 1871. El valor de 47,8 °C es récord absoluto de temperatura máxima registrada en España en el siglo XIX, aunque hay que considerar que, el mismo día de ese registro, otras estaciones peninsulares alcanzaron registros superiores, aunque no fueron finalmente homologados por dudosos.
Respecto a las precipitaciones, los acumulados medios anuales se sitúan en el entorno de los 300 mm en gran parte del municipio, siendo superiores a los 350 mm en la cara norte de las Sierras del Valle-Carrascoy y zonas próximas. Las precipitaciones se concentran normalmente en pocos días, principalmente en invierno, primavera y sobre todo otoño, pudiendo ser torrenciales en situaciones de gota fría, con valores superiores a los 100 mm en menos de 24 horas, ocasionando riadas e inundaciones. La precipitación máxima en un día es de 136 mm registrados en Murcia / Alcantarilla el 10 de octubre de 1943. La nieve, extraordinariamente rara en la ciudad y el valle del Segura, puede caer en las cumbres y zonas altas de las Sierras del Valle-Carrascoy en episodios de entradas frías en invierno. En zonas bajas, la nevada más importante del siglo XX se produjo el 26 de diciembre de 1926, en donde según la prensa de la época, se llegó a acumular más de un metro de espesor en menos de 36 horas. Las dos últimas nevadas generalizadas en el municipio se produjeron el 12 de febrero de 1983 y el 18 de enero de 2017; esta fue la primera nevada generalizada del siglo XXI, cuajando en toda la Región de Murcia, incluyendo zonas de montaña, litoral y la huerta de Murcia.
El viento sopla normalmente de componente estesureste desde los últimos meses de primavera, influenciado por la entrada de la brisa marina. Y gira a componente oeste a finales de otoño, durante el invierno y primeros meses de primavera. La máxima racha de viento, registrada el 4 de octubre de 1987 en Murcia (centro meteorológico), es de 108 km/h. Murcia / Alcantarilla tiene un registro máximo de 103 km/h. Sin embargo, es en las cumbres de las Sierras del Valle-Carrascoy donde el viento sopla con mayor intensidad, habiéndose llegado a medir rachas de hasta 141,6 km/h el día 24 de enero de 2013 en la estación meteorológica del pico Relojero, a 609 m sobre el nivel del mar En esta estación automática, en funcionamiento desde el año 2012, se alcanzan anualmente rachas máximas superiores a los 100 km/h, y tiene una media, para sus primeros 3 años de funcionamiento, de 44 días al año con rachas de viento superior a los 62 km/h, fuerza temporal según la definición establecida en la Escala de Beaufort.
| Parámetros climáticos promedio de Observatorio de Murcia (Guadalupe) (62 m s. n. m. ) (Periodo de referencia: 1991-2020, extremas: 1984-presente) | Parámetros climáticos promedio de Observatorio de Murcia (Guadalupe) (62 m s. n. m. ) (Periodo de referencia: 1991-2020, extremas: 1984-presente) | Parámetros climáticos promedio de Observatorio de Murcia (Guadalupe) (62 m s. n. m. ) (Periodo de referencia: 1991-2020, extremas: 1984-presente) | Parámetros climáticos promedio de Observatorio de Murcia (Guadalupe) (62 m s. n. m. ) (Periodo de referencia: 1991-2020, extremas: 1984-presente) | Parámetros climáticos promedio de Observatorio de Murcia (Guadalupe) (62 m s. n. m. ) (Periodo de referencia: 1991-2020, extremas: 1984-presente) | Parámetros climáticos promedio de Observatorio de Murcia (Guadalupe) (62 m s. n. m. ) (Periodo de referencia: 1991-2020, extremas: 1984-presente) | Parámetros climáticos promedio de Observatorio de Murcia (Guadalupe) (62 m s. n. m. ) (Periodo de referencia: 1991-2020, extremas: 1984-presente) | Parámetros climáticos promedio de Observatorio de Murcia (Guadalupe) (62 m s. n. m. ) (Periodo de referencia: 1991-2020, extremas: 1984-presente) | Parámetros climáticos promedio de Observatorio de Murcia (Guadalupe) (62 m s. n. m. ) (Periodo de referencia: 1991-2020, extremas: 1984-presente) | Parámetros climáticos promedio de Observatorio de Murcia (Guadalupe) (62 m s. n. m. ) (Periodo de referencia: 1991-2020, extremas: 1984-presente) | Parámetros climáticos promedio de Observatorio de Murcia (Guadalupe) (62 m s. n. m. ) (Periodo de referencia: 1991-2020, extremas: 1984-presente) | Parámetros climáticos promedio de Observatorio de Murcia (Guadalupe) (62 m s. n. m. ) (Periodo de referencia: 1991-2020, extremas: 1984-presente) | Parámetros climáticos promedio de Observatorio de Murcia (Guadalupe) (62 m s. n. m. ) (Periodo de referencia: 1991-2020, extremas: 1984-presente) | Parámetros climáticos promedio de Observatorio de Murcia (Guadalupe) (62 m s. n. m. ) (Periodo de referencia: 1991-2020, extremas: 1984-presente) |
| Mes | Ene. | Feb. | Mar. | Abr. | May. | Jun. | Jul. | Ago. | Sep. | Oct. | Nov. | Dic. | Anual |
| --- | --- | --- | --- | --- | --- | --- | --- | --- | --- | --- | --- | --- | --- |
| Temp. máx. abs. (°C) | 28.7 | 29.4 | 33.6 | 37.4 | 41.0 | 42.5 | 45.7 | 46.2 | 44.6 | 34.9 | 31.0 | 27.2 | 46.2 |
| Temp. máx. media (°C) | 17.2 | 18.5 | 21.1 | 23.6 | 27.2 | 31.5 | 34.3 | 34.5 | 30.5 | 26.1 | 20.7 | 17.6 | 25.2 |
| Temp. media (°C) | 11.3 | 12.4 | 14.8 | 17.2 | 20.7 | 24.9 | 27.8 | 28.1 | 24.6 | 20.3 | 15.0 | 12.0 | 19.1 |
| Temp. mín. media (°C) | 5.3 | 6.3 | 8.4 | 10.7 | 14.2 | 18.3 | 21.2 | 21.8 | 18.6 | 14.6 | 9.4 | 6.3 | 12.9 |
| Temp. mín. abs. (°C) | -7.5 | -3.9 | -2.4 | 0.0 | 4.0 | 8.0 | 13.0 | 14.0 | 9.6 | 4.4 | -1.0 | -6.0 | -7.5 |
| Precipitación total (mm) | 26.7 | 18.9 | 30.3 | 29.5 | 20.5 | 16.5 | 1.2 | 11.9 | 37.6 | 27.3 | 29.0 | 32.5 | 282.1 |
| Días de precipitaciones (≥ 1 mm) | 3.2 | 3.1 | 3.5 | 3.8 | 3.0 | 1.8 | 0.3 | 1.3 | 3.0 | 3.8 | 4.0 | 3.2 | 33.9 |
| Días de nevadas (≥ 0.01 mm) | 0.1 | 0.0 | 0.0 | 0.0 | 0.0 | 0.0 | 0.0 | 0.0 | 0.0 | 0.0 | 0.0 | 0.0 | 0.1 |
| Horas de sol | 198 | 198 | 229 | 261 | 310 | 342 | 366 | 326 | 249 | 226 | 192 | 180 | 3068 |
| Humedad relativa (%) | 63 | 60 | 57 | 53 | 50 | 48 | 49 | 53 | 59 | 63 | 64 | 66 | 57 |
| Fuente n.º 1: Agencia Estatal de Meteorología | | | | | | | | | | | | | |
| Fuente n.º 2: Agencia Estatal de Meteorología (extremos)                                                                                          | | | | | | | | | | | | | |

| Parámetros climáticos promedio de Observatorio de Base Aérea de Alcantarilla (municipio de Murcia) (75 m s. n. m. ) (Periodo de referencia: 1991-2020, extremas: 1940-presente) | Parámetros climáticos promedio de Observatorio de Base Aérea de Alcantarilla (municipio de Murcia) (75 m s. n. m. ) (Periodo de referencia: 1991-2020, extremas: 1940-presente) | Parámetros climáticos promedio de Observatorio de Base Aérea de Alcantarilla (municipio de Murcia) (75 m s. n. m. ) (Periodo de referencia: 1991-2020, extremas: 1940-presente) | Parámetros climáticos promedio de Observatorio de Base Aérea de Alcantarilla (municipio de Murcia) (75 m s. n. m. ) (Periodo de referencia: 1991-2020, extremas: 1940-presente) | Parámetros climáticos promedio de Observatorio de Base Aérea de Alcantarilla (municipio de Murcia) (75 m s. n. m. ) (Periodo de referencia: 1991-2020, extremas: 1940-presente) | Parámetros climáticos promedio de Observatorio de Base Aérea de Alcantarilla (municipio de Murcia) (75 m s. n. m. ) (Periodo de referencia: 1991-2020, extremas: 1940-presente) | Parámetros climáticos promedio de Observatorio de Base Aérea de Alcantarilla (municipio de Murcia) (75 m s. n. m. ) (Periodo de referencia: 1991-2020, extremas: 1940-presente) | Parámetros climáticos promedio de Observatorio de Base Aérea de Alcantarilla (municipio de Murcia) (75 m s. n. m. ) (Periodo de referencia: 1991-2020, extremas: 1940-presente) | Parámetros climáticos promedio de Observatorio de Base Aérea de Alcantarilla (municipio de Murcia) (75 m s. n. m. ) (Periodo de referencia: 1991-2020, extremas: 1940-presente) | Parámetros climáticos promedio de Observatorio de Base Aérea de Alcantarilla (municipio de Murcia) (75 m s. n. m. ) (Periodo de referencia: 1991-2020, extremas: 1940-presente) | Parámetros climáticos promedio de Observatorio de Base Aérea de Alcantarilla (municipio de Murcia) (75 m s. n. m. ) (Periodo de referencia: 1991-2020, extremas: 1940-presente) | Parámetros climáticos promedio de Observatorio de Base Aérea de Alcantarilla (municipio de Murcia) (75 m s. n. m. ) (Periodo de referencia: 1991-2020, extremas: 1940-presente) | Parámetros climáticos promedio de Observatorio de Base Aérea de Alcantarilla (municipio de Murcia) (75 m s. n. m. ) (Periodo de referencia: 1991-2020, extremas: 1940-presente) | Parámetros climáticos promedio de Observatorio de Base Aérea de Alcantarilla (municipio de Murcia) (75 m s. n. m. ) (Periodo de referencia: 1991-2020, extremas: 1940-presente) |
| Mes | Ene. | Feb. | Mar. | Abr. | May. | Jun. | Jul. | Ago. | Sep. | Oct. | Nov. | Dic. | Anual |
| --- | --- | --- | --- | --- | --- | --- | --- | --- | --- | --- | --- | --- | --- |
| Temp. máx. abs. (°C) | 28.2 | 29.0 | 33.3 | 36.6 | 42.5 | 44.0 | 46.1 | 47.0 | 43.6 | 36.0 | 31.0 | 27.0 | 47.0 |
| Temp. máx. media (°C) | 16.8 | 18.2 | 21.0 | 23.5 | 27.1 | 31.5 | 34.4 | 34.5 | 30.4 | 25.9 | 20.3 | 17.1 | 25.1 |
| Temp. media (°C) | 10.5 | 11.8 | 14.2 | 16.6 | 20.2 | 24.4 | 27.4 | 27.7 | 24.1 | 19.7 | 14.4 | 11.2 | 18.5 |
| Temp. mín. media (°C) | 4.2 | 5.4 | 7.5 | 9.8 | 13.3 | 17.3 | 20.4 | 21.0 | 17.7 | 13.6 | 8.4 | 5.2 | 12.0 |
| Temp. mín. abs. (°C) | -5.0 | -5.0 | -4.2 | -0.2 | 3.6 | 9.0 | 12.2 | 8.6 | 7.4 | 1.0 | -2.6 | -6.0 | -6.0 |
| Precipitación total (mm) | 29.7 | 21.0 | 31.8 | 26.7 | 21.1 | 16.2 | 1.9 | 10.9 | 40.2 | 26.7 | 31.1 | 31.8 | 289.0 |
| Días de precipitaciones (≥ 1 mm) | 3.2 | 3.0 | 3.5 | 3.3 | 3.0 | 1.7 | 0.6 | 1.2 | 3.0 | 3.7 | 3.7 | 3.2 | 33.2 |
| Días de nevadas (≥ 0.01 mm) | 0.1 | 0.0 | 0.0 | 0.0 | 0.0 | 0.0 | 0.0 | 0.0 | 0.0 | 0.0 | 0.0 | 0.0 | 0.1 |
| Horas de sol | 192 | 192 | 217 | 255 | 298 | 333 | 356 | 319 | 237 | 217 | 186 | 177 | 2995 |
| Humedad relativa (%) | 64 | 60 | 57 | 53 | 49 | 46 | 48 | 51 | 58 | 63 | 65 | 67 | 57 |
| Fuente: Agencia Estatal de Meteorología | | | | | | | | | | | | | |

### Fauna y flora
Además de la huerta y las zonas urbanas, el término municipal cuenta por su gran tamaño con distintos paisajes: tierras baldías, pinares de pino carrasco en las sierras de la Cordillera Sur y zonas de típico secano mediterráneo en el Campo de Murcia.

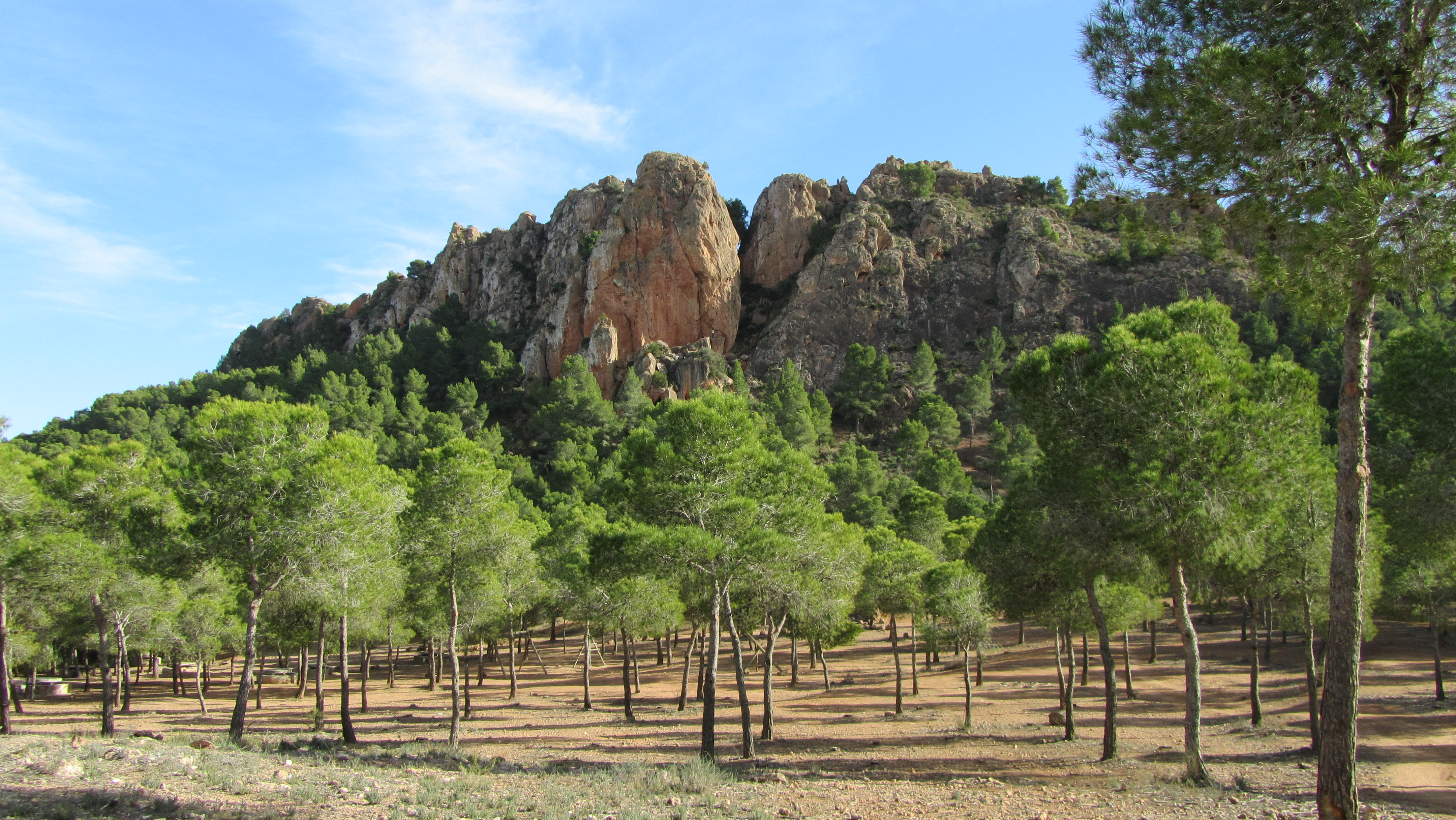
Pico de la Cresta del Gallo, rodeado de pinos carrasco

En el municipio se encuentra la mayor parte del parque regional de El Valle y Carrascoy, compartido con los municipios de Fuente Álamo de Murcia y Alhama de Murcia y que comprende gran parte de las sierras de la ya referida Cordillera Sur, siendo el pulmón verde de la ciudad. Dentro del parque, las sierras de Carrascoy, del Puerto y Cresta del Gallo están declaradas LIC, mientras que las sierras de la Cresta del Gallo, Villares, Columbares y Altaona, cuentan además con protección ZEPA.

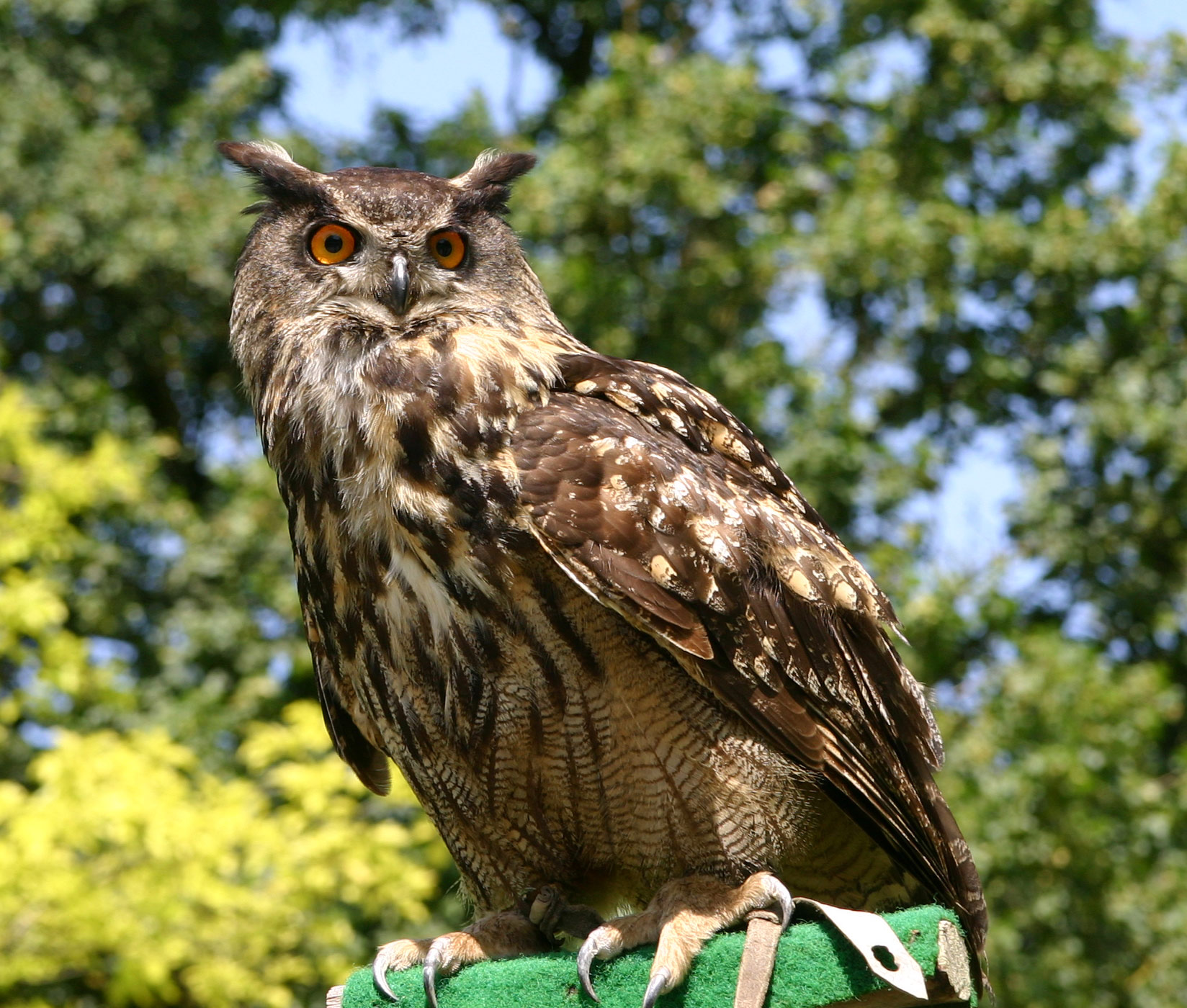
Búho real, de gran abundancia en las sierras del municipio

El grupo faunístico más destacado en el ámbito del parque es el de las aves, y en especial las rapaces como águila perdicera, águila real, águila culebrera, águila calzada, ratonero y halcón peregrino, destacando también la abundante presencia del búho real, especie que posibilitó la declaración de ZEPA al contar con una de las colonias más numerosas de España y con mayor densidad del mundo. En cuanto a los mamíferos, está constatada la existencia de jabalí, zorro, gato montés o distintas especies de mustélidos como garduña, tejón, comadreja, al igual que siete especies de murciélago.
La vegetación del parque está constituida principalmente por un bosque de Pino carrasco, que en algunas zonas presenta Pino piñonero o manchas de Carrasca. Hay que destacar los ejemplares relictos de Alcornoque presentes en el área denominada Majal Blanco. El sotobosque mejor conservado cuenta con un matorral típicamente mediterráneo en el que el lentisco, acebuche, palmito, enebro, espino negro y coscoja son los más representativos.
Dentro de la fauna fluvial presente en el río Segura, destaca la recuperada presencia de la Nutria en el tramo inicial del río desde la Contraparada hasta las proximidades de la ciudad. Igualmente se pueden encontrar ánades reales, garzas, fochas, garcetas, gallineta común, barbos o carpas, ejemplos de especies antiguamente desaparecidas en el municipio y que han pasado a ser habituales de nuevo tras un largo proceso de recuperación ambiental y depuración de aguas. Incluso, en áreas del río alejadas de núcleos urbanos se pueden observar carriceros, martinetes, el martín pescador o el avetorillo.
Asimismo, en la zona norte del término municipal, lindando con el de Santomera, se encuentra el paraje boscoso protegido llamado Coto Cuadros, declarado monte de utilidad pública.

### La Huerta
El paisaje más conocido y significativo del término municipal es la antiquísima Huerta de Murcia, espacio que dominaba gran parte de la vega segureña rodeando la ciudad, pero que desde hace décadas sufre la presión de la expansión urbana que junto a la terciarización de la economía y la ausencia de políticas de conservación ha reducido notablemente su extensión.

#### Entorno cultural

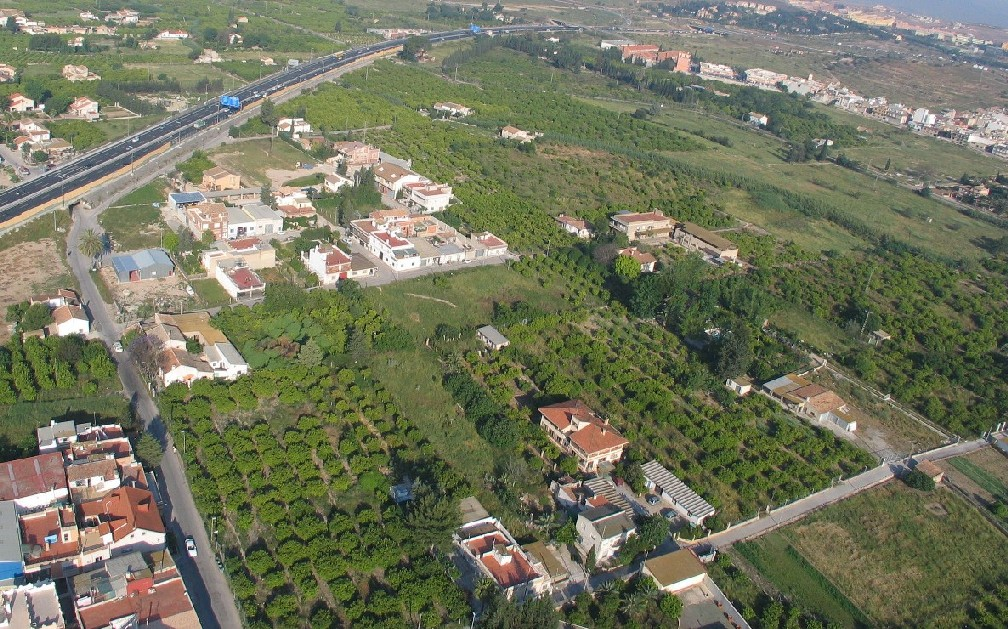
Vista aérea de una zona de la Huerta de Murcia

El paisaje huertano se muestra como un inmenso mosaico de poblamiento disperso fruto de la necesidad de los habitantes de vivir junto a sus cultivos. Entorno natural caracterizado por las acequias con sus mondas y su típica vegetación de cañas y árboles de ribera, además de los árboles frutales, donde destaca el limonero en un espacio parcelario alineado de hortalizas y con la abundante presencia de la morera.
El sistema de riegos de la huerta de Murcia se basa en una compleja red de acequias y demás canales de irrigación de antiquísimo origen. Los musulmanes fueron los que aprovecharon las áreas agrícolas romanas presentes en la vega segureña desde siglos antes, ya que la depresión aluvial tenía especiales características para el desarrollo de regadío. La auténtica transformación del valle tuvo lugar con la construcción del azud de la Contraparada, situado en el lugar en que el Segura hace su entrada en la depresión prelitoral y que se encarga de retener y elevar las aguas hacia las acequias mayores, la de Aljufía (al norte del río Segura) y Alquibla (al sur). Canales que el geógrafo árabe Al-Himyari describía como: 

Conducciones de agua hechas por los antiguos que riegan el norte y el sur de Mursiya.

El crecimiento demográfico impulsó la necesidad de colonizar tierras cada vez más lejanas de la Contraparada, aumentando la complejidad de todo el sistema. Algunas acequias se destinaron al servicio de la ciudad como la Argualexa, proporcionando caudal necesario para el abastecimiento de los edificios públicos y de las industrias artesanas. La red de acequias surtía de energía a la industria murciana, ya que a su vera se desarrollaron molinos harineros, de batanes, de pimentón, fábricas de pólvora y salitre, fábricas de curtidos, de paños, de hilaturas de seda hasta llegar a finales del siglo XIX, cuando aparecen las primeras industrias conserveras.

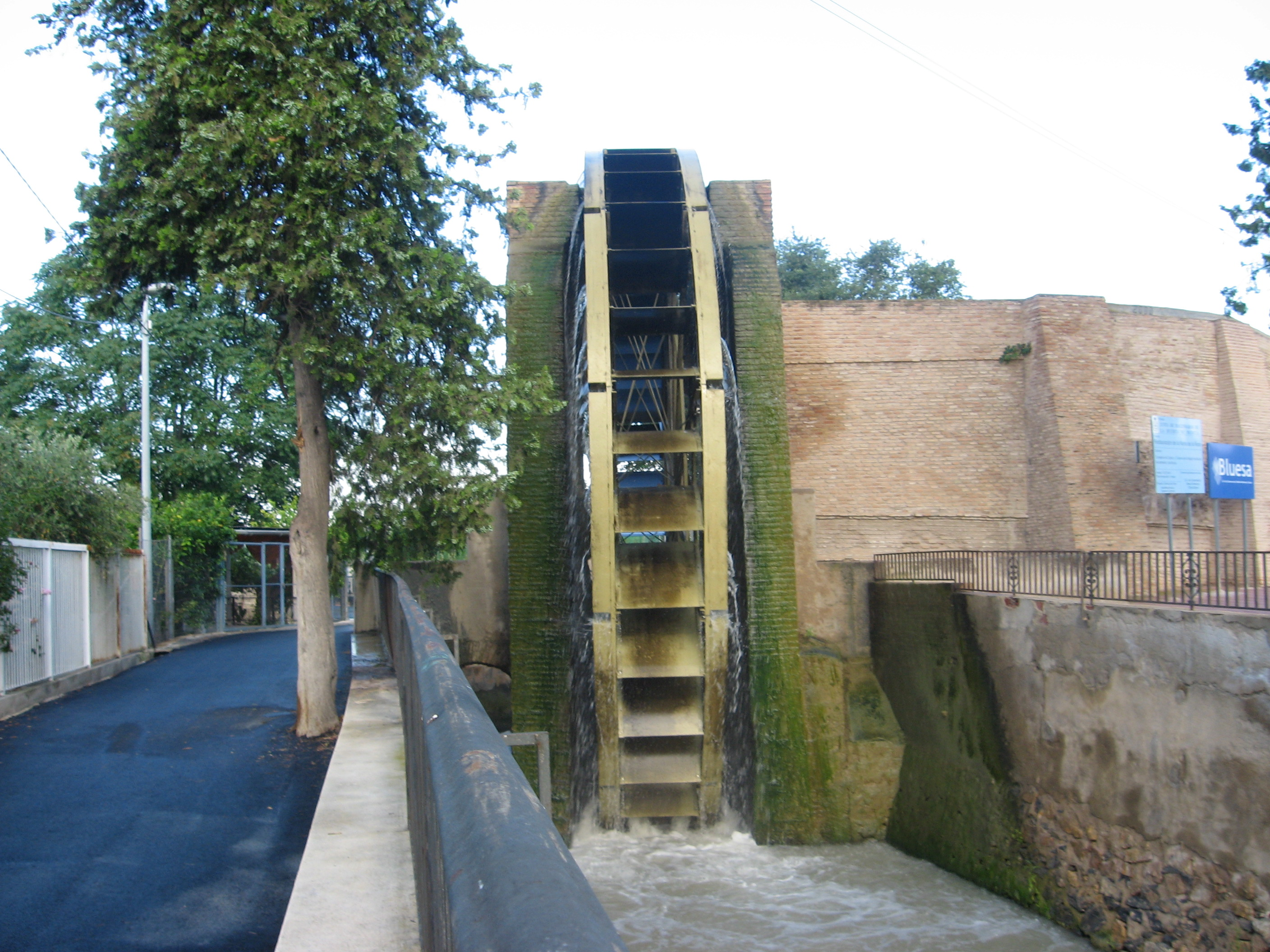
Noria o rueda de La Ñora sobre la Acequia Mayor Aljufía

La superficie de la huerta de Murcia ha vivido vaivenes a lo largo de la historia, desde un importante retroceso sufrido en el siglo XIV como consecuencia de la crisis e inseguridad reinante, hasta la expansión del siglo XVIII con motivo del auge del sector sericícola. A finales de los años 1990, tras varias décadas de terciarización económica, abandono de cultivos y expansión urbana, el espacio de regadío cubría una superficie próxima a las 12 500 hectáreas (menor hoy día tras el reciente boom urbanístico), que poco a poco ha ido cediendo sitio a la urbanización del suelo, cambiando radicalmente los usos tradicionales.

#### Medio físico
Así, la Huerta de Murcia se extiende por toda la vega del Segura desde el azud de la Contraparada al oeste hasta Orihuela, ya en la Vega Baja, al este, recorrida por más de 500 kilómetros de cauces, tanto de aguas vivas (los que llevan el agua a los cultivos, como acequias mayores, menores y brazales), o de aguas muertas (los que recogen el agua sobrante devolviéndola al río como azarbetas y azarbes).
Los heredamientos son las tierras que riega cada una de las acequias mayores, dividiéndose en dos grandes heredamientos generales subdivididos a su vez en particulares según la acequia, destacando los del lado norte -margen izquierda del Segura- (Aljufía, Churra la Vieja, Alfatego, Beniscornia, Béndame, Arboleja, Caravija, Zaraiche, Santomera, Zaraichico, Casteliche, Nelva, Benetúcer, Raal Viejo, Aljada, azarbe de Monteagudo, azarbe Mayor, Pitarque y Raal Nueva); y los del lado sur -margen derecha del Segura- (Alquibla, Barreras, Dava, Turbedal, Benialé, La Raya o Puxmarina, Almohajar, la Herrera, Condomina, Beniaján, Batán o Alcatel, Junco, Alguazas, Aljorabia, Alfande, Alarilla, azarbe de Beniel, Riacho, Zeneta, las Parras y Carcanox).
La acequia de Churra la Nueva forma sin embargo un heredamiento independiente al resto, tomando sus aguas antes de la Contraparada.
Leyes y normas propias. El Consejo de Hombres Buenos

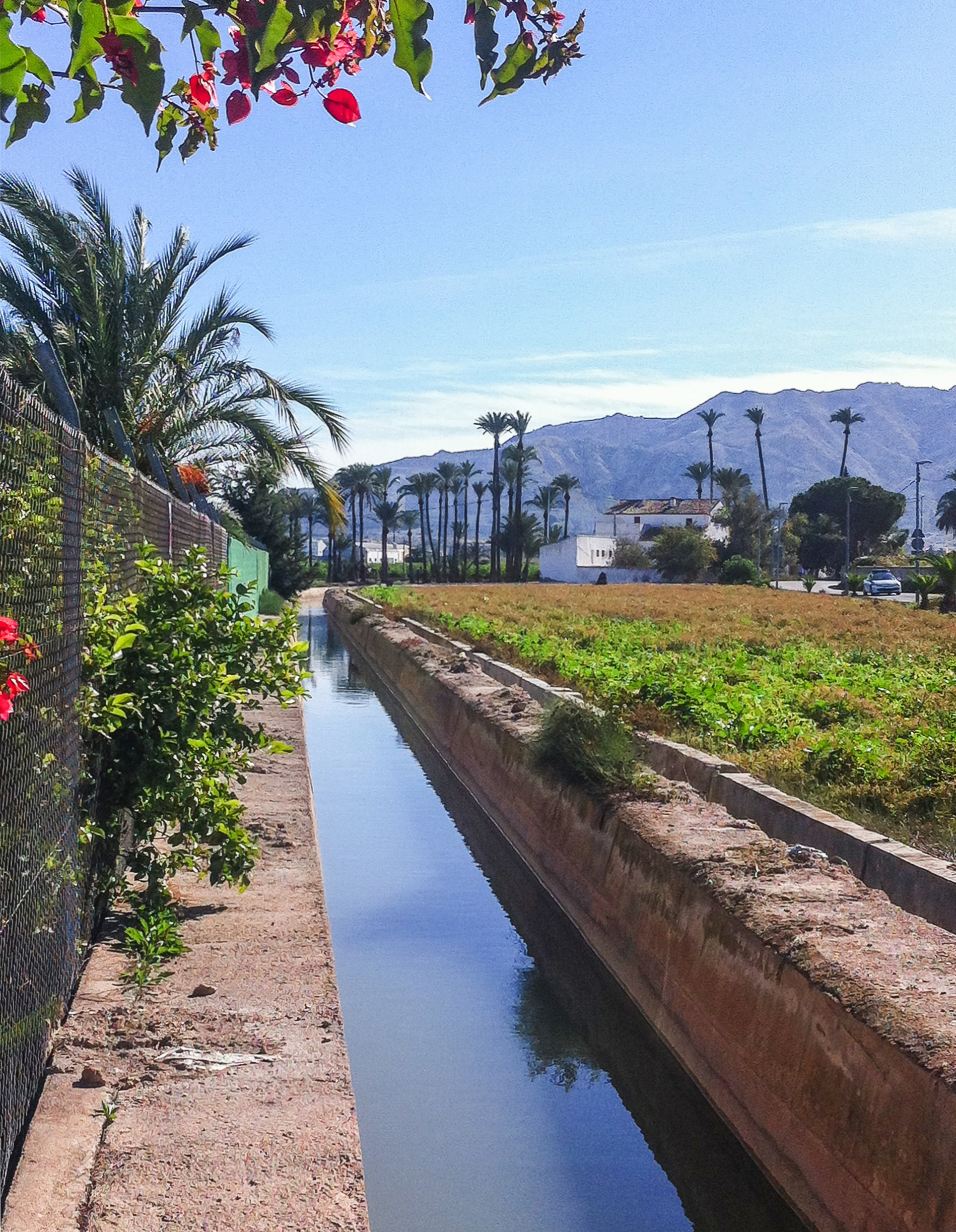
Paisaje típico de la huerta de Murcia. Acequia de Benicomay en las proximidades de Los Ramos

La existencia de la Huerta y su sistema de riego implicaba la cooperación de los huertanos mediante la regulación de los riegos. Para ello, desde los tiempos de los musulmanes y tras la reconquista, el concejo de la ciudad dictó una serie de leyes y normas encaminadas a proteger la Huerta y solucionar los conflictos que se generan. Como consecuencia de esto, aparecen una serie de instituciones y figuras jurídicas encargadas de velar por este espacio y sus riegos comunitarios dando lugar al desarrollo de una legislación local, en parte escrita y en parte consuetudinaria, sobre reparto, uso del agua y control de las infracciones. Todas ellas están recogidas en las Ordenanzas y Costumbres de la Huerta de Murcia, que se listan por escrito desde el siglo XIX, regulando también a la Junta de Hacendados de la Huerta de Murcia y el Consejo de Hombres Buenos.
Este consejo es una institución que se remonta a la Edad Media y cuya función es conocer y resolver las reclamaciones y pleitos, en un orden arbitral y extrajudicial, permitiendo resolver los litigios mediante actuaciones baratas, rápidas y especializadas haciendo posible una eficaz y pronta recuperacuón del orden quebrantado. Sus actuaciones eran verbales y no se comienzan a recoger por escrito hasta el siglo XVIII, estando sus decisiones reconocidas dentro del ordenamiento jurídico español.
En el año 2009, el Consejo de Hombres Buenos de la Huerta de Murcia fue declarado Patrimonio Cultural Inmaterial de la Humanidad por la Unesco como ejemplo de tribunal consuetudinario de regantes del Mediterráneo español.

### Municipios limítrofes
En la siguiente tabla aparecen los municipios que limitan con el término municipal de Murcia, en la secuencia geográfica en la que están situados:
| Noroeste: Campos del Río y Las Torres de Cotillas | Norte: Molina de Segura y Fortuna        | Nordeste: Santomera, Orihuela (Alicante) y Beniel                    |
| Oeste: Alcantarilla y Mula                        |                                          | Este: Orihuela (Alicante)                                            |
| Suroeste: Librilla y Alhama de Murcia             | Sur: Fuente Álamo de Murcia y Cartagena1 | Sureste: Torre-Pacheco, San Javier y Pilar de la Horadada (Alicante) |

Nota 1: el límite con Cartagena es por el enclave de la pedanía de Lobosillo
Además, el municipio de Alcantarilla está completamente rodeado por el término municipal de Murcia.

## Historia

### Orígenes

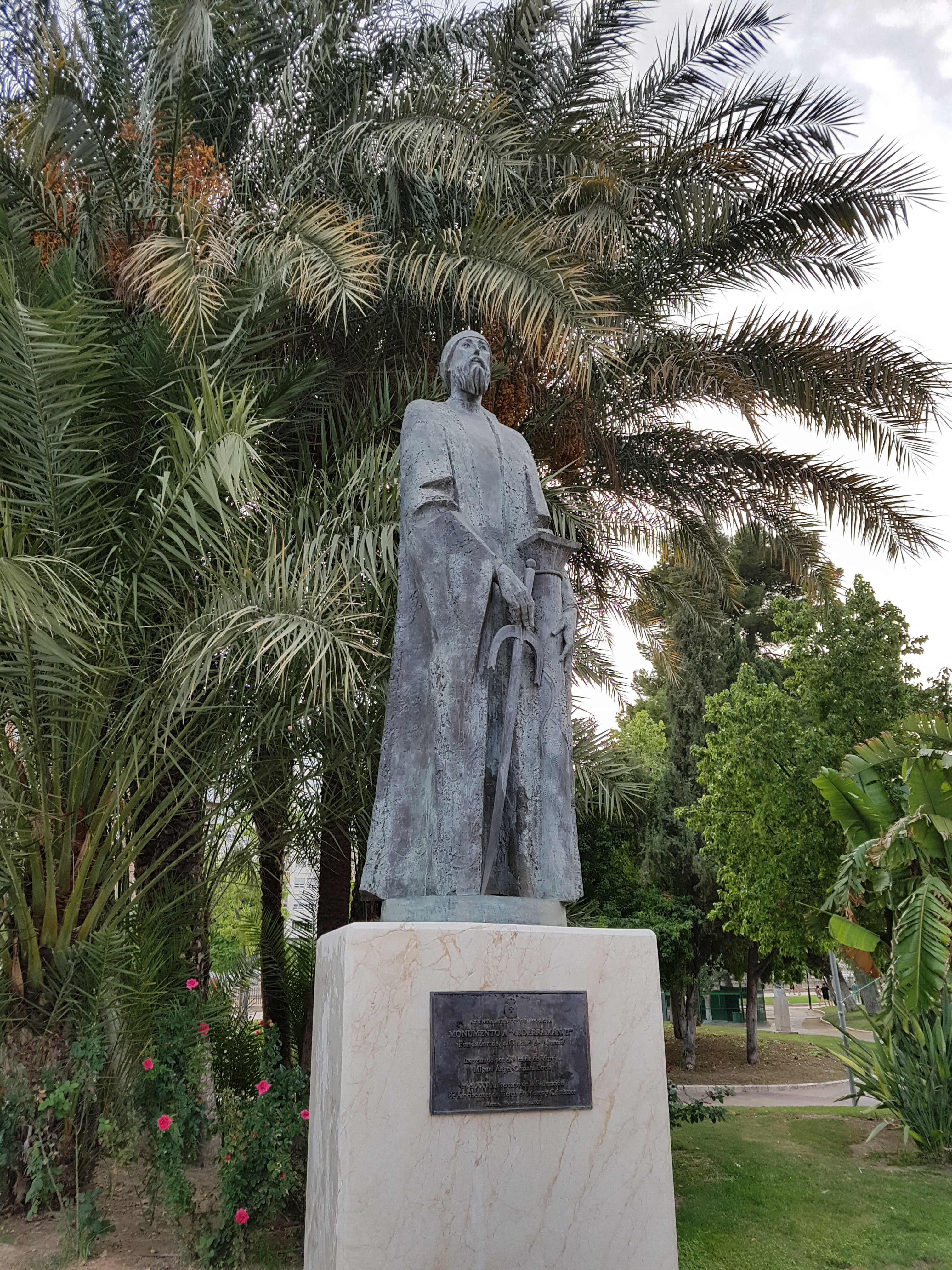
Monumento a Abderramán II en la plaza de la Cruz Roja

Existen muchas dudas sobre los orígenes de la ciudad de Murcia. Hay constancia de que fue mandada fundar el 25 de junio del año 825 por el emir de Al-Ándalus Abderramán II con el objetivo de sofocar las revueltas entre yemeníes y qaysíes que ensangrentaban las tierras de la Cora de Tudmir, para hacer así más fuerte el poder del Emirato de Córdoba sobre los particularismos tribales. Historiadores como Rodríguez Llopis defienden sin embargo que lo que se produjo en aquel año no fue la fundación sino el establecimiento de la capitalidad de la Cora de Tudmir en una Murcia en cierto modo ya existente.
En ese sentido, inicialmente Abderramán II llamó Tudmir a la nueva ciudad por él fundada, pero acabó permaneciendo un topónimo anterior: Mursiya. Por lo que todo parece indicar la probable existencia de un pequeño lugar poblado en esta misma zona del que el nuevo núcleo tomaría el nombre, cuyos orígenes se remontarían a una villa romana, quizás denominada Murtia, en clara referencia a la existencia de humedales y mirtos -arrayanes- en torno a ella, término que arabizado derivaría en Mursiya. De hecho, está arqueológicamente demostrado el desarrollo de un extenso complejo de villae romanas en el valle del Segura que aprovechaban la feracidad de las terrazas fluviales y la abundancia del agua del río.

### Prehistoria y Edad Antigua

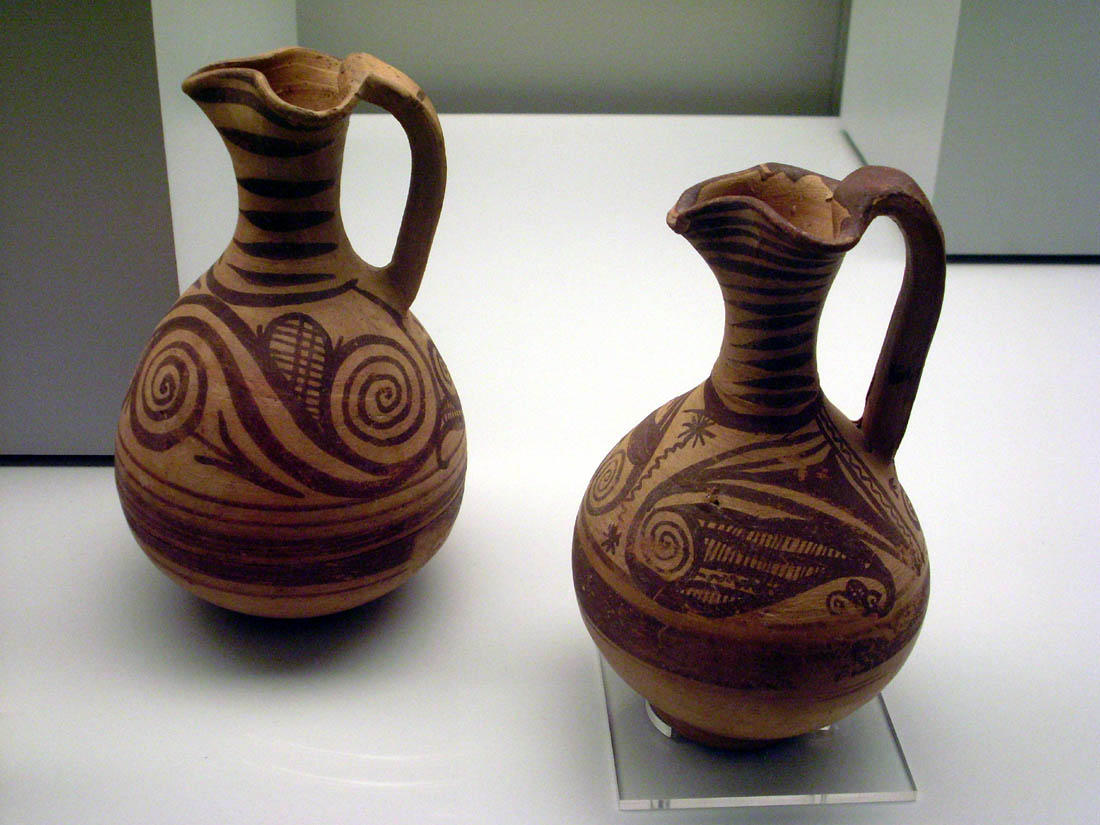
Oinocoes íberos del Cabecico del Tesoro. Museo de Arqueología de Murcia

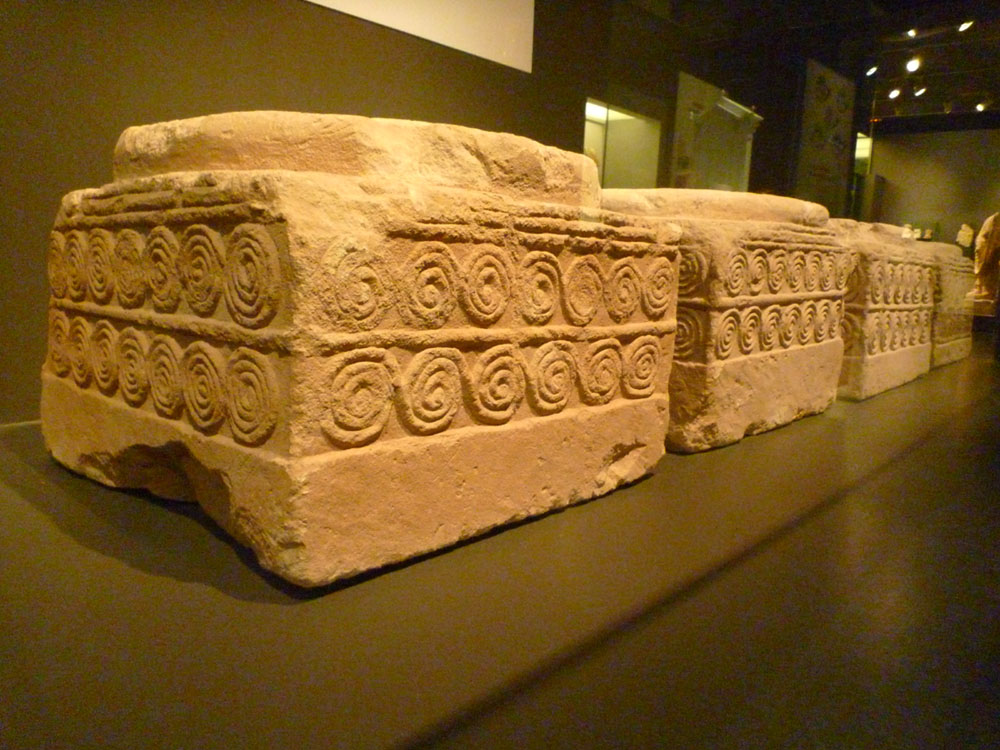
Basas de columnas procedentes de la basílica del Llano del Olivar de Algezares, del. Museo de Arqueología de Murcia

Sin embargo, las evidencias humanas más antiguas en el actual territorio del municipio de Murcia pertenecen a la Cultura del Argar; cultura desarrollada durante la Edad del Bronce que tuvo su centro en el sureste ibérico con un avanzado concepto de urbanismo, además del dominio de la agricultura y la metalurgia del bronce.
En la época prehistórica, así como en la antigüedad, la mayoría de asentamientos humanos se concentraron en los rebordes montañosos de la depresión prelitoral o vega del Segura. Así, en el borde sur destacan los yacimientos del Puntarrón Chico de Beniaján de época argárica, o Santa Catalina del Monte del Bronce Final. En el borde norte destaca el yacimiento de la cuesta de San Cayetano de Monteagudo, con una secuencia que va desde el Argar, pasando por el Bronce Tardío y el mundo íbero, finalizando en la Roma altoimperial.
Con la llegada de la Edad del Hierro, los íberos, concretamente los contestanos, tuvieron un especial desarrollo en la Cordillera Sur con los yacimientos del Verdolay, en donde aparece un importante poblado, con una necrópolis asociada (el Cabecico del Tesoro) y un santuario (el santuario de la Luz) datados entre el 500 a. C. y la romanización.
Fue en plena época romana cuando comenzaron los asentamientos en el fondo del valle del Segura, zona de almarjales y aguas estancadas que fueron convertidas al cultivo a través de las primeras evidencias de aprovechamiento hídrico de la zona, comprobándose en yacimientos de época tardoantigua como el de Senda de Granada. Como ya se ha comentado, el origen antiguo de Murcia estaría en una de esas villae que aparecieron en áreas más próximas al río Segura.
La Cordillera Sur vivió otro impulso poblacional en época tardorromana-visigoda, como parecen demostrar algunas infraestructuras que han llegado hasta nosotros. Es el caso de los yacimientos del Martyrium de La Alberca del siglo IV y la basílica del Llano del Olivar de Algezares (siglo VI).

### Edad Media (etapa musulmana)

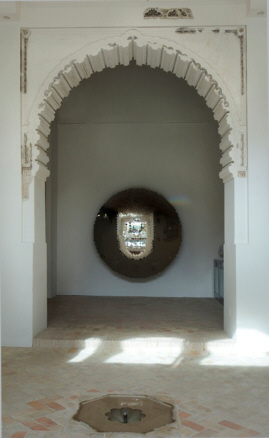
Portada del salón norte del Alcázar Menor,

Aunque la explotación agraria y el aprovechamiento hídrico a gran escala del valle en donde se encuentra Murcia se remonta a tiempos romanos; fueron los árabes los que, valiéndose del curso del río Segura que atraviesa la depresión prelitoral, perfeccionaron y ampliaron una compleja red hidrológica formada por acequias, brazales y regaderas, dando impulso a la ciudad convirtiéndola en uno de los centros de producción agraria más importantes de al-Ándalus tras su fundación por Abderramán II. Esto llevó a que a partir del siglo X Murcia se convirtiera en capital política y centro económico de la Cora de Tudmir.
No fue hasta la segunda mitad del siglo XI, tras el fin del Califato, cuando la ciudad de Murcia encabezó su primer reino taifa independiente bajo el mandato de Abu Abd al-Rahman Ibn Tahir. Conquistada por Al-Mutamid de Sevilla, fue epicentro del conflicto entre este y su visir Ibn Ammar, el cual fue destronado por Ibn Rashiq, que también gobernó la ciudad de manera independiente hasta la llegada de los almorávides en 1091.
La ciudad capitalizó un segundo periodo taifa de la mano de Ibn Mardanis; conocido por los cristianos como Rey Lobo. Durante este periodo (1147-1172) Murcia vivió un momento de esplendor convertida en un centro político y cultural comparable a las principales capitales islámicas del momento, siendo cabeza de la resistencia andalusí frente al Imperio Almohade.
Tras la victoria cristiana en Las Navas de Tolosa (1212), Castilla se expandió hacia el sur, dirigiéndose hacia la taifa de Murcia, que en su tercer periodo estuvo regida por la dinastía de los Banu Hud, que tras 1228 se habían sublevado contra los almohades consiguiendo el control de casi toda al-Ándalus teniendo su capital en Murcia. Finalmente, el infante Alfonso de Castilla (futuro Alfonso X el Sabio) acordó con Ibn Hud al-Dawla el vasallaje de la ciudad en 1243 a través del Tratado de Alcaraz, incorporándola a la Corona de Castilla en forma de protectorado.

### Edad Media (etapa cristiana)

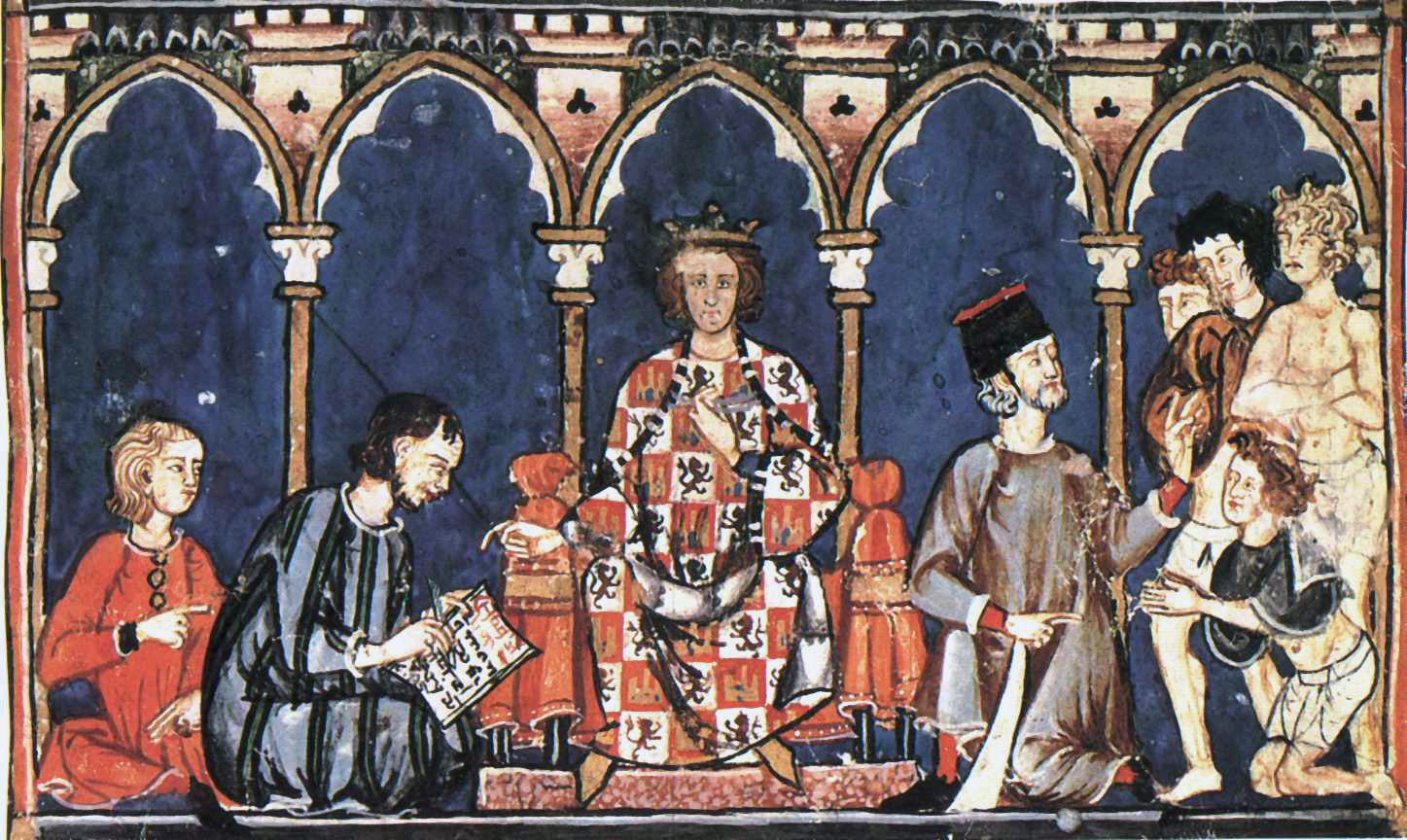
Alfonso X y su corte, que solía recalar en la ciudad

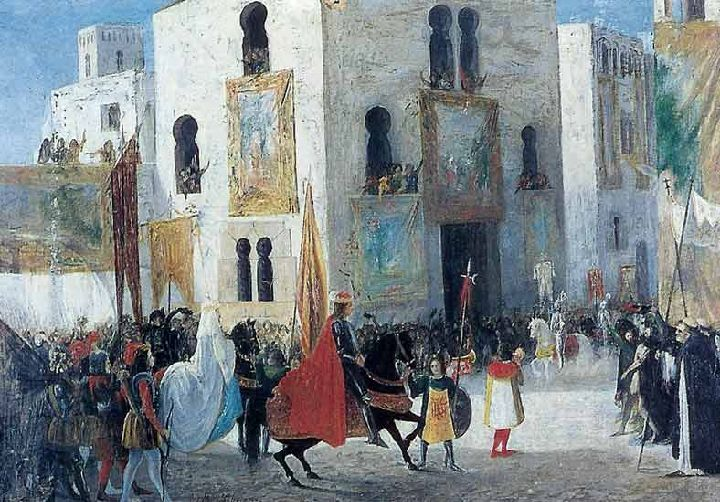
Pintura de José María Sobejano López que representa la entrada de los Reyes Católicos en Murcia en 1488

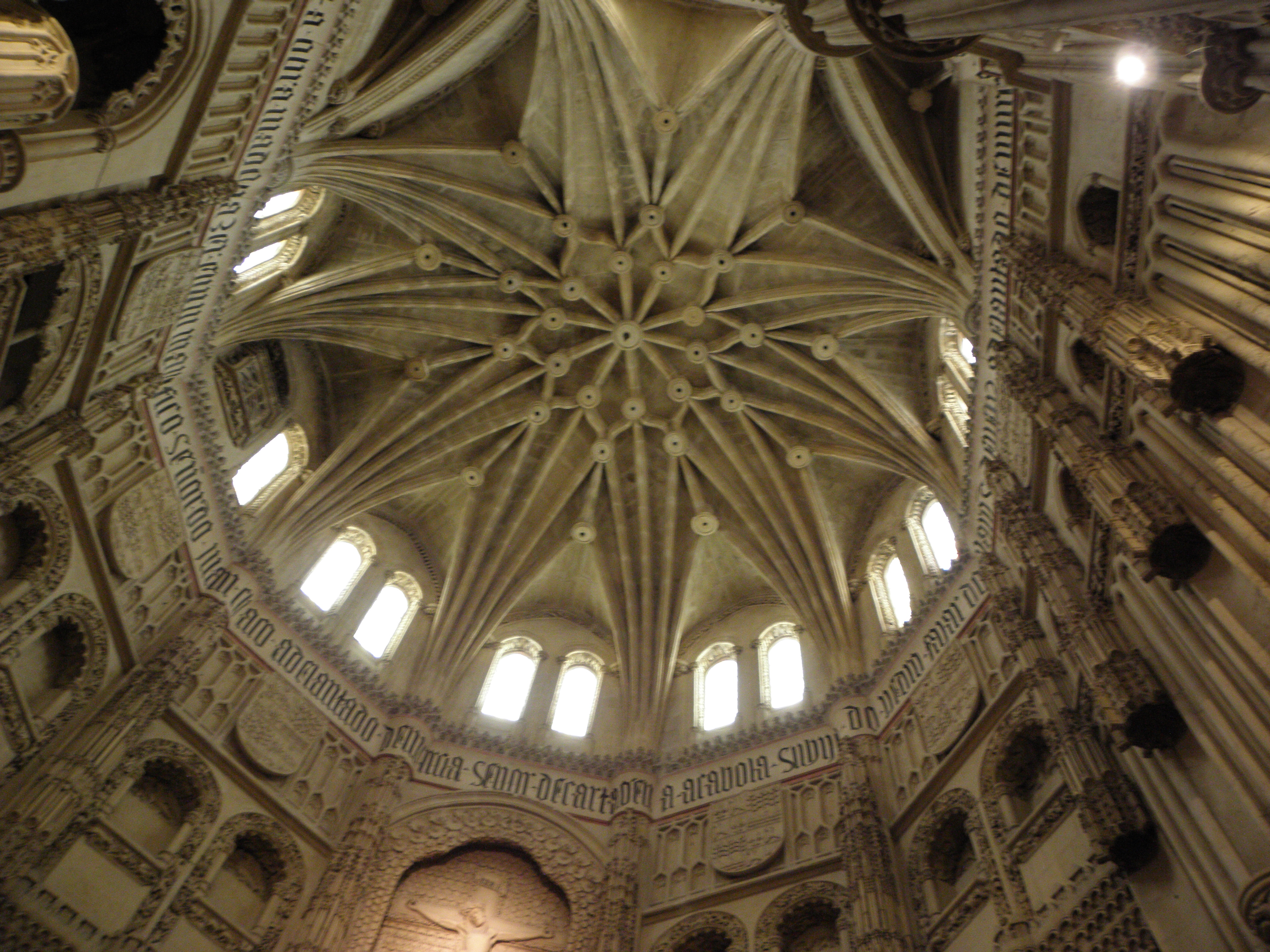
Cúpula de la capilla de los Vélez, cuyas obras se iniciaron en 1490 y se dieron por finalizadas en 1507

En 1264 los mudéjares murcianos se sublevaron contra los castellanos por el incumplimiento de lo pactado. Alfonso X, empleado entonces en sofocar la revuelta del sector andaluz, pidió ayuda urgente a su suegro Jaime I de Aragón. Tropas de la Corona aragonesa sofocaron la rebelión, entrando en la ciudad el 2 de febrero de 1266. Con la conquista de Murcia, fueron suspendidos los acuerdos de Alcaraz y la autonomía musulmana. La ciudad fue devuelta a la jurisdicción de Castilla en virtud del Tratado de Almizra. Jaime I de Aragón licenció a 10000 aragoneses y catalanes para repoblar la zona, concediéndoles tierras, en algunos casos grandes extensiones.
Tras el fin del protectorado, Alfonso X el Sabio estableció las bases sociopolíticas del municipio al concederle el Fuero de Sevilla, convirtiéndola en capital del nuevo Reino de Murcia al ser la sede del Adelantado Mayor y tener voto en Cortes.
En el contexto de la Corona de Castilla, Murcia fue durante el reinado de Alfonso el Sabio una de las tres capitales en las que iba rotando la corte itinerante, junto a Toledo y Sevilla, creando un studium arabicum et hebraicum. En ella quiso ser enterrado por disposición testamentaria, aunque finalmente acabaran por reposar su corazón y entrañas.
En el año 1291 Murcia se convirtió de manera oficial en la sede episcopal de la diócesis de Cartagena tras el beneplácito de Sancho IV el Bravo.
En el contexto de la crisis dinástica en la Corona castellana, Jaime II de Aragón ocupó la ciudad en el 1296, devolviéndola posteriormente a control castellano en virtud de la Sentencia Arbitral de Torrellas (1304).
Durante el siglo XIV se vivió una profunda crisis que afectó a la actividad agrícola de la huerta de Murcia y por ende a la ciudad, debido a las epidemias de peste y al contexto de inseguridad que se vivía en todo el Reino de Murcia, afectado como estaba por una triple frontera (con la corona de Aragón, con un Mediterráneo atestado de corsarios y sobre todo con los musulmanes granadinos).
A mediados del siglo XV comenzó una recuperación económica gracias al final de la amenaza nazarí. En 1452 las tropas de la ciudad de Murcia junto con las de Lorca vencieron en la batalla de Los Alporchones a huestes musulmanas que regresaban de realizar una razia. A partir de 1482, tanto Murcia como Lorca se convirtieron en la base de operaciones para las campañas militares que los Reyes Católicos lanzaron sobre la parte oriental del Reino de Granada. La ciudad de Murcia sirvió de residencia a los monarcas en 1488.

### SiglosXVIyXVII
En el 1520 Murcia se unió al levantamiento comunero aunque con unos matices totalmente distintos al resto de Castilla por su claro sentimiento antioligarquico que entroncaba con los conflictos que se vivían en la región a finales del siglo XV. Los comuneros murcianos implantaron una junta de síndicos con cierta representación popular y elegidos por parroquias.
En el reinado de Felipe II, tropas murcianas bajo mando de Luis Fajardo; II Marqués de los Vélez y adelantado del reino de Murcia, ayudaron a sofocar la rebelión morisca en el Reino de Granada. Este hecho hará que se le conceda a Murcia el título de Muy noble y muy leal. El conflicto de las Alpujarras supondrá así mismo, el hundimiento del sector sedero granadino, y en consecuencia, el auge de la seda murciana que permitirá a la ciudad y su reino esquivar los efectos de la crisis finisecular del siglo XVI a diferencia de Castilla. De hecho, la crisis no llegaría a Murcia hasta la tercera década del siglo XVII.
En el año 1613, Felipe III decidió la expulsión de los moriscos murcianos que todavía quedaban en las diseminadas aljamas de la huerta y que tan vitales fueron para la producción sericícola.
La crisis se precipitó sobre la ciudad con la epidemia de peste de 1648 y la posterior riada de San Calixto, que en 1651 arrasó Murcia con una avenida del río Segura que causó más de 1000 muertos. Sin embargo, en 1654 fue fundada la Real Fábrica del Salitre por orden de Felipe IV para revitalizar la ciudad.

### SigloXVIII

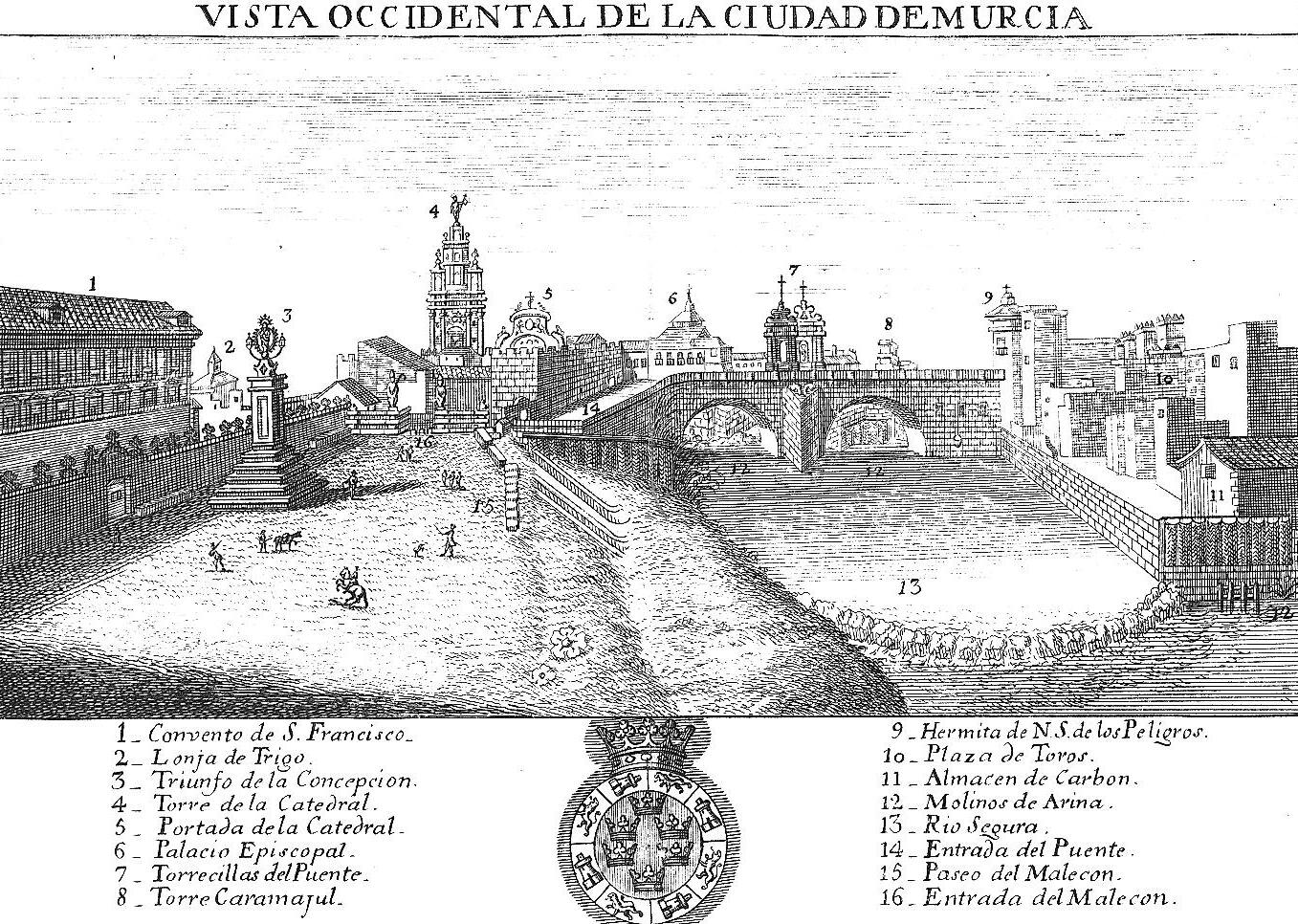
Vista occidental de la ciudad de Murcia en 1778, por Bernardo Espinalt, publicada en el Atlante Español

En el año 1705 fue nombrado obispo de Cartagena Luis Belluga y Moncada. En el contexto de la guerra de sucesión española fue el artífice del triunfo de la causa borbónica en la ciudad, organizando la defensa de Murcia ante el avance de la causa austracista en el sureste, venciendo en la batalla del Huerto de las Bombas, a las afueras de la ciudad. Esta victoria supuso un giro en la Guerra de Sucesión, comenzando el avance de la causa borbónica que culminaría en la batalla de Almansa.
Durante el siglo XVIII Murcia vivió una importante expansión económica. La base de este crecimiento se cimentó en un impulso agrícola basado así mismo, en el aumento de la superficie cultivada. Las roturaciones provocaron una mayor extensión de la huerta de Murcia y de cultivos de secano en la zona de campo, algo que trajo consigo la aparición de asentamientos humanos en dichas áreas (el origen de muchas de las actuales pedanías). Como afirma el historiador Rodríguez Llopis, Murcia alcanzó a finales de siglo la cifra de 70 000 habitantes. En este contexto de riqueza continuó teniendo un importante papel el comercio de la seda, de hecho en 1770 se instaló en Murcia la Real Fábrica de Hilar Sedas a la Piamontesa.
La boyante coyuntura quedó reflejada en las artes y el urbanismo de la ciudad. Es la época de las iglesias y palacios barrocos y del escultor Francisco Salzillo. La expansión motivó que el primer asentamiento humano en la margen derecha del Segura se afianzara; el hoy conocido como barrio del Carmen.
A finales del siglo XVIII, el murciano José Moñino Redondo, conde de Floridablanca fue nombrado ministro de Carlos III. Floridablanca favoreció notablemente a la tierra que le vio nacer a través de infraestructuras y medidas de carácter ilustrado.

### SigloXIX
Con el estallido de la Guerra de Independencia en 1808, en la ciudad de Murcia se creó una Junta Suprema presidida por el conde de Floridablanca que pretendió extender su autoridad en todo el reino de Murcia ante la ausencia del poder real.
En 1810 se produjo la entrada de las tropas francesas de Sebastiani, el día 24 de abril la ciudad fue saqueada brutalmente. El 25 de enero de 1812 las tropas francesas del general Soult entraron también en la ciudad. En la calle de San Nicolás se produjo un encontronazo entre los soldados de Soult y las milicias del general Martín de la Carrera, que murió en dicho combate.

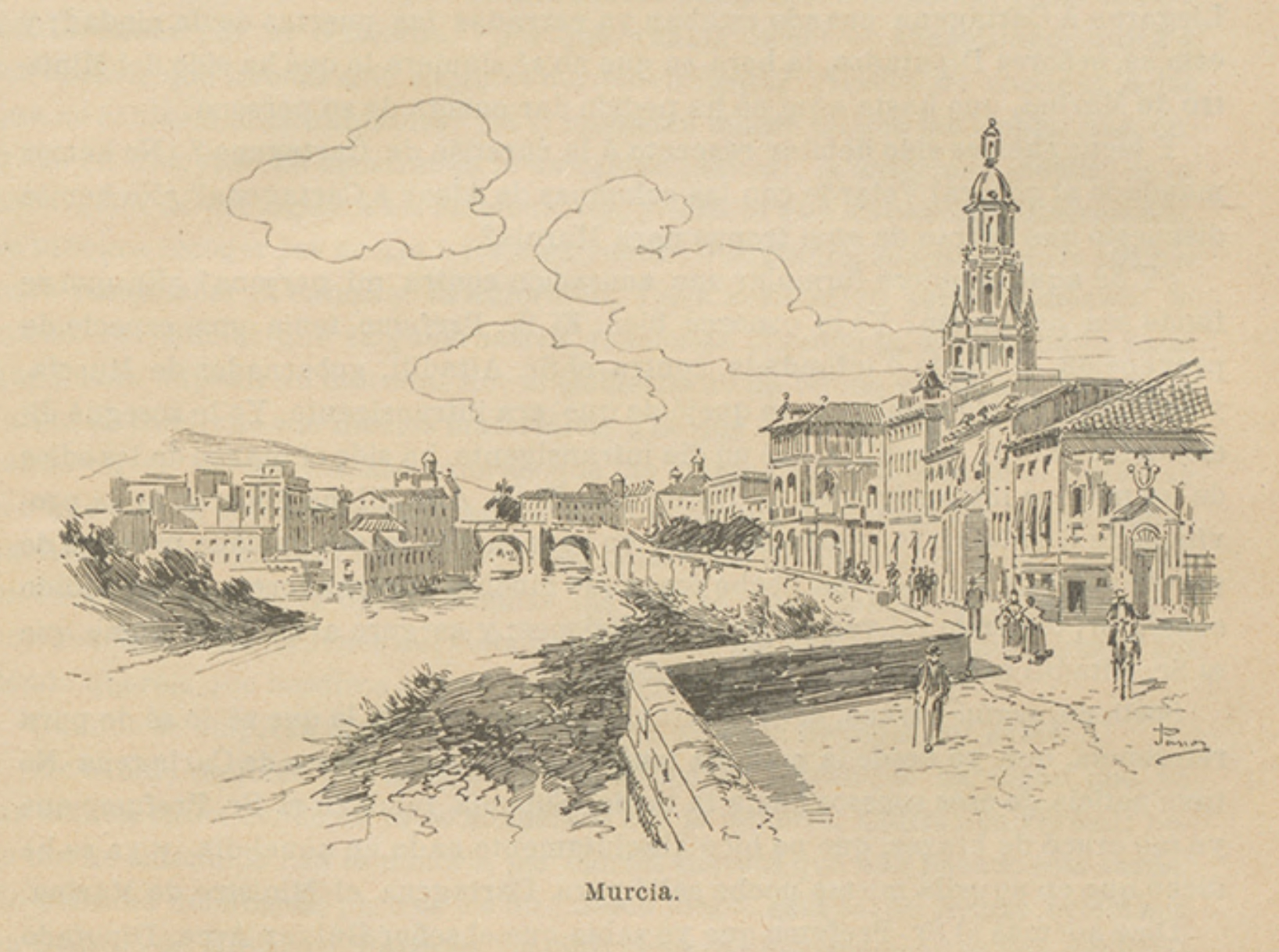
Murcia en Historia de España en el

En febrero de 1820, tras el alzamiento de Riego que supuso el inicio del Trienio Liberal, el vizconde de Huertas orquestó con campesinos de la huerta y algunos militares el asalto a la prisión para liberar a los presos políticos, como el general Torrijos, proclamándose en la ciudad la Constitución de 1812.

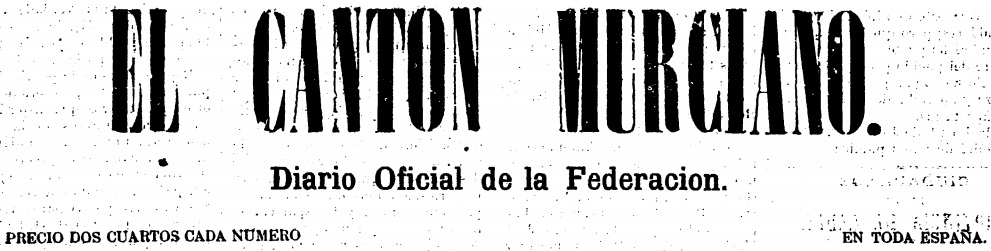
Cabecera del periódico El Cantón Murciano, diario oficial de la federación a la que la ciudad se adhirió durante el verano de 1873, en el marco de la Revolución cantonal

Con la creación de las actuales provincias en 1833, Murcia se convirtió en capital de la de igual nombre, mientras que el antiguo reino de Murcia se dividió en las provincias de Murcia y Albacete.

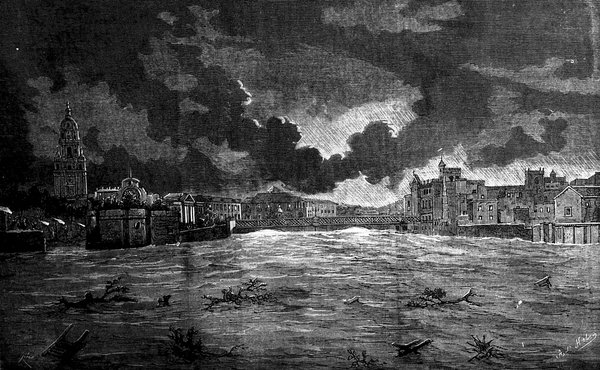
Grabado de la riada de Santa Teresa a su paso por Murcia el 15 de octubre de 1879

En 1862 comenzaron a discurrir trenes entre Murcia y Cartagena en un viaje inaugural presidido por la reina Isabel II, y en 1865 la ciudad ya estaba conectada por ferrocarril con Albacete y Madrid. La llegada de este medio de transporte supuso una ampliación urbana hacia el sur, desarrollándose más aún el mencionado barrio del Carmen.
Durante el Sexenio Democrático, se produjeron dos levantamientos en Murcia de carácter federal, el primero en 1869 y el segundo en 1872, dirigidos ambos por el revolucionario Antonio Gálvez Arce, conocido popularmente como Antonete Gálvez. En el verano de 1873 la ciudad se unió al Cantón Murciano que se había proclamado en la sublevación cantonal de Cartagena, siendo uno de los principales conflictos a los que se tuvo que enfrentar la I República Española.
El 15 de octubre de 1879 acaeció la conocida como riada de Santa Teresa, una de las mayores de la historia de Murcia, la región murciana y toda la cuenca del Segura, que produjo cerca de 800 muertos en la ciudad y su huerta.

### SigloXXysigloXXI
En los años de la II República, Murcia fue una ciudad con voto mayoritario de izquierdas en las sucesivas elecciones que tuvieron lugar.
Durante la guerra civil, la ciudad permaneció fiel a la República. Sufrió importantes bombardeos de la aviación franquista, como el del 4 de enero de 1937, que destruyó la Fábrica de la Pólvora.

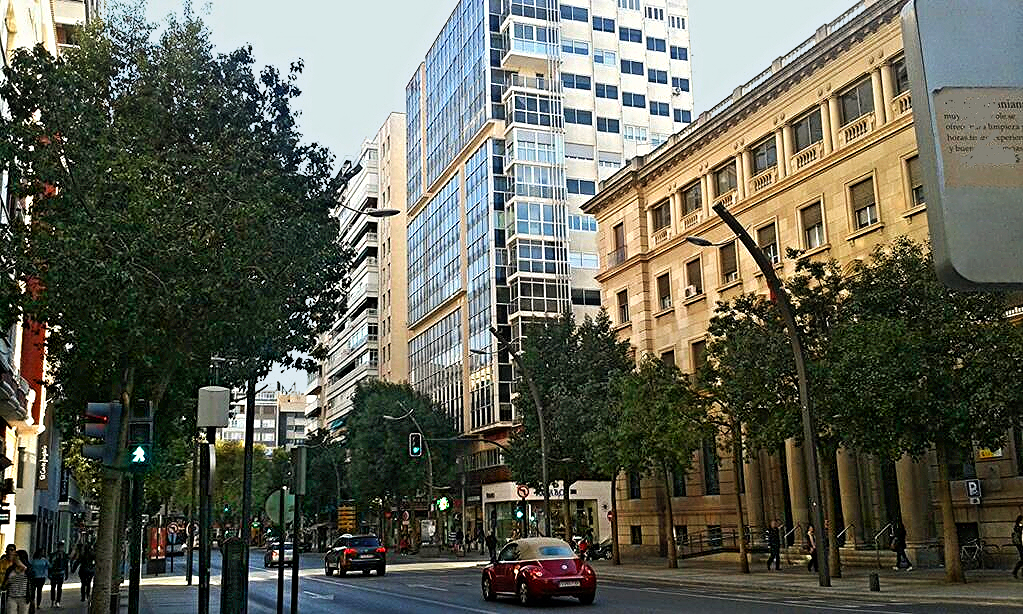
Gran Vía Salzillo, cuya construcción se inició en 1953

La guerra terminó en la ciudad el 29 de marzo de 1939 cuando la 4.ª División de Navarra al mando de Camilo Alonso Vega tomó Murcia, apenas dos días antes del final de la contienda, en la llamada Ofensiva final.
Durante la dictadura franquista, tras la dura posguerra, Murcia vivió una gran expansión urbana que le llevó a superar sus tradicionales límites bajo el sello del desarrollismo de la época, a costa de la huerta circundante y gran parte del casco histórico.
Con la llegada de la Transición y la nueva organización territorial por autonomías, la ciudad se convirtió en capital de la comunidad autónoma de la Región de Murcia, siendo sede de la presidencia y las consejerías, no así del parlamento, sito en la ciudad de Cartagena.
En la última década del siglo XX y la primera del siglo XXI vivió un nuevo periodo de crecimiento, convirtiéndose en el séptimo municipio por población de España y en un importante centro de negocios, a pesar de la crisis económica de 2008-2015.
En 2022 quedó inaugurada la conexión de la ciudad con la Línea de alta velocidad Madrid-Levante, llegando de manera soterrada.

## Demografía
| Gráfica de evolución demográfica de Murcia entre 1842 y 2021 |
| |
| Población de derecho según los censos de población del INE Población de hecho según los censos de población del INEEn 1857 crece el término del municipio porque incorpora a La Alberca, Algézares, Aljucer, Beniaján, Era Alta, Espinardo, Palmar o Lugar de Don Juan, La Raya, Santa Cruz, Santomera y Voz-Negra En 1978 disminuye el término del municipio porque independiza a Santomera |

El escasamente poblado Campo de Murcia. En el resto del municipio es donde se concentra el 97,35 % de la población

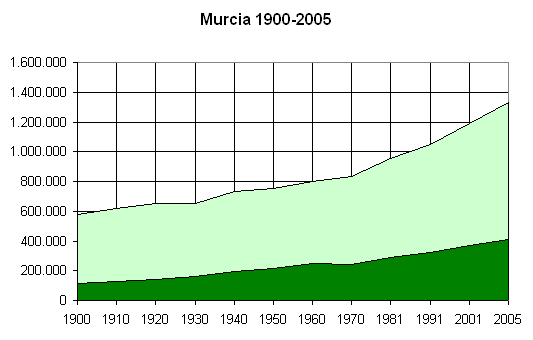
Comparativa de la capital (verde oscuro) y la región (verde claro)

El municipio de Murcia cuenta con una población de 474 617 habitantes (INE 2024), siendo el séptimo municipio español con mayor población. Sin embargo, debido a la gran extensión del término municipal (881,86 km²), su densidad demográfica (550 hab./km²) está lejos de los primeros puestos.
Del total de la población del municipio en 2022, 169 003 personas residían en el distrito de la capital, lo que representa un 36,5 % del total municipal. Con una superficie de 11,82 km², dicho distrito contaba con una densidad de 14 298 hab./km².
El otro 63,5 % de los habitantes (293 976 personas) se repartía entre las 54 pedanías en las que se divide el término. Algunas de éstas han sido anexionadas de facto por la expansión urbana de la ciudad, constituyendo auténticos barrios aunque administrativamente sigan siendo pedanías, por lo que su población no se computa junto a la del distrito de la capital, caso de Los Dolores, San Benito, Zarandona, Puente Tocinos, Santiago y Zaraiche o El Puntal. Si se sumara la población de esta conurbación al distrito de la capital, la ciudad estaría en torno a los 231 231 habitantes (el 50 % del total municipal).
La mayoría de las pedanías tienen varios núcleos de población hasta alcanzar un total ampliamente superior a los 100 núcleos en el conjunto del municipio. Esto, sumado a la existencia de numerosos diseminados, indica una población muy dispersa. En el nomenclátor del INE aparecen 157 núcleos de población, pero en ese total están incluidos 28 que, en realidad, son barrios de la capital y uno más que aparece sin población, lo que dejaría el total en 128 núcleos habitados.
Dentro de las dos grandes zonas en las que se divide el municipio, el Campo de Murcia y la Huerta de Murcia, es en esta última donde se localiza la gran mayoría de las pedanías (45) y de la población (97,35 % si incluimos la población de núcleo urbano), por lo que la densidad en la Huerta de Murcia es mucho mayor que la del Campo de Murcia o la del cómputo total del municipio (882 hab./km² frente a 32 hab./km²) siendo por tanto el poblamiento mucho más denso que en el Campo de Murcia. La tipología de poblamiento también es muy diferente: en las pedanías de la Huerta la densidad de población es alta con numerosos núcleos de población, algunos de ellos de gran tamaño, cercanos entre sí y muchas viviendas dispersas fuera de los núcleos, lo que produce un paisaje que, o bien es urbano, o tiene la constante presencia de viviendas; en las pedanías que no son de la Huerta (las del Campo de Murcia junto a las del Campo de Sangonera) la densidad de población es mucho más baja con pocos núcleos de población, todos de pequeño tamaño, y grandes zonas libres de población.

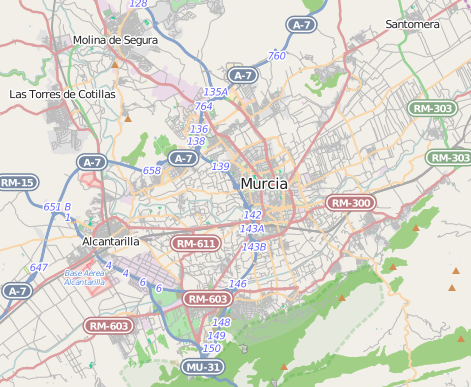
Centro del área metropolitana de Murcia, en la que hay 4 núcleos de más de 20 000 habitantes en torno a la capital: El Palmar, Las Torres de Cotillas, Alcantarilla y Molina de Segura

Fue a finales del siglo XVIII cuando se realizó el primer censo, ordenado por el Conde de Floridablanca. Murcia se componía entonces de 63 665 habitantes (1787). Tras un relativo estancamiento vivido durante el siglo XIX, en el siglo XX mantuvo un incremento poblacional constante, salvo en los años sesenta con un ligero descenso, disfrutando de importantes aumentos en la década de 1930 y a partir de 1970.
De acuerdo con los datos oficiales, en el año 2022 el 12,3 % de la población del municipio era de nacionalidad extranjera, concretamente 57 229 personas, siendo las comunidades más importantes (de mayor a menor) las formadas por ciudadanos marroquíes (17 655), ucranianos (4352), ecuatorianos (3232), colombianos (3170), bolivianos (2455), británicos (2392), rumanos (1871), chinos (1867), búlgaros (1666), venezolanos (1564), argelinos (1406) e italianos (1147).

### Área metropolitana
Murcia es el centro de un área metropolitana que, si bien no está delimitada administrativamente, sí está reconocida como área urbana por el Ministerio de Transportes de España. La extensión y población de esta área dependen de cada estudio realizado al respecto, pero el del Ministerio incluye dentro de la misma a los municipios de Alcantarilla, Alguazas, Archena, Beniel, Ceutí, Lorquí, Molina de Segura, Santomera y Las Torres de Cotillas. Esta área estaría formada por 10 municipios, con una población de 687 269 habitantes en 2023 (siendo la décima más poblada de España), distribuidos en una superficie de 1230,9 km² y contando con una densidad de 558 hab/km².
El proyecto AUDES5 también define la conurbación de Murcia-Orihuela, la cual, integraría la aglomeración metropolitana anteriormente descrita de Murcia, Molina de Segura y Alcantarilla junto al área urbana de Orihuela. Esta área metropolitana suprarregional contaría con una población total de 776 784 habitantes (INE 2009), una superficie de 1787 km² y una densidad de 445,54 hab/km², por lo que sería la séptima de España.

## Economía

### Sector primario
De forma tradicional el municipio de Murcia fue un importante productor de materia prima agrícola gracias a su feraz y milenaria huerta. Durante la primera mitad del siglo XX su agricultura se convirtió en especializada e intensiva, permitiendo comercializar sus productos en mercados internacionales, algo que se intensificó en las décadas de 1950 y 1960. El municipio de Murcia participó en la exportación de tomates, lechuga y, especialmente limones y naranjas a toda Europa junto con otros muchos municipios de la Región de Murcia.
Pese a que este sector fue antaño la base económica del municipio, su importancia es ahora mucho menor tras la terciarización vivida a partir de los años 1960-1970, la redistribución regional del suelo agrícola tras la llegada del Trasvase Tajo-Segura (concentrando la producción en otras comarcas anteriormente de secano y poco productivas, entre ellas el Campo de Murcia perteneciente al municipio) y la expansión urbana. Estos factores han generado la desaparición casi total en algunas zonas de la huerta de Murcia y su degradación paisajística actual.

### Sector secundario

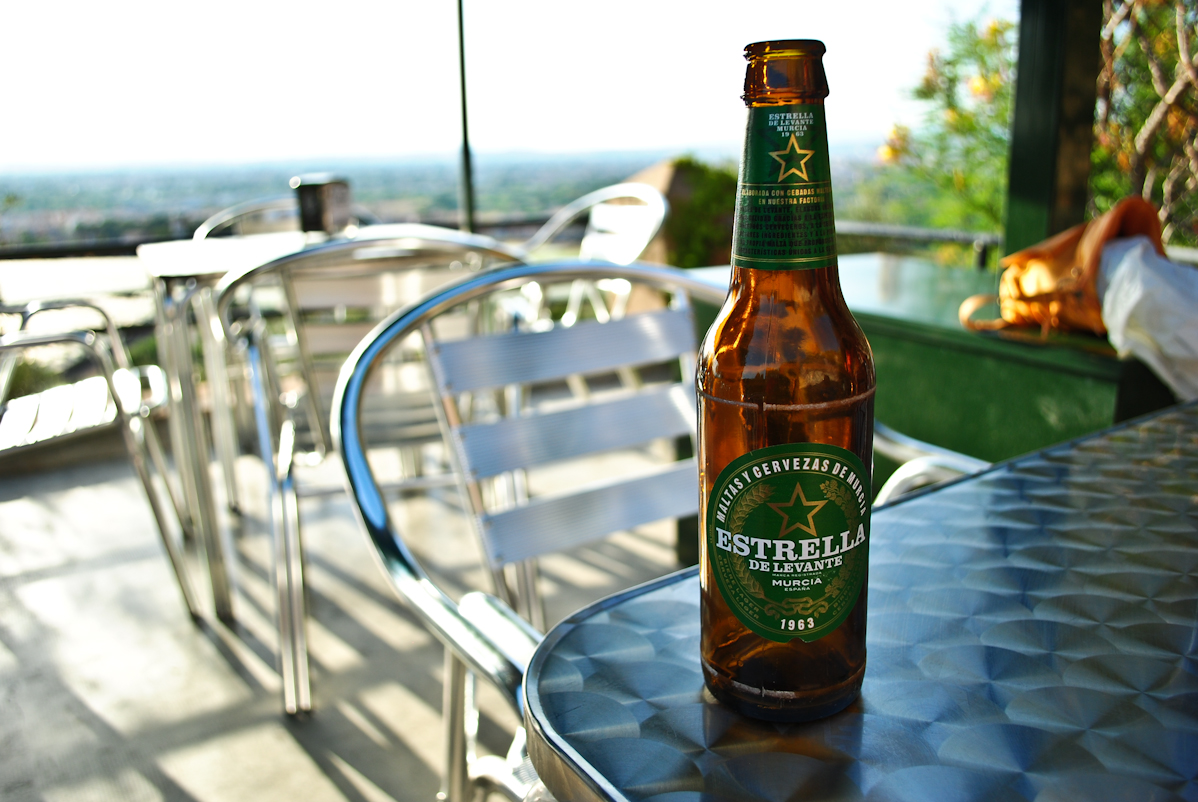
Botellín de Estrella de Levante, marca de cerveza cuya fábrica está radicada en el barrio de Espinardo

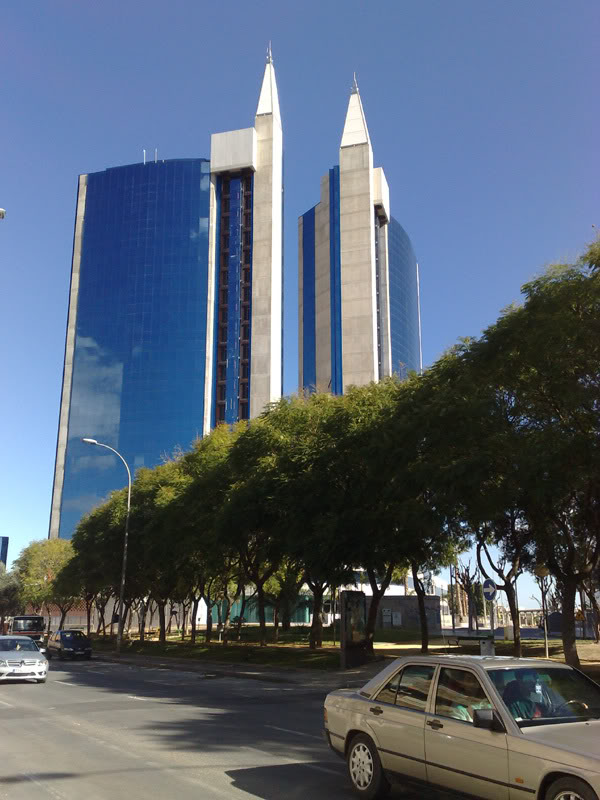
Torres Atalayas, actual sede de las oficinas centrales del Grupo Fuertes

El sector secundario industrial apareció con fuerza en el municipio de Murcia a comienzos del siglo XX a través de sectores derivados de su potente agricultura. En la antigüedad, el sector sericícola de tipo preindustrial tuvo una fuerza importante en el municipio, pero decayó durante el siglo XIX. Entre 1900 y 1930 se vivió la época dorada de la industria del pimentón, con firmas como F.F. o Albarracín. Tras la profunda crisis de la posguerra y la autarquía, en la década de 1960, los productores murcianos consiguieron el liderato en España, constituyendo la mitad de la oferta nacional. Las factorías pimentoneras capitalinas se concentraban fundamentalmente en el barrio de Espinardo, al norte de la ciudad. El sector de la conserva vegetal murciana alcanzó el liderato español hacia 1930, recuperándose de la crisis de posguerra en la década de 1950 y alcanzando un nuevo apogeo en la de 1960, hasta mediados de la década de 1970.
Actualmente, la actividad industrial del municipio se concentra en los polígonos industriales de Cabezo Cortao, Camposol y el polígono Oeste. Siendo este último el más grande de la Región de Murcia, compartido con el municipio de Alcantarilla. La potente industria conservera y del pimentón dio paso tras la crisis de principios de la década de 1990 a un sector industrial más diversificado en el que destaca el alimentario, con factorías como la cervecera Estrella de Levante, los zumos de fruta de Juver o AMC o los gazpachos envasados Alvalle de PepsiCo. En la confección textil destaca la central de Liwe Española, en la pedanía de Puente Tocinos. También son destacables los sectores químicos (con la antigua Fábrica de la Pólvora, hoy gestionada por Expal en Javalí Viejo), de destilación y la fabricación de muebles y materiales de construcción.

### Sector servicios
El principal sector económico de Murcia es el sector servicios, de los que destacamos los administrativos, financieros, culturales y de otro tipo. Históricamente la ciudad de Murcia siempre ha sido un centro de intercambio comercial, ejerciendo de redistribuidor de la producción agrícola y artesanal del interior murciano y del sureste ibérico. A partir de finales de la década de 1960 y comienzos de la de 1970, la terciarización en el municipio comenzó a ser omnipresente. En 1991, la ciudad era junto con los municipios de la costa, donde más elevados porcentajes de empleo se daban en el sector servicios en el Levante meridional.
Murcia actúa como punto de intercambio comercial de toda la Región de Murcia y la cuenca del Segura, extendiéndose su área de influencia a las provincias limítrofes de Alicante, Albacete y Almería. En torno al centro de Murcia se halla el núcleo tradicional del comercio de la ciudad, pudiéndose encontrar desde el pequeño comercio hasta las franquicias de grandes marcas. En el municipio existen dos centros de El Corte Inglés y uno de Ikea (el primero abierto en todo el Levante español), además de otros centros comerciales como Atalayas, Nueva Condomina, Thader, Myrtea (antes denominado El Tiro), La Noria, Montevida y Parque Comercial Oeste.
A principios del siglo XXI emergió con fuerza en el municipio el turismo residencial, orientado a ciudadanos europeos, localizado principalmente en el Campo de Murcia, actividad que tras verse frenada por el pinchazo de la burbuja inmobiliaria ha iniciado una cierta recuperación.

## Administración y política

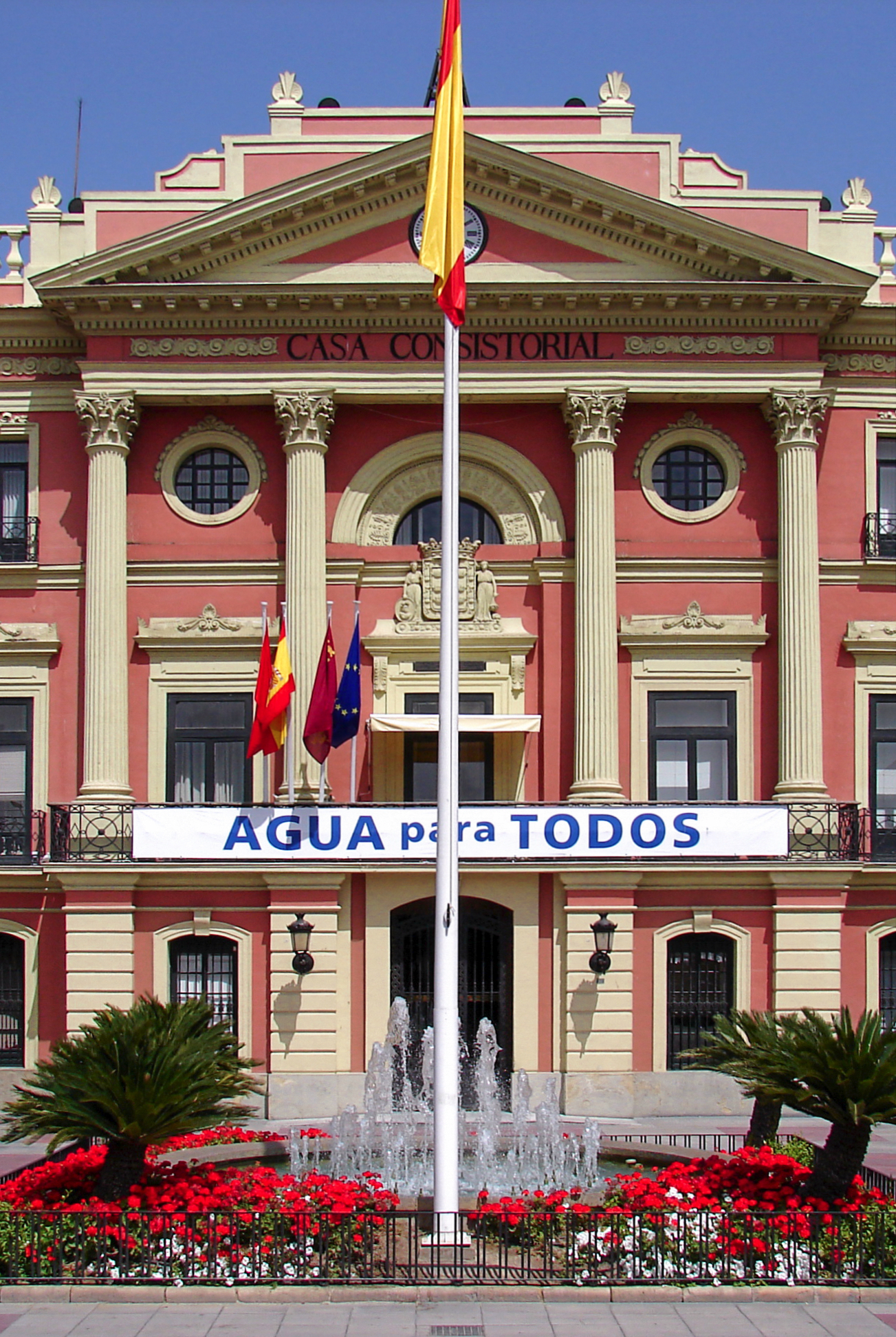
Ayuntamiento de Murcia

### Capitalidad
Como capital de la Región de Murcia la ciudad es sede de la Presidencia de la comunidad autónoma, del Consejo de Gobierno (ambos sitos en el Palacio de San Esteban), de las distintas Consejerías, del Tribunal Superior de Justicia de la Región de Murcia (sito en el Palacio de Justicia del paseo de Garay), del Defensor del Pueblo de la Región de Murcia y el Consejo Jurídico de la Región de Murcia (ambos con sede en la calle Alejandro Séiquer) además del Consejo Económico y Social (CES).
Por parte del Gobierno de España también es sede de la Delegación del Gobierno en la comunidad autónoma, así como de la Confederación Hidrográfica del Segura.

### Gobierno municipal
Desde la restauración de los ayuntamientos democráticos en 1979, el gobierno de la ciudad estuvo en manos de diversos alcaldes del PSRM-PSOE hasta 1995, fecha en la que se hizo con la alcaldía el Partido Popular.
En la actualidad el alcalde es José Ballesta Germán (PP), tras obtener mayoría absoluta en las elecciones de mayo de 2023.
| Periodo   | Nombre                        | Partido | Partido                                               |
| --------- | ----------------------------- | ------- | ----------------------------------------------------- |
| 1979-1983 | José María Aroca Ruiz-Funes   |         | Partido Socialista de la Región de Murcia (PSRM-PSOE) |
| 1983-1987 | Antonio Bódalo Santoyo        |         | Partido Socialista de la Región de Murcia (PSRM-PSOE) |
| 1987-1995 | José Méndez Espino            |         | Partido Socialista de la Región de Murcia (PSRM-PSOE) |
| 1995-2015 | Miguel Ángel Cámara Botía     |         | Partido Popular de la Región de Murcia (PP)           |
| 2015-2021 | José Ballesta Germán          |         | Partido Popular de la Región de Murcia (PP)           |
| 2021-2023 | José Antonio Serrano Martínez |         | Partido Socialista de la Región de Murcia (PSRM-PSOE) |
| 2023-act. | José Ballesta Germán          |         | Partido Popular de la Región de Murcia (PP)           |

| Partido político                                      | 2023        | 2023        | 2023        | 2019  | 2019   | 2019       | 2015  | 2015   | 2015       | 2011  | 2011    | 2011       | 2007  | 2007    | 2007       |
| Partido político                                      | %           | Votos       | Concejales  | %     | Votos  | Concejales | %     | Votos  | Concejales | %     | Votos   | Concejales | %     | Votos   | Concejales |
| Partido Popular de la Región de Murcia (PP)           | 45,35       | 98 904      | 15          | 34,92 | 72 612 | 11         | 37,56 | 75 837 | 12         | 60,71 | 123 052 | 19         | 61,28 | 122 213 | 19         |
| Partido Socialista de la Región de Murcia (PSRM-PSOE) | 24,32       | 53 037      | 8           | 28,89 | 60 066 | 9          | 19,59 | 39 552 | 6          | 19,48 | 39 489  | 6          | 21,71 | 59 255  | 9          |
| Vox                                                   | 18,74       | 40 879      | 6           | 10,17 | 21 154 | 3          | 1,25  | 2529   | 0          | —     | —       | —          | —     | —       | —          |
| Podemos-Es Ahora Murcia-Equo                          | 4,54        | 9907        | 0           | 6,40  | 13 313 | 2          | 9,19  | 18 545 | 3          | —     | —       | —          | —     | —       | —          |
| Ciudadanos (CS)                                       | 1,72        | 3759        | 0           | 13,47 | 28 013 | 4          | 15,44 | 31 174 | 5          | —     | —       | —          | —     | —       | —          |
| Cambiemos Murcia-Izquierda Unida-Los Verdes (IULV)    | Con Podemos | Con Podemos | Con Podemos | 2,19  | 4558   | 0          | 9,06  | 18 288 | 3          | 7,80  | 15 812  | 2          | 5,78  | 11 525  | 1          |
| Unión Progreso y Democracia (UPyD)                    | —           | —           | —           | —     | —      | —          | 2,91  | 5875   | 0          | 6,17  | 12 506  | 2          | —     | —       | —          |

### Organización territorial

Barrios de la ciudad

El territorio del municipio de Murcia se organiza administrativamente en el núcleo urbano de la capital y 54 pedanías.
El distrito de la capital ocupa 11,88 km² del total del término municipal y se divide en 28 barrios, agrupados a su vez en 8 distritos.
Dichos barrios son: En la margen derecha del Segura, pertenecientes al distrito de El Carmen, los barrios de El Carmen, Buenos Aires y Nuestra Señora de la Fuensanta, el distrito de Infante Don Juan Manuel, con el polígono del mismo nombre, mientras que los barrios de Santiago el Mayor, San Pío X y La Purísima-Barriomar no forman parte de distrito alguno.
En la margen izquierda se hallan los distritos de La Flota-Vistalegre, formado por los barrios de Vistalegre y La Flota, el distrito Este, formado por los barrios de La Paz, Vistabella y La Fama, el distrito Santa María de Gracia-San Antonio, con la barriada de Santa María de Gracia. Los barrios de San Basilio, El Ranero y San Antón forman parte del distrito Norte. El barrio de Espinardo no forma parte de ningún distrito.
También en la margen izquierda se encuentran los 11 barrios del centro histórico, que corresponden a las 11 parroquias originarias de la ciudad medieval y sus arrabales: San Andrés (que forma parte del distrito Norte), San Antolín, San Miguel, San Nicolás, San Pedro y Santa Catalina (que forman el distrito Centro-Oeste), San Juan, San Lorenzo, Santa Eulalia y San Bartolomé (que constituyen el distrito Centro-Este junto al barrio de La Catedral).
Mientras que cada distrito posee su respectiva Junta de distrito, aquellos barrios que no forman parte de ningún distrito poseen en su lugar una Junta municipal, de la misma forma que las pedanías del municipio.
| Distrito                       | Barrios                                                           |
| ------------------------------ | ----------------------------------------------------------------- |
| El Carmen                      | El Carmen, Buenos Aires y Nuestra Señora de la Fuensanta          |
| Centro-Este                    | San Bartolomé, La Catedral, San Juan, San Lorenzo y Santa Eulalia |
| Centro-Oeste                   | San Antolín, San Nicolás, San Miguel, Santa Catalina y San Pedro  |
| Este                           | La Fama, La Paz y Vistabella                                      |
| Vista Alegre-La Flota          | Vistalegre y La Flota                                             |
| Infante Juan Manuel            | Infante Juan Manuel                                               |
| Norte                          | El Ranero, San Andrés, San Antón y San Basilio                    |
| Sta. M.ª de Gracia-San Antonio | Santa María de Gracia                                             |
| Sin distrito                   | Espinardo, Santiago el Mayor, San Pío X y La Purísima-Barriomar   |

Actualmente, la extensión del núcleo urbano de la ciudad de Murcia supera ampliamente su distrito administrativo, habiéndose extendido por la práctica totalidad de la pedanía de Santiago y Zaraiche, formando también un continuo urbano con los núcleos de San Benito (pedanía formada por el barrio del Progreso y Patiño), Zarandona, Los Dolores y El Puntal. La colmatación del distrito de la ciudad ha llevado a que nuevos desarrollos invadan territorio que realmente pertenece a pedanías cercanas como San Benito (parte de Ronda Sur), Los Dolores (ciudad de la Justicia), Puente Tocinos (zona Atalayas), Zarandona (la expansión de La Flota hacia el este), Churra (avenida Juan de Borbón entre la plaza Ortiz de Zárate y Los Cubos) o El Puntal (avenida Juan Carlos I a partir de la calle Miguel Ángel Clares).

Término municipal de Murcia con sus pedanías y la capital en rojo

A lo largo de los siglos se han producido diversos cambios en el mapa municipal. Varias pedanías se convirtieron en concejos independientes durante el Trienio Liberal (1820-1823), volviendo a integrarse a partir de los años 1830 en adelante ante su falta de sostenibilidad económica, mientras que los de la comarca del Mar Menor (San Pedro del Pinatar, San Javier y Torre-Pacheco) quedaron definitivamente segregados en 1836.
En 1960 y debido a la fuerte expansión urbana de la capital, la mayor parte de la antigua pedanía de Espinardo se incorporó al distrito de la ciudad como barrio. Lo que no se anexionó constituye actualmente la pedanía de El Puntal.
En 1978 se segregó la pedanía de Santomera y se constituyó en un nuevo municipio que incluía El Siscar y La Matanza.
En 1987, una superficie de 10,2 km² de la pedanía de Cañada Hermosa se incorporaron al municipio de Alcantarilla.

## Monumentos y lugares de interés

### Arquitectura religiosa

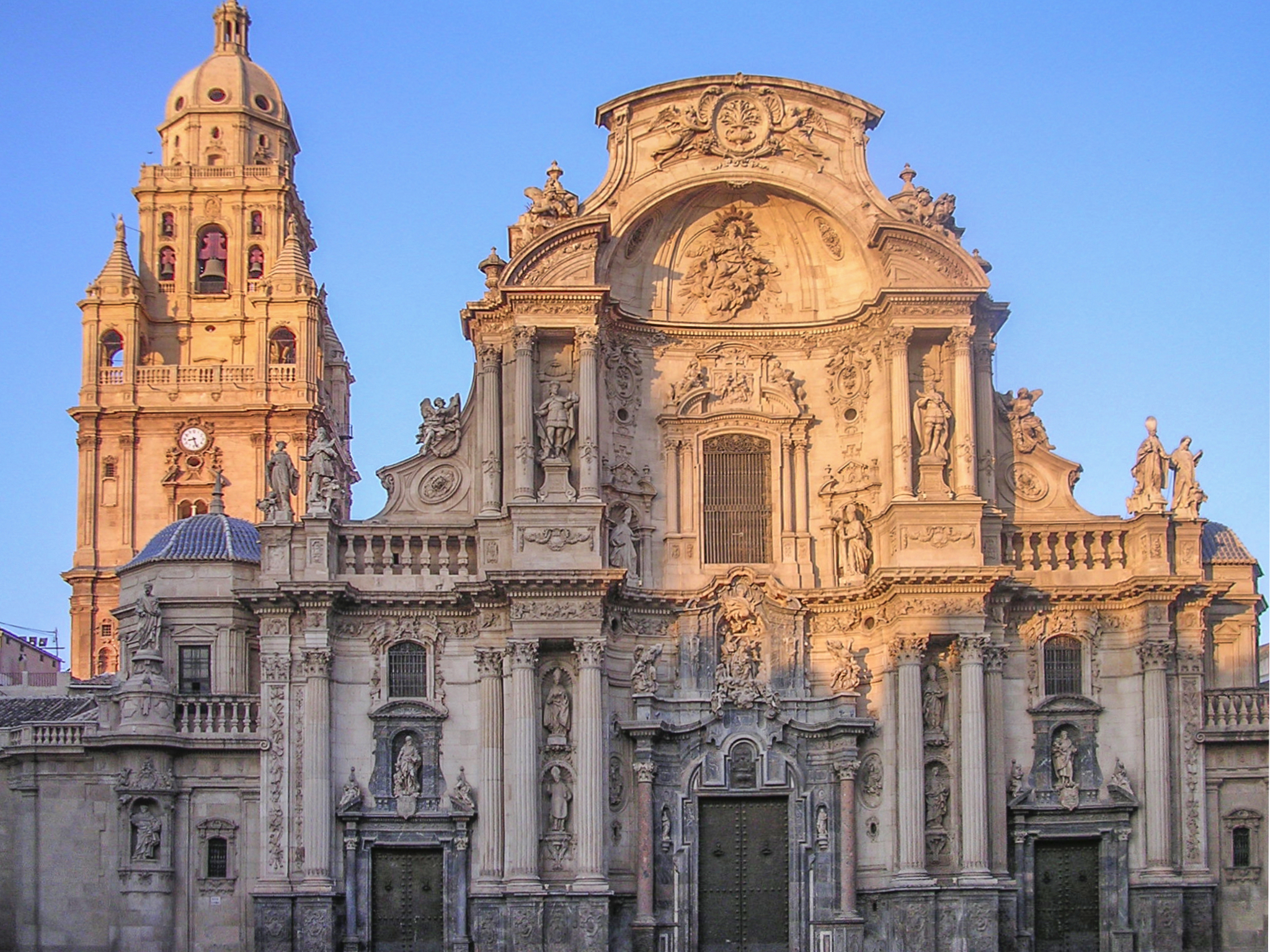
Torre-campanario y fachada frontal de la Catedral de Santa María

El edificio más emblemático de la ciudad es la Catedral de Santa María, sede de la diócesis de Cartagena que se encuentra en pleno casco antiguo, en la plaza de Belluga. Comenzó a construirse sobre el edificio de la antigua mezquita mayor o aljama (convertido en templo cristiano en 1266) a finales del siglo XIV, y se consagró en 1467, aunque diversas partes fueron añadidas o reformadas hasta finales del siglo XVIII, cuando se terminó su famosa torre. Por este motivo presenta diferentes estilos arquitectónicos, especialmente gótico, renacentista y barroco.
Su ornamentada fachada principal (1737-1754), proyectada como un retablo al aire libre, es considerada a menudo una obra maestra del barroco levantino español. Destaca también su alto campanario, de 93 m (98 con la veleta) siendo el segundo más alto de las catedrales de España tras la Giralda de Sevilla y dotado de veinte campanas. Este muestra una mezcla de estilos arquitectónicos: los dos primeros cuerpos son de estilo renacentista (1521-1555), el tercer cuerpo es barroco y el cuerpo del campanario y la cúpula son de influencias rococó y neoclásicas.
El interior del templo es mayoritariamente gótico. Destacan la capilla de los Vélez y la de Junterones, de un total de veintitrés. La primera es de estilo gótico flamígero, con una impresionante cúpula estrellada de diez puntas, y la otra es una de las grandes obras del renacimiento español. La capilla de los Vélez sobresale por el exterior de la catedral, destacando la cadena esculpida que la rodea y sobre la que pesa una famosa leyenda.
En la capilla mayor se encuentra el sepulcro con el corazón y las entrañas de Alfonso X el Sabio.
La Catedral cuenta con un renovado museo (Museo de la Catedral de Murcia) en el edificio que antaño fuera el claustro y en el que se exhibe el tesoro catedralicio.
Por todo el casco antiguo se alzan numerosas iglesias o conjuntos monásticos de gran valor. Uno de los monumentos más importantes de Murcia es el Monasterio de Santa Clara la Real, construido entre los siglos XV y XVIII y en cuyo interior se encuentran los restos del al-Qasr al-Sagir (Alcázar Menor), un palacio árabe del siglo XIII del que se han recuperado la alberca, los arriates y parte del salón norte (visitables a través del Museo de Santa Clara), destacando también un claustro gótico final. También destaca la antigua iglesia de Santiago, con artesonado mudéjar.

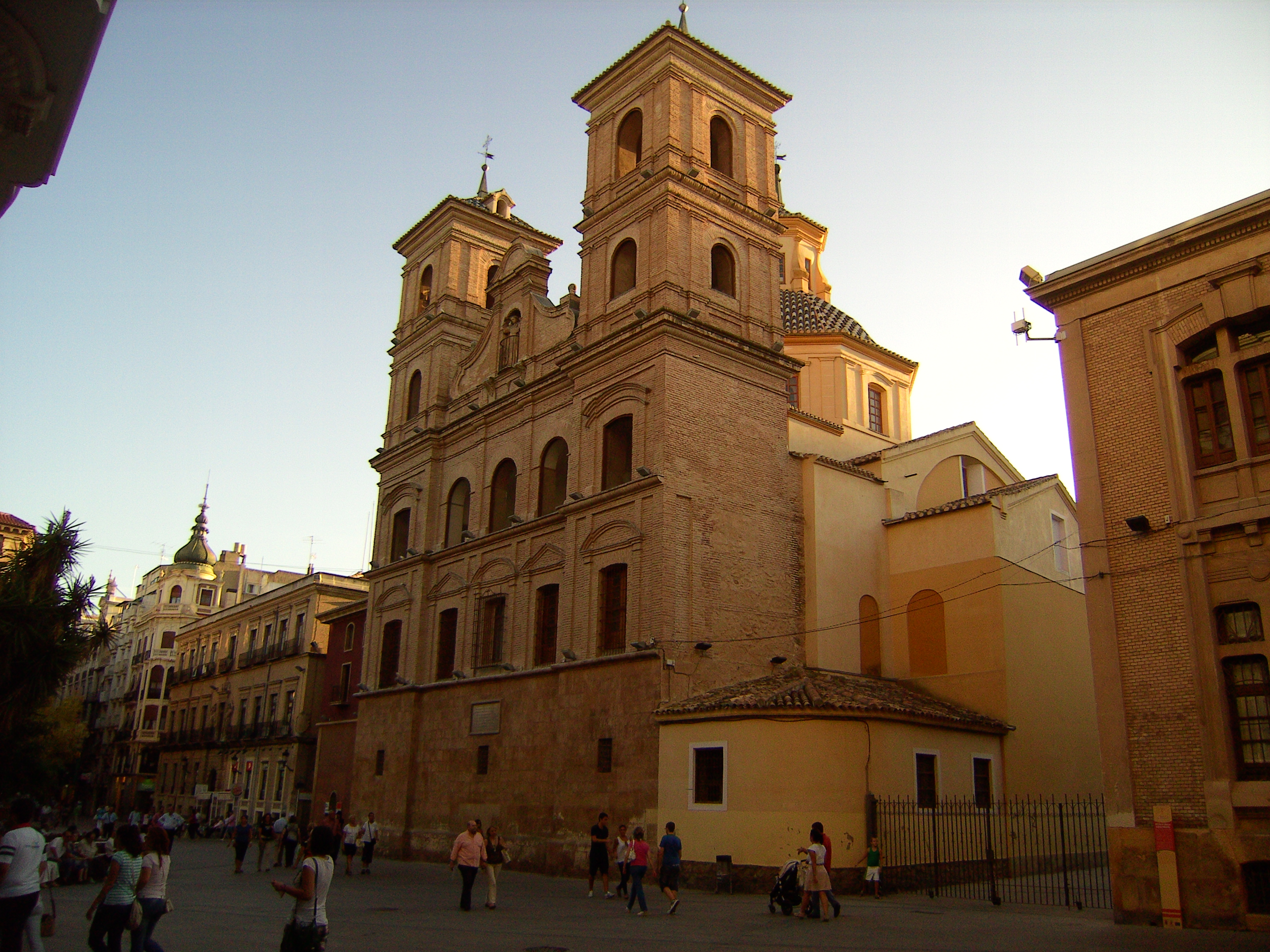
La Iglesia de Santo Domingo, en la plaza del mismo nombre

Renacentistas son la capilla del Rosario (siglo XVI) y el colegio de San Esteban, primer colegio jesuita en España, comenzado en 1555, sede actual del Gobierno autonómico bajo el nombre de palacio de San Esteban, del que destacan su iglesia y claustro. De principios del siglo XVII encontramos la iglesia de San Pedro y el claustro del antiguo convento de la Merced. De la misma centuria son la iglesia de Jesús, sede de la Cofradía de Los Salzillos, la iglesia del mencionado monasterio de Santa Clara, el antiguo convento de San Antonio y la capilla de la Arrixaca de la iglesia de San Andrés.
Dentro del barroco murciano desarrollado principalmente durante el siglo XVIII, hay que reseñar desde los primeros ejemplos de finales del XVII y principios de la siguiente centuria como la iglesia de San Miguel, el convento de las Agustinas del Corpus Christi o iglesias conventuales como la del referido convento de la Merced, Santo Domingo o Santa Ana; hasta los posteriores templos de influencia rococó (tras el impacto que supusieron las obras de la fachada principal de la catedral en la ciudad) como el Carmen, San Nicolás de Bari, Santa Eulalia y San Juan de Dios; o también el Hospicio de Santa Florentina, el Seminario Mayor de San Fulgencio, el Seminario Menor de San Leandro, la portada y claustro del colegio de la Anunciata -posterior Real Fábrica de Seda- o el Antiguo Colegio de Teólogos de San Isidoro.
Las tendencias neoclásicas llegaron a la ciudad de la mano de la iglesia de San Juan Bautista, además de las iglesias de San Lorenzo y San Bartolomé, adentrándose estas dos últimas en el siglo XIX, completándose San Bartolomé con fachada y nave historicista.

### Arquitectura civil

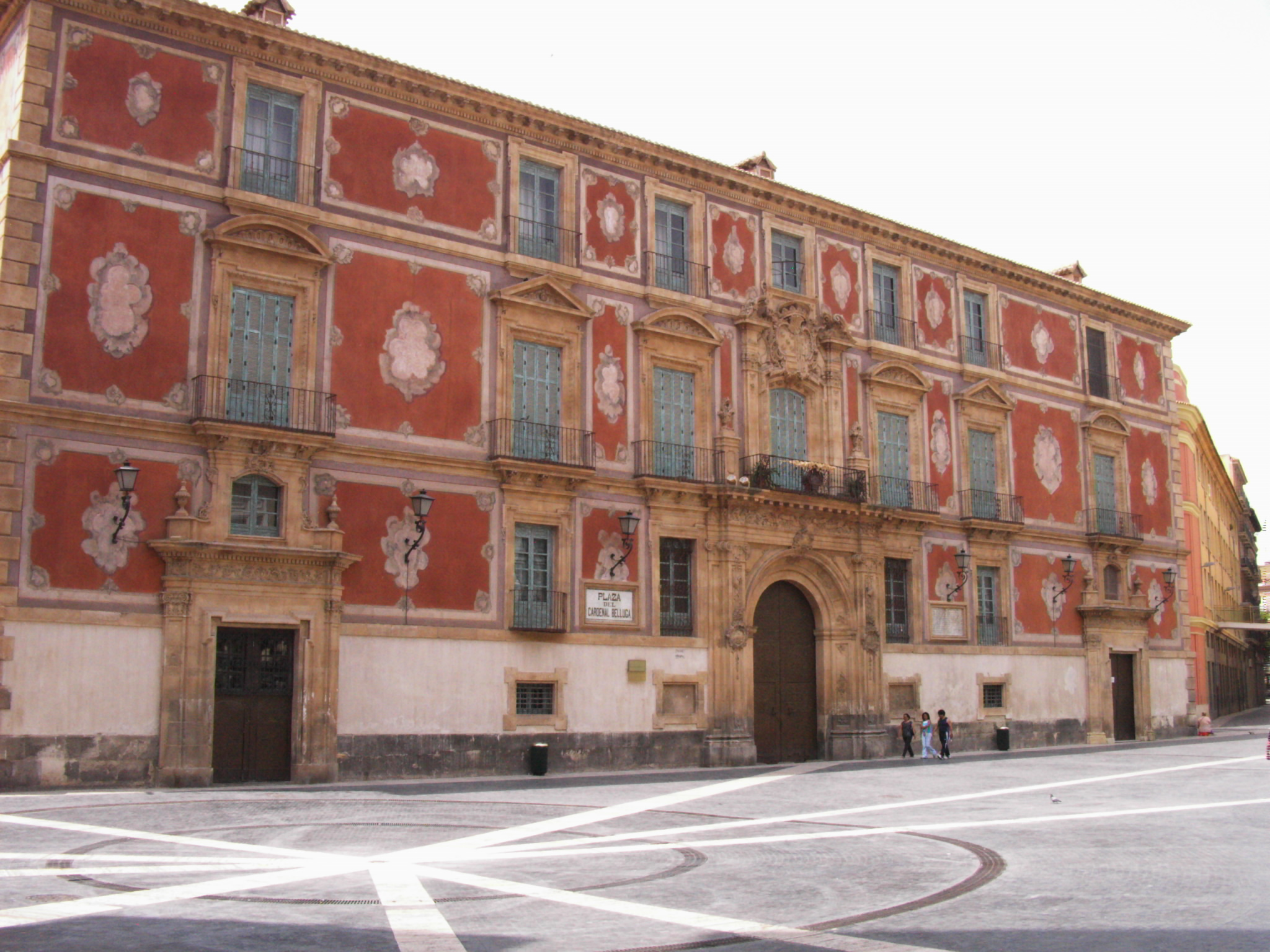
Palacio Episcopal. Fachada principal de la plaza de Belluga

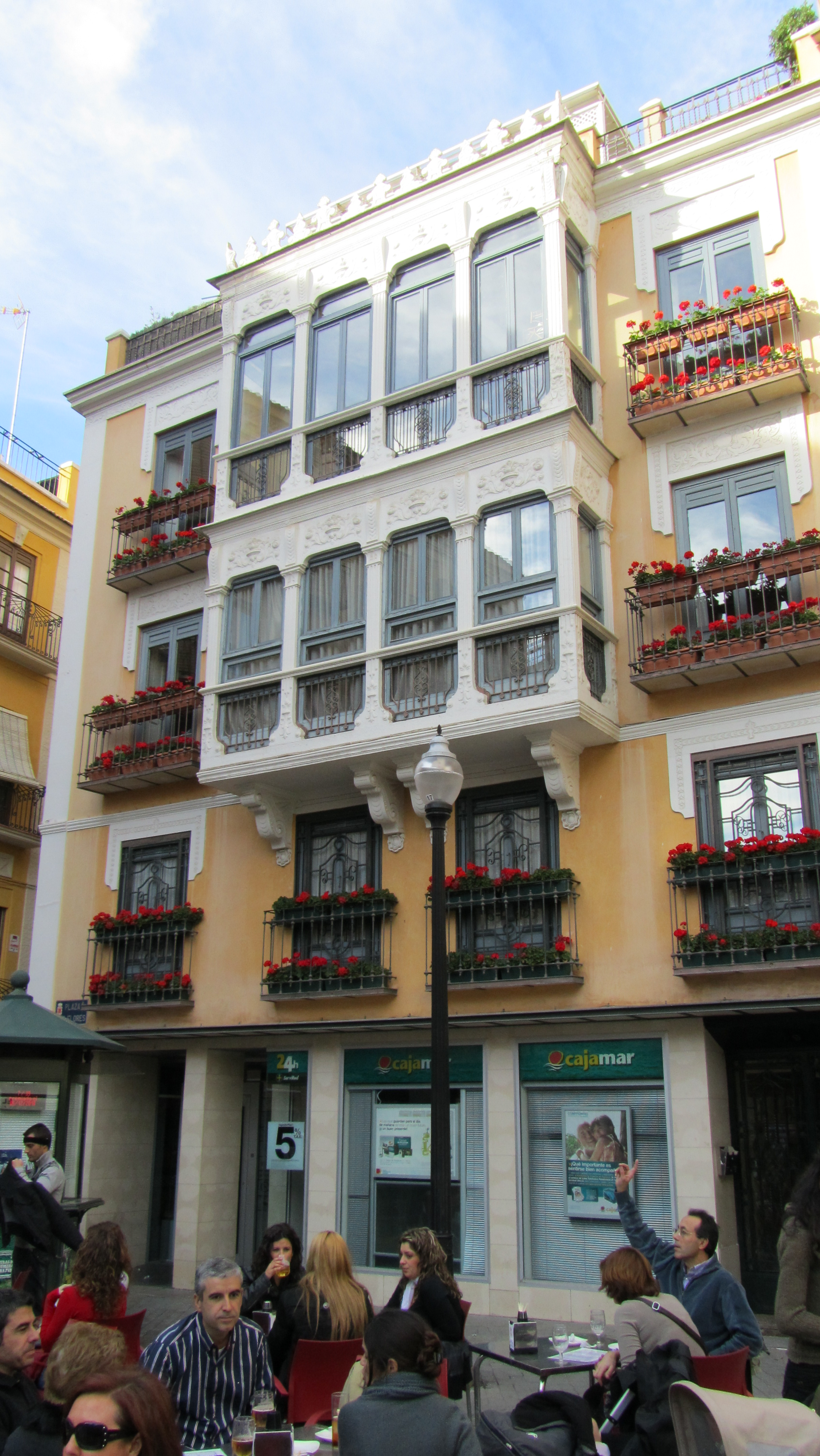
Plaza de las Flores, típico lugar de tapas

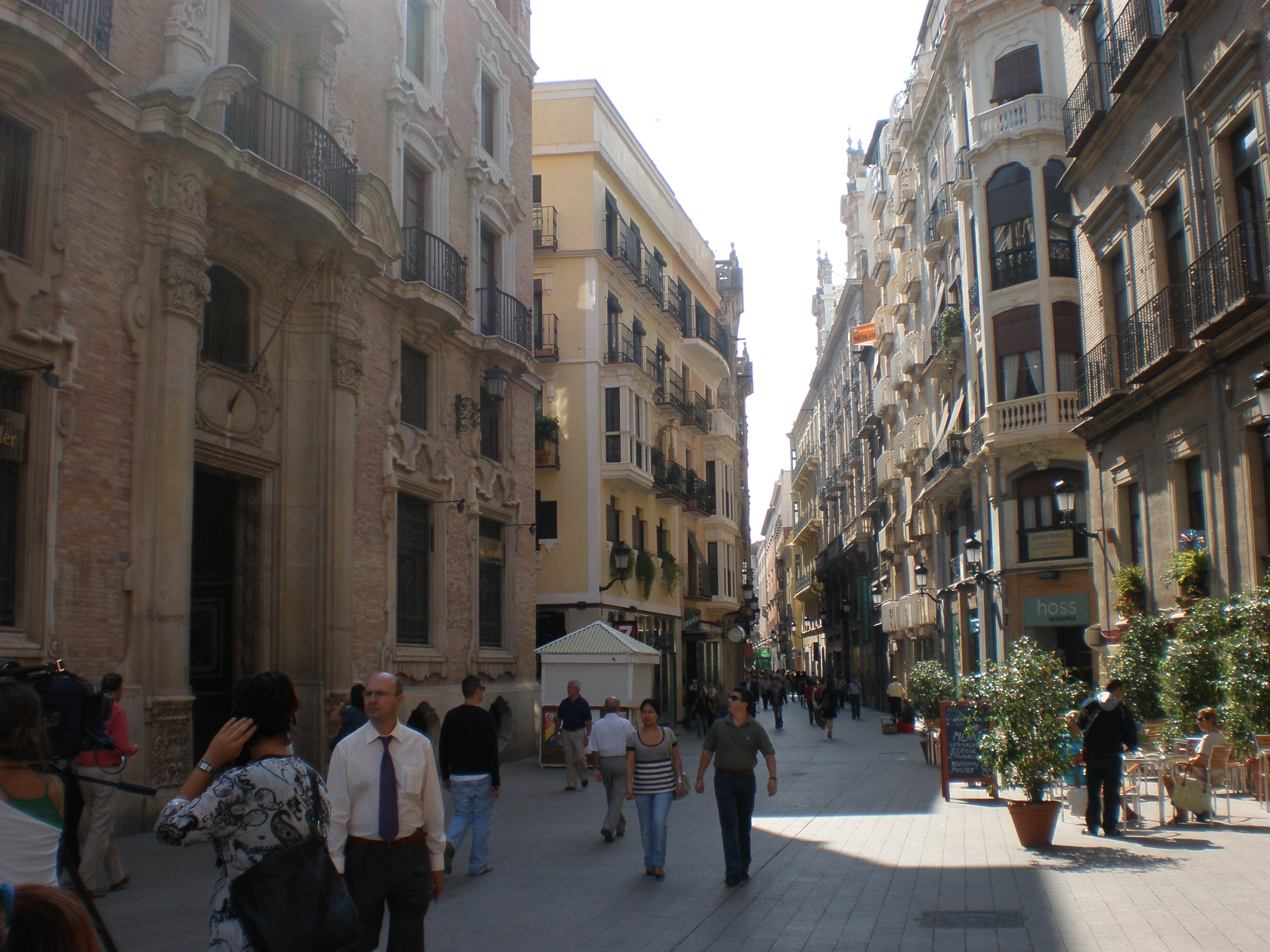
Calle Trapería en el casco antiguo

Junto a la fachada de la catedral, en la misma plaza de Belluga, se encuentra el Palacio Episcopal, de mediados del siglo XVIII. El majestuoso palacio se divide en dos partes: el cuerpo central articulado sobre un patio porticado y el denominado «Martillo», que fue el mirador de los obispos sobre el Segura y sus jardines y que constituye el cerramiento arquitectónico del contiguo paseo del Arenal, actual Glorieta.
Esta plaza, abierta hacia el río Segura, ha sido tradicionalmente el centro político de la ciudad. Construida en el siglo XVIII, es un espacio ajardinado donde se encuentra la Casa Consistorial (siglo XIX), con un edificio anexo que da a la plaza Belluga, obra señera de Rafael Moneo.
Aún es posible apreciar el antiguo entramado urbano medieval de época andalusí, antaño divisorio de religiones y ahora reconvertido en bellas calles peatonales, como la Platería y la famosa Trapería, la cual comunica la plaza de la Cruz (donde se encuentra la torre de la Catedral) con la conocida plaza de Santo Domingo, uno de los puntos de encuentro más apreciados por los murcianos. En la misma Trapería puede observarse la bella fachada ecléctica del Casino de Murcia (fundado en 1847), con un interior suntuoso que aúna diferentes estilos, desde un patio árabe inspirado en los salones reales de La Alhambra y en los Reales Alcázares de Sevilla, pasando por un patio romano-pompeyano, una maravillosa biblioteca inglesa con más de 20 000 volúmenes y un bellísimo salón de baile neobarroco, entre otras estancias.
En la susodicha plaza de Santo Domingo, podemos contemplar la Casa Cerdá; imponente inmueble de estilo ecléctico del primer tercio del siglo XX, además del bello conjunto formado por el Palacio Almodóvar (del siglo XVII pero reformado en 1908) y el arco que lo comunica con la capilla del Rosario.
Otras plazas con encanto en el centro histórico son la plaza de Julián Romea, la plaza de las Flores, punto neurálgico del tapeo en Murcia, y su vecina la plaza de Santa Catalina; que hasta el siglo XVIII era considerada como la plaza mayor de la ciudad.

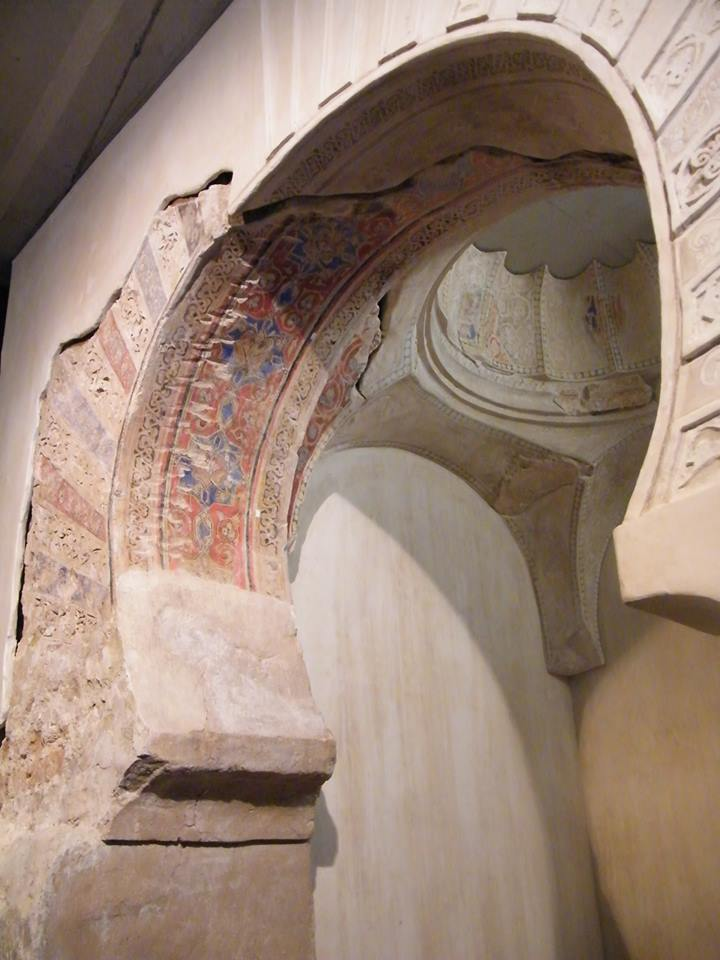
Detalle del mihrab del oratorio del Alcázar Mayor de Murcia

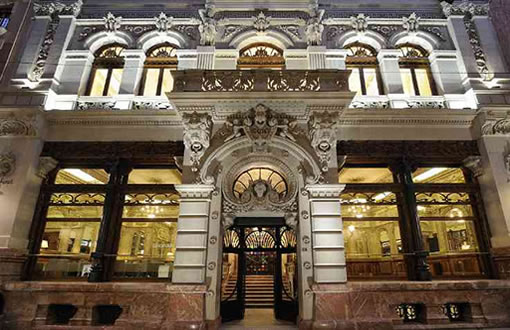
Fachada del Casino de Murcia en la calle Trapería

De la época musulmana en Murcia, además de los referidos restos del Alcázar Menor, encontramos los restos del oratorio y el panteón real del Alcázar Mayor del siglo XII. También dispone de diferentes tramos de la muralla árabe, destacando el tramo de la muralla de Verónicas y el que se conserva dentro del centro de interpretación de la Muralla de Santa Eulalia. También hay que destacar el reciente hallazgo del arrabal de la Arrixaca en el antiguo jardín de San Esteban, del siglo XII y XIII, cuya musealización está en proyecto.
Dentro de los inmuebles de la ciudad, como ejemplos del renacimiento destacan el Palacio Pacheco y las portadas del derruido Palacio Riquelme. Del auge de la seda que vivió Murcia a comienzos del siglo XVII quedan, además del Palacio Almodóvar, las muestras del palacio del Almudí, antiguo pósito municipal, hoy sala de exposiciones, y las portadas del derruido Contraste de la Seda. Avanzado el siglo se construyó el Palacio de los Saavedra, actual colegio Mayor Azarbe.
Del siglo XVIII murciano hay que resaltar desde la inicial tipología barroca del palacio de los Pérez-Calvillo a la posterior evolución rococó del mencionado Palacio Episcopal, el Palacio Fontes (sede de la Confederación Hidrográfica del Segura) y el Palacio Vinader. De finales de siglo, adquiriendo tintes neoclásicos encontramos el palacio de Floridablanca, el Palacio Campuzano y el palacio de la Inquisición, sede del Colegio de Arquitectos, ya del siglo XIX, momento en el que se construyó la mencionada Casa Consistorial.
Del eclecticismo decimonónico la ciudad posee el ya referido Real Casino de Murcia, el Teatro Romea; inaugurado en 1862 pero reconstruido tras varios incendios por Justo Millán Espinosa, siendo el exterior de 1880 y el interior de 1899, la estación del Carmen de José Almazán (1863), el antiguo Hotel Victoria (1885) o la plaza de toros de La Condomina, inaugurada en 1887 (también de Justo Millán).
Dentro de las corrientes modernistas que llegaron a la ciudad a principios del siglo XX habría que señalar la Casa Díaz-Cassou (1900-1906), la Casa Almansa (1903-1908) -actual sede de la Cámara de Comercio-, el Mercado de Verónicas (1914-1922) y la posterior Casa Guillamón (1920-24), obras de los arquitectos Pedro Cerdán -autor de la fachada principal del Casino (1902)- y José Antonio Rodríguez. Sin embargo, el eclecticismo continuó teniendo presencia transcurrido el siglo con La Convalecencia (1909-1915), la Alegría de la Huerta (1919-21), el Cuartel de Artillería (1921-26), la Sociedad de Cazadores (1927), la estación de Zaraiche (1921-1930) o la ya mencionada Casa Cerdá (1934-36), así como ejemplos de inspiración neoyorquina como la Casa de los Nueve Pisos (1914-41).
Dentro de la arquitectura de vanguardia desarrollada a partir de la década de 1930, también se hace necesario destacar el edificio de cinco plantas de la calle Trapería, del famoso arquitecto Pedro Muguruza, construido en 1935 en una línea de regionalismo castizo, siendo del mismo autor el antiguo Edificio de Correos (1928-1931). Dentro del racionalismo también se encuentra la casa de seis plantas de la calle Trapería, de José Luis de León y Díaz-Capilla (1934-1941) -del que también es el edificio llamado «El Acorazado» de la plaza Santo Domingo (1934-35)- o el edificio Coy, de Gaspar Blein (1935).

### Puentes

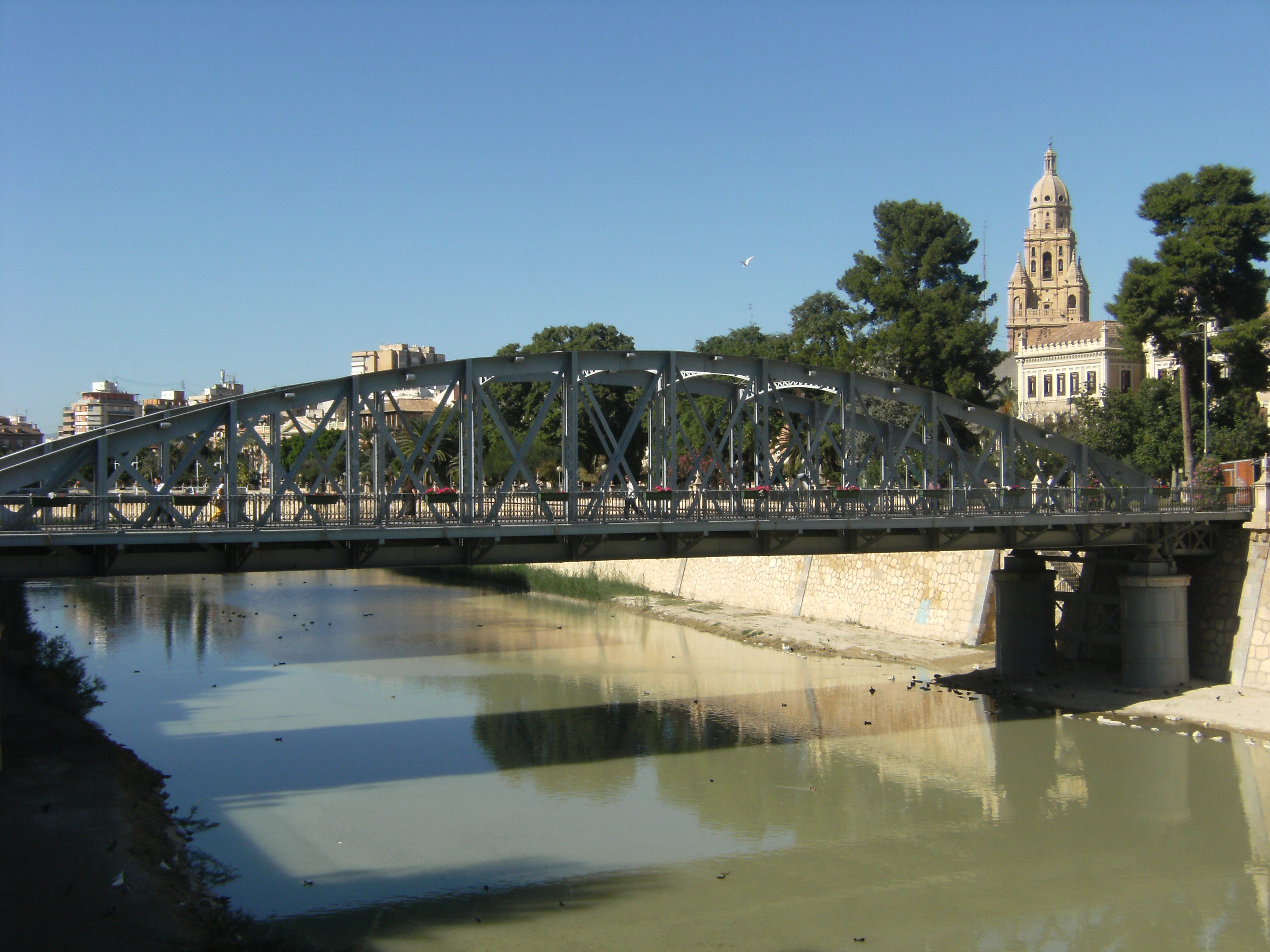
Puente Nuevo, representativo de la arquitectura metálica característica del periodo de desarrollo industrial

Varios puentes de diversos estilos atraviesan el río Segura a su paso por Murcia, desde el más antiguo (del siglo XVIII) hasta varios de reciente creación de afamados autores contemporáneos.

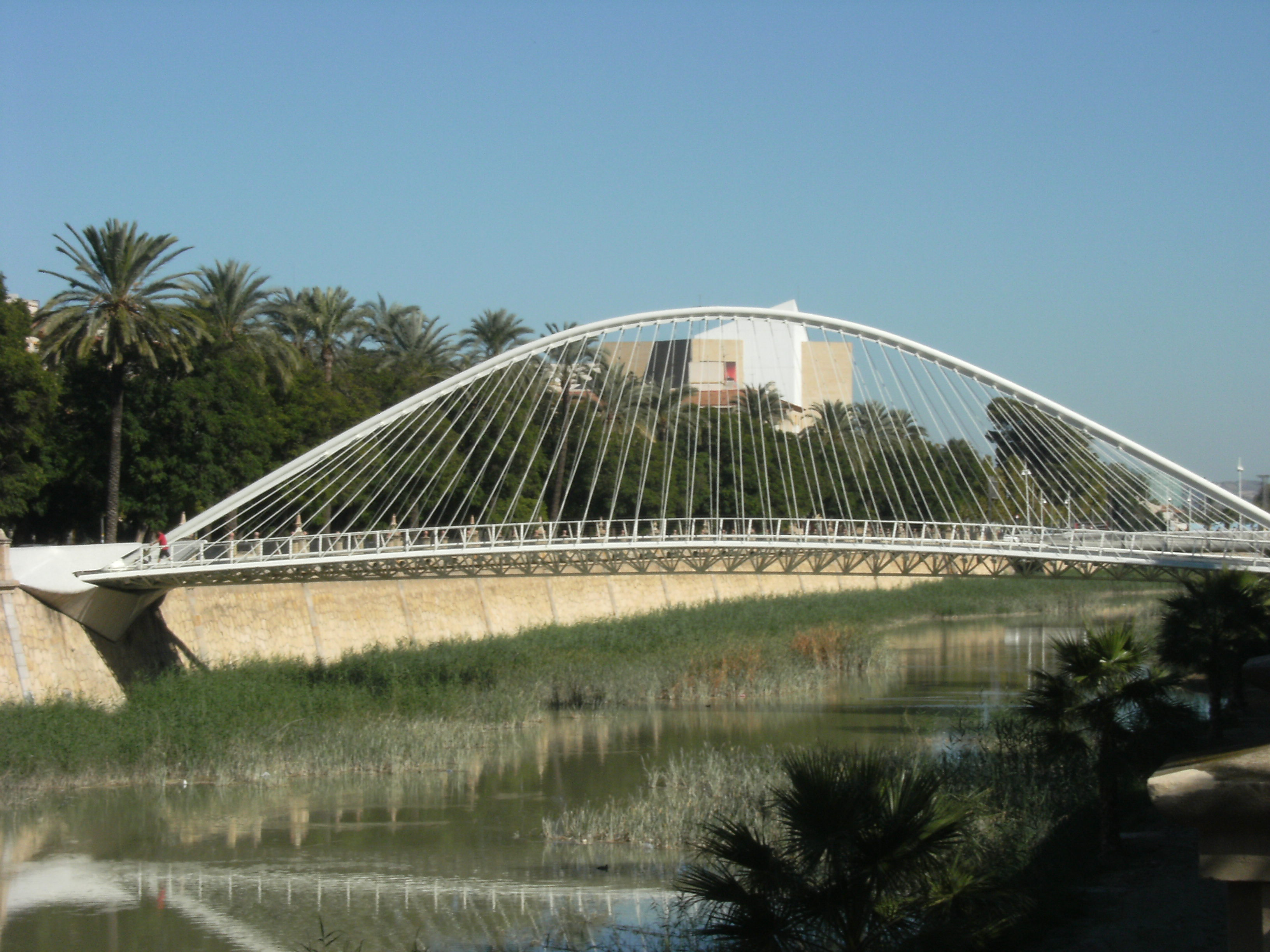
Puente de Vistabella sobre el río Segura, diseñado por Santiago Calatrava

- El Puente de los Peligros (o Puente Viejo) (1742), construcción de piedra de comienzos del siglo XVIII con una capilla neoclásica adjunta dedicada a la Virgen de los Peligros (de ahí su nombre).[132] Es el puente más antiguo de la ciudad y el primero de la historia murciana en superar todas las riadas del Segura.
- El Puente Nuevo (o Puente de Hierro) (1903), puente metálico de finales del siglo XIX y principios del XX[133] que recibe el nombre de «nuevo» a pesar de ser el segundo más antiguo de la ciudad.
- El Puente de la Fica (1967-1969), comunica el murciano polígono Infante Juan Manuel (margen derecha del Segura) con el barrio de Vistabella,[134] siendo uno de los de mayor capacidad viaria.
- La Pasarela Miguel Caballero (o Puente del Martillo) (1970-1971), el tercer puente construido que comunica el barrio del Carmen con el centro histórico de la ciudad.
- El Puente del Hospital (1973), reformado por Santiago Calatrava en 1999, que lo amplió y le dio su imagen actual, siguiendo los criterios arquitectónicos del autor.[135]
- La Pasarela del Malecón (1997), obra de Javier Manterola. Puente peatonal atirantado sustentado en un mástil de más de 15 m de altura que se emplaza en una isla del río.[136]

- El Puente de Vistabella (o Pasarela Jorge Manrique) (1995-1997), diseñado igualmente por Santiago Calatrava, se trata de otro puente peatonal similar a diversas pasarelas del autor que también presentan problemas con el pavimento de cristal.[137]

- El Puente de Los Dolores, comunica dos vías de gran capacidad como las avenidas de Miguel Induráin y de Los Dolores, siendo el último puente aguas abajo. Territorialmente ya se encuentra fuera del distrito de la ciudad.

También resulta de especial interés como elemento arquitectónico relacionado con el río Segura el popular paseo del Malecón, antiguo muro de defensa contra las inundaciones y avenidas de agua, de origen medieval pero convertido en paseo durante el siglo XVIII.

### Parques y jardines

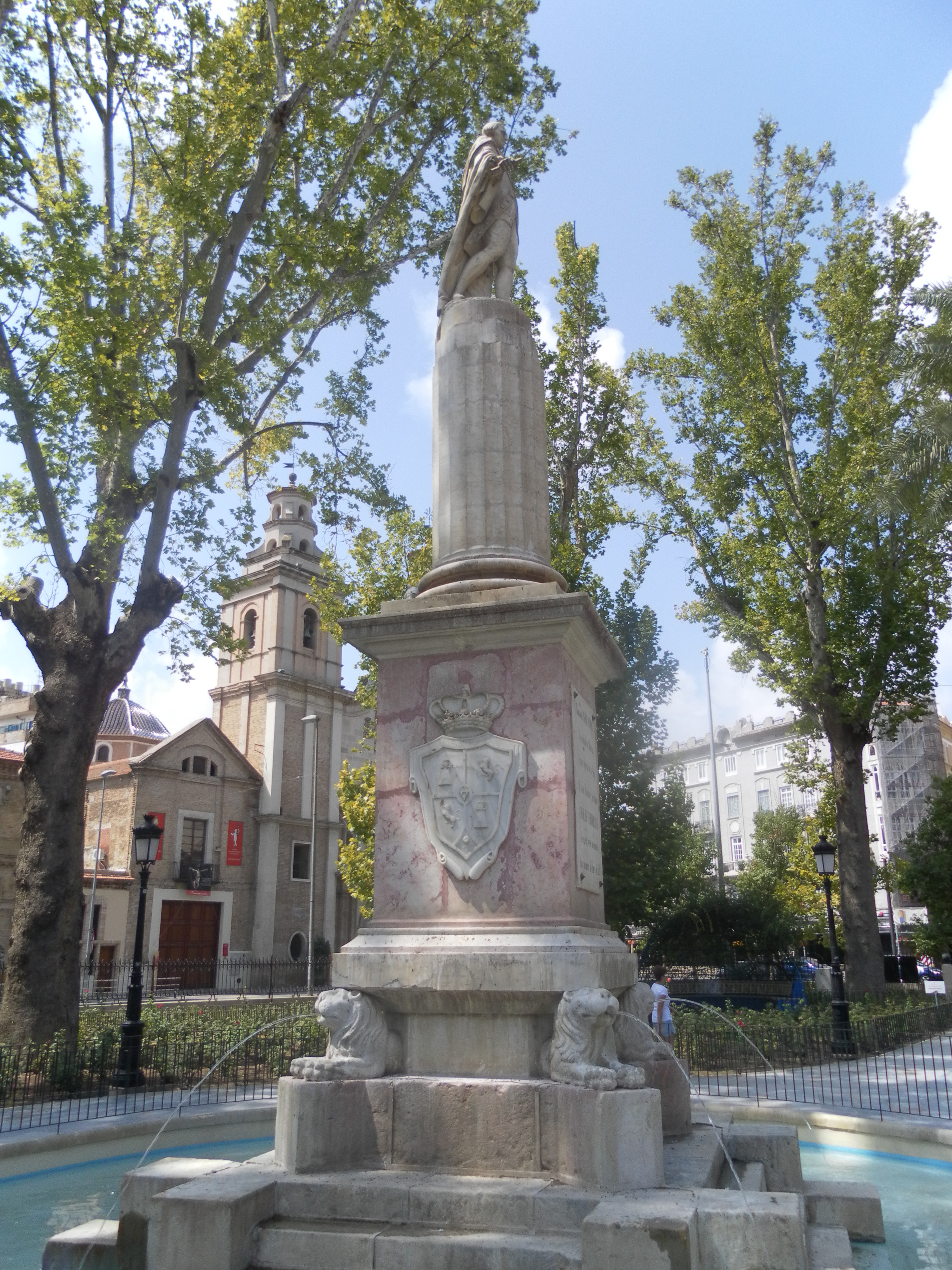
Monumento al Conde de Floridablanca (1849), situado en el jardín del mismo nombre

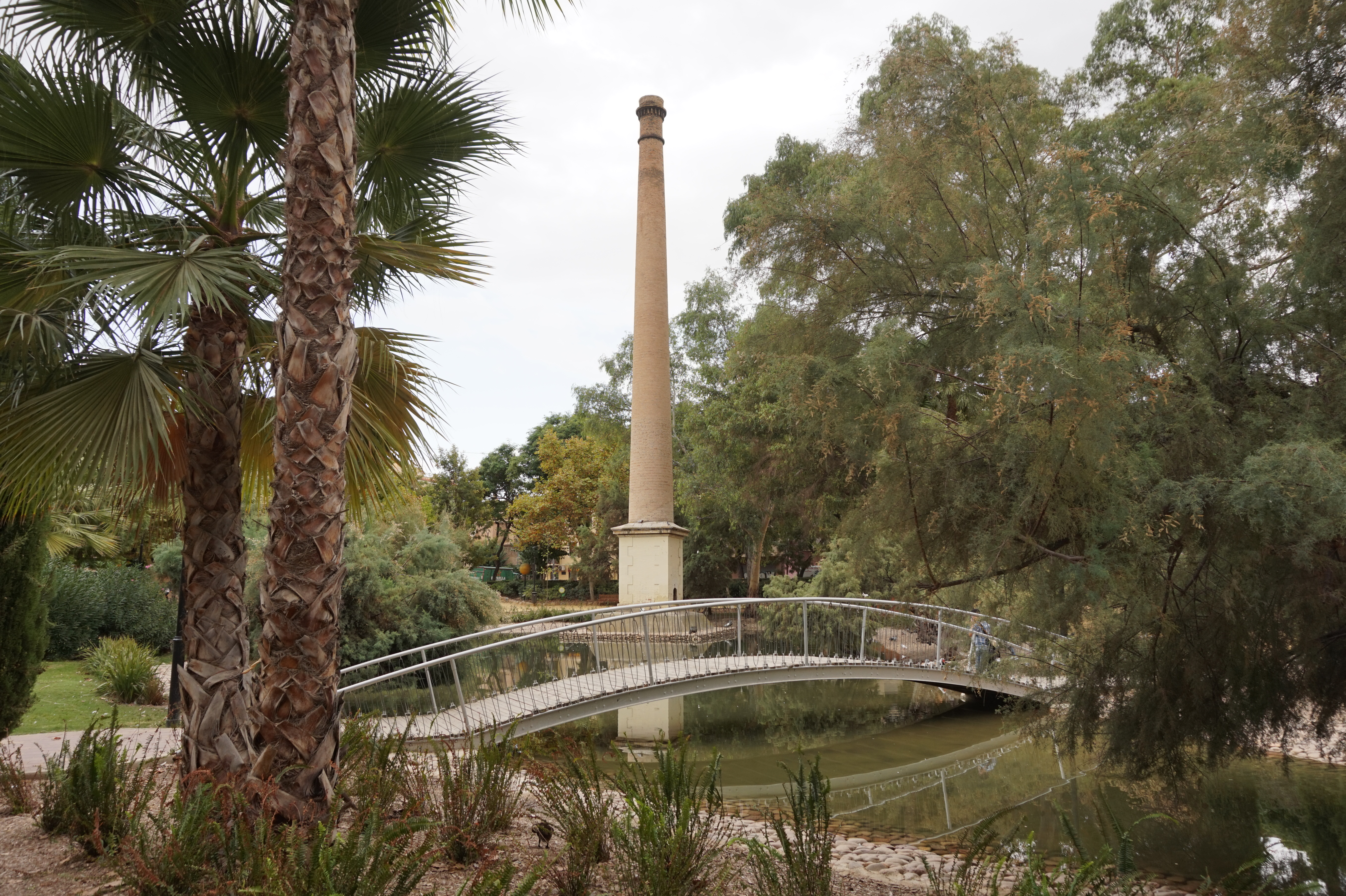
Lago este del jardín de la Seda con la histórica chimenea

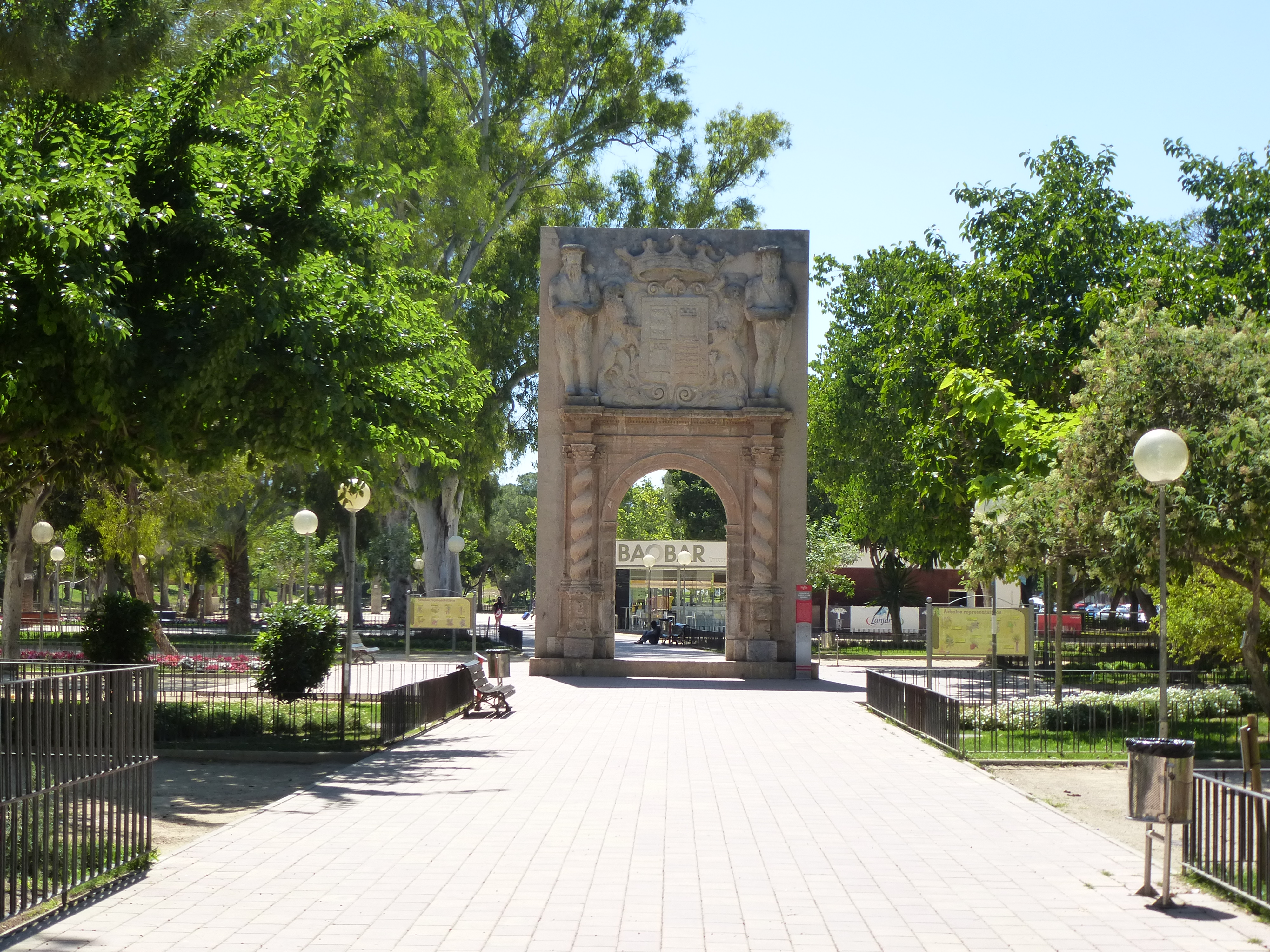
Portada del Huerto de las Bombas en el jardín del Malecón. Considerado el jardín botánico de la ciudad

Dentro de los principales parques y jardines de la ciudad, destacan:
- Jardín de Floridablanca: creado a mediados del siglo XIX sobre las anteriores alamedas de la ciudad del siglo XVIII, es el parque más antiguo de Murcia. Situado en pleno barrio del Carmen, está dedicado a la figura del Conde de Floridablanca. Dispone de varios monumentos conmemorativos (al Conde de Floridablanca, a los poetas Pedro Jara Carrillo y José Selgas etc.) y de frondosos árboles centenarios.[138]

- Jardín de la Seda: situado en el céntrico barrio de San Antón, se encuentra donde antiguamente se dispuso el desaparecido Convento de los Diegos y una posterior fábrica de seda -de la que se conserva hoy una chimenea- que tras quedar sin actividad fue transformada en jardín en 1990, viviendo una remodelación en 1999. Cuenta con zonas deportivas y un auditorio central.[139]

- Jardín del Malecón: situado donde antiguamente se encontraban los huertos del desamortizado Convento de los Franciscanos, que posteriormente hizo las funciones de jardín botánico del Instituto Provincial desde 1845, se encuentra justo al lado del paseo del Malecón que le da nombre. En 1974 se realizó el proyecto del actual jardín del Malecón, que incluía la anexión de los terrenos que quedaban del antiguo jardín botánico con algunos huertos próximos, destacando el llamado «de los Cipreses».[140] En él se instalan durante la Feria de Septiembre los llamados Huertos del Malecón. En su interior se hallan numerosas esculturas además de la portada de la derruida casona dieciochesca del Huerto de las Bombas.[141] Esta portada apareció en las monedas de 5 pesetas.[142]

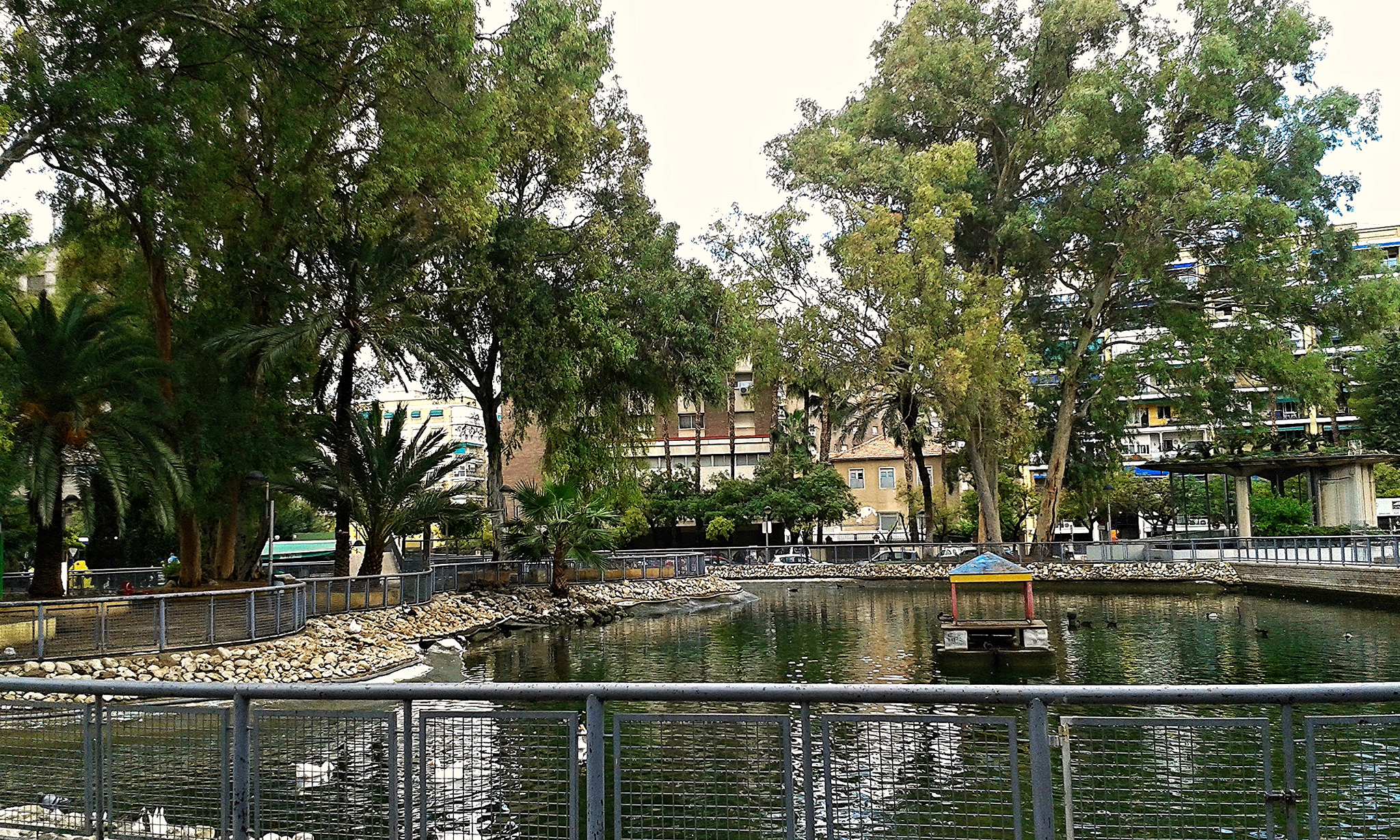
Lago del jardín del Salitre

- Jardín del Salitre o de la Pólvora: situado sobre los terrenos de la que fue la Real Fábrica del Salitre de Murcia, fundada en 1654. Entre 1816 y 1849 estuvo arrendada a empresas privadas, pasando a manos militares desde esta última fecha hasta 1964 en el que se hizo cargo de la misma la Empresa Nacional Santa Bárbara. En 1987 se consiguió el convenio de cesión de los terrenos para el municipio, convirtiéndose en jardín público en 1994, generando un gran espacio verde en el centro de la ciudad.[143] En las obras de remodelación del jardín se crearon varios ambientes, tales como el jardín hondo, donde se ha recreado la jardinería hispano-árabe, la plaza de los arcos del agua, con una fuente con tres tipos de arcos que simbolizan las tres culturas que convivieron en Murcia, el laberinto de plantas aromáticas o el lago.[143] Junto al jardín, y como anexo a este, se halla el antiquísimo huerto de los López Ferrer, tradicionalmente llamado «Huerto Cadenas». El huerto pertenecía a la casona del mismo nombre hoy rehabilitada y convertida en Museo de la Ciudad, y estaba perimetralmente amurallado.
- Parque de Fofó: jardín construido en la zona norte de la ciudad en 1971, concretamente en el distrito de Santa María de Gracia, siendo el proyecto inicial obra del arquitecto Eugenio Bañón Saura. Dicho proyecto contemplaba la creación de un auditorio, zonas de praderas y zonas de juegos infantiles, incluyendo una pequeña pista de patinaje. A principios de 1972 se realizaron las plantaciones y en junio de ese año se abrió al público. A finales de los años 1980 se construye el lago, que era atravesado por un recorrido en el que había dos pajareras, cuyas cúpulas aún existen; también se construye una fuente seca en el lugar donde estuvo ubicada la antigua pista de patinaje. En este jardín se encuentra la estatua con la que los niños de Murcia y Alicante quisieron recordar al payaso Fofó, fallecido en 1976, y de ahí el nombre por el que mucha gente conoce a este popular jardín.[144]
- Parque Isaac Peral o de las Tres Copas: Se trata de un parque con una fuente en el centro con forma de tres copas de las que cae agua desde la parte superior (de ahí el origen de su nombre coloquial). Está situado en el barrio de La Flota y es uno de los más grandes de los que posee la ciudad. Dispone de jardines, paseos, zona canina, instalaciones deportivas (cancha de baloncesto/fútbol), un escenario para eventos y amplias zonas infantiles.

### Resto del municipio
En el resto del municipio son de reseñar el barroco Monasterio de los Jerónimos (en la pedanía de Guadalupe), y sobre todo el Santuario de la Fuensanta (en la pedanía de Algezares), donde se venera a la Virgen de la Fuensanta, patrona de la ciudad. Junto al Santuario, un amplio mirador nos permite contemplar una panorámica que abarca toda la ciudad, la vega del Segura y las sierras que la rodean.

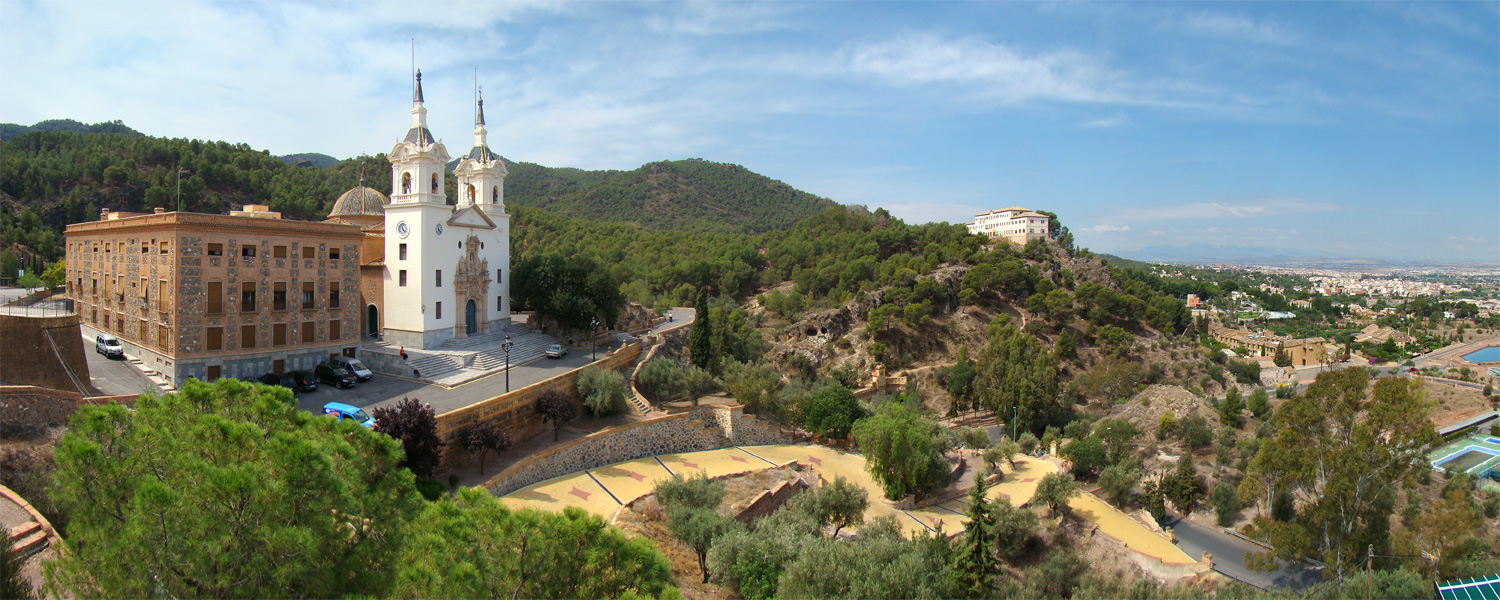
Santuario de la Fuensanta

El Santuario está dentro del parque regional de Carrascoy y El Valle. Este parque, situado a menos de 5 km del casco urbano tiene una elevación máxima de 1065 m. En El Valle se pueden practicar la escalada y el senderismo y realizar varias visitas tomando como punto de partida el centro de visitantes de La Luz. En él podremos conocer la flora y la fauna del lugar, la historia de los monasterios de la zona (San Antonio el Pobre, el Eremitorio de la Luz, Santa Catalina del Monte), así como de los yacimientos y restos arqueológicos de época íbera que dispone el parque: el Santuario ibérico de la Luz; visitable en la actualidad, y la necrópolis del Cabecico del Tesoro. En las mismas faldas de la sierra también se encuentran restos de época tardo-romana-visigoda, como el Martyrium de La Alberca o la basílica del Llano del Olivar. Y también los restos de varios castillos musulmanes como el Castillo de la Luz, el castillo de la Asomada, y el Castillo del Portazgo.
En la parte norte de la ciudad, en la pedanía de Monteagudo, se encuentra el Centro de Visitantes del mismo nombre, sito sobre el yacimiento de la cuesta de San Cayetano formado por un poblado de la Cultura del Argar y un posterior asentamiento íbero además de restos romanos. También destacan en esta pedanía los restos del llamado Castillejo (palacio de Ibn Mardanis) y del Castillo de Monteagudo, también de época andalusí, coronado por un gran Cristo construido en 1951. De orígenes árabes es la noria hidráulica de La Ñora, muestra de la explotación milenaria de la huerta de Murcia, cuya red de riego comienza en la antiquísima Contraparada (situada entre las pedanías de Javalí Nuevo y Javalí Viejo).

## Servicios

### Sanidad

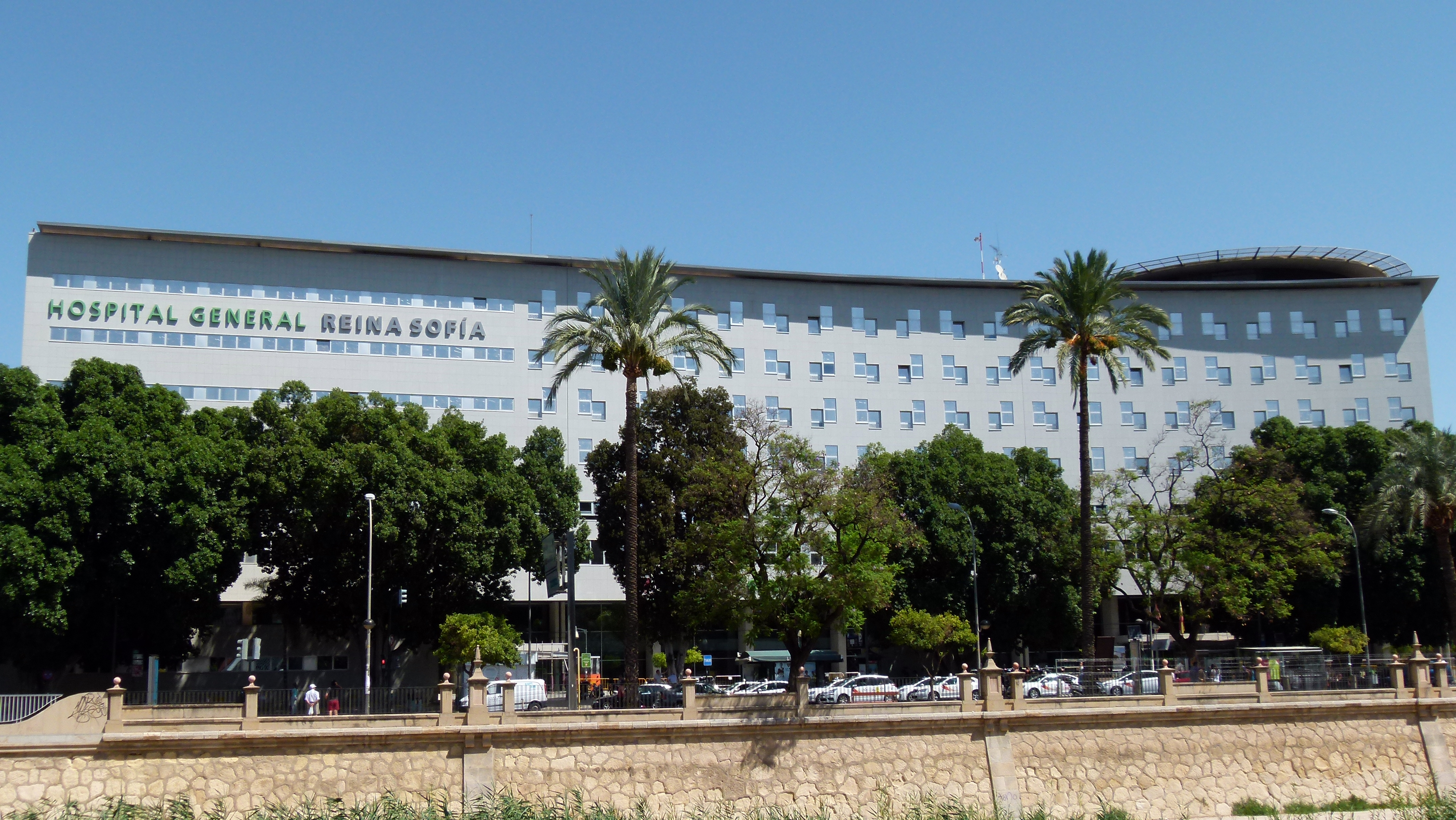
Hospital Reina Sofía de Murcia

Los principales hospitales del municipio de Murcia son los siguientes:
- Públicos, dependientes del Servicio Murciano de Salud:
  - Hospital Virgen de la Arrixaca, formado por diversos edificios, como el materno-infantil, situado en la pedanía de El Palmar, es el mayor de toda la Región y uno de los más grandes de España[146]
  - Hospital General Universitario Reina Sofía
  - Hospital General Universitario Morales Meseguer
- Privados:
  - Hospital Quirón-San Carlos
  - Hospital Mesa del Castillo
  - Virgen de la Vega (Propiedad de ASISA)
  - Nuestra Señora de Belén (Propiedad de ASISA)

### Comunicaciones

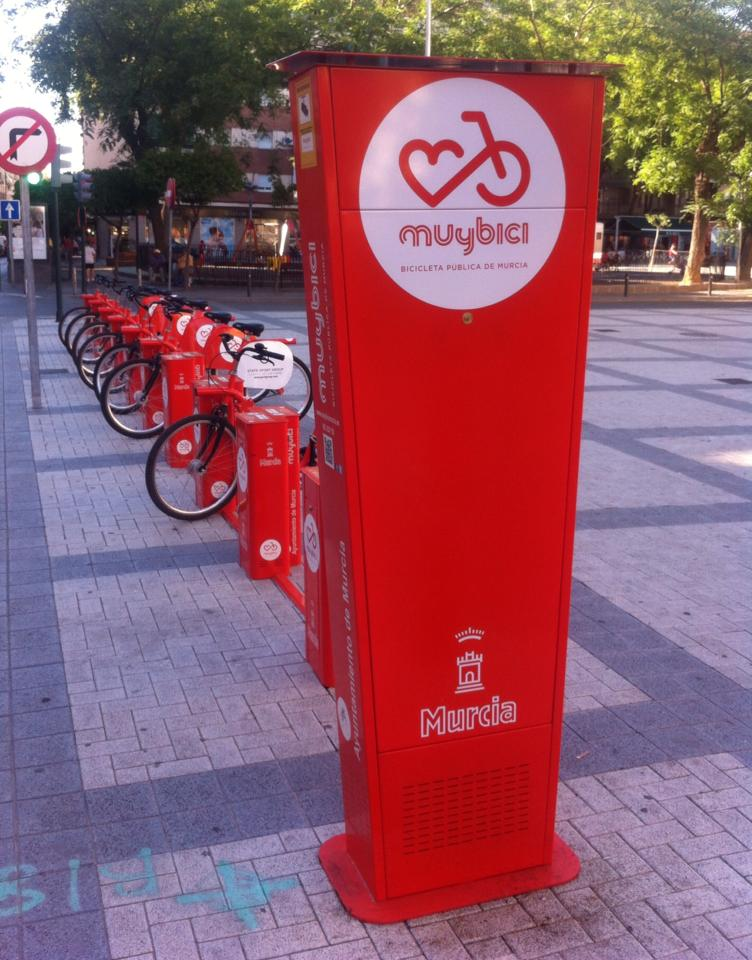
Servicio de alquiler de bicicletas Muybici

#### Bicicleta
Desde abril de 2015 existe MuyBici, un sistema de transporte público en bicicleta que persigue fomentar el uso de la misma como medio de transporte eficiente y saludable en la ciudad, contribuyendo a que los desplazamientos sean más sostenibles. Este es un Plan Experimental puesto en marcha por el ayuntamiento para lograr la reducción del uso del vehículo privado y potenciar otros medios de transporte no motorizados, como el transporte público, el desplazamiento a pie o la propia bicicleta. No es un sistema público de alquiler de bicicletas para uso turístico o recreativo. Es un complemento al transporte público. Su finalidad es cubrir los pequeños desplazamiento que a diario se producen por dentro de la ciudad.

#### Vehículo eléctrico
El anterior alcalde de Murcia, Miguel Ángel Cámara, firmó un Protocolo de Actuaciones con el presidente de Iberdrola, Ignacio Sánchez Galán, para la ejecución del proyecto piloto del vehículo eléctrico, que convertirá a Murcia en referente en la implantación de este medio de transporte. Asimismo, el ayuntamiento, a través de ALEM, se encargará de elaborar un plan que contemple la previsión de la demanda de carga y la disponibilidad de puntos y tipos de recarga en los espacios públicos. La fiscalidad municipal recoge desde 2008 una bonificación del 30 % en el impuesto de vehículos durante los tres primeros años para los coches eléctricos o con bajas emisiones contaminantes. El ayuntamiento está adquiriendo 8 coches eléctricos que se destinarán a varios servicios municipales. Por otra parte, la licitación del servicio de limpieza viaria y recogida de residuos recogerá en el pliego de condiciones la obligación de incorporar a la flota vehículos eléctricos.

#### Transporte público
Existen diversos medios de transporte público disponibles en la ciudad y en el municipio de Murcia.

##### Autobús
Murcia cuenta con una estación de autobuses situada en el barrio de San Andrés. Dispone conexiones a diversos destinos regionales, nacionales e internacionales.
Las líneas de autobús en el municipio están divididas en dos concesiones, ambas dependientes del ayuntamiento: una para las líneas urbanas y otra para líneas hacia las pedanías.

###### Líneas urbanas
La empresa concesionaria de las líneas de transporte de viajeros por carretera en el ámbito de la ciudad es Transportes de Murcia, una UTE entre Martín, Ruiz y Fernanbús (Grupo Transvía). Los vehículos son de color grana, por lo que se les conoce coloquialmente como «los coloraos».
Actualmente prestan servicio 10 líneas:
| Línea | Recorrido |
| ----- | --- |
| C1    | Plaza Circular - Primero de Mayo - Estación FFCC - Estación de autobuses - Plaza Circular                         |
| C2    | Plaza Circular - Estación de autobuses - Estación FFCC - Primero de Mayo - Plaza Circular                         |
| C3    | Plaza Circular - Primero de Mayo - Ciudad de la Justicia - Estación FFCC - Estación de autobuses - Plaza Circular |
| C4    | Plaza Circular - Estación de autobuses - Estación FFCC - Ciudad de la Justicia - Primero de Mayo - Plaza Circular |
| C5    | Abenarabi - Gran Vía - Estación FFCC                                                                              |
| R12   | Plaza Castilla - Glorieta de España - Ermita del Rosario - Los Garres                                             |
| R14   | Plaza Circular - El Ranero - Joven Futura - San Basilio - Gran Vía - San Andrés - Calle Correos - Plaza Circular  |
| R17   | Estación FFCC - Vistabella - Plaza Circular                                                                       |
| R20   | Plaza Circular - La Fama - La Flota - Sta. Mª de Gracia - Plaza Circular                                          |
| R80   | Ronda Sur - Santiago el Mayor - Plaza Circular                                                                    |

###### Líneas de pedanías
La empresa concesionaria de las líneas que comunican la ciudad con las pedanías de su municipio es Monbus, que opera bajo la marca Transporte de Murcia y Pedanías (TMP). Cuenta con 20 líneas y una flota de 87 vehículos. Comenzó las operaciones el 3 de diciembre de 2021, en sustitución de la anterior concesionaria Autobuses LAT.
Por otra parte, existe una red de líneas interurbanas que comunican Murcia con otros municipios de la Región, y que dependen de la comunidad autónoma. Las líneas del área metropolitana se engloban en la marca Movibus.
En relación con la intermodalidad, el servicio público de alquiler de bicicletas de Murcia no posibilita la intermodalidad. Por otro lado, el Plan de Movilidad Urbana Sostenible del Ayuntamiento de Murcia no contempla la implantación de portabicicletas, la subida de bicicletas plegables, la conexión con el autobús y las tarjetas que integran los diversos servicios de movilidad (tren cercanías, autobús regional, autobús urbano, alquiler de bicicletas), como ya ocurre en otras comunidades autónomas como Asturias.
A diferencia de otros municipios, aún no se ha puesto en marcha ningún plan piloto de autobús eléctrico.
Hasta 2012 existió la Entidad Pública del Transporte (EPT). Fue pionera a nivel nacional al poner en marcha un nuevo sistema de pago en la flota pública de autobuses con el teléfono móvil que permitía sustituir al bonobús, y que empleaba la tecnología NFC (Near Field Communication) para poder, además, recargar o consultar el saldo, así como conocer los últimos movimientos.

##### Tranvía

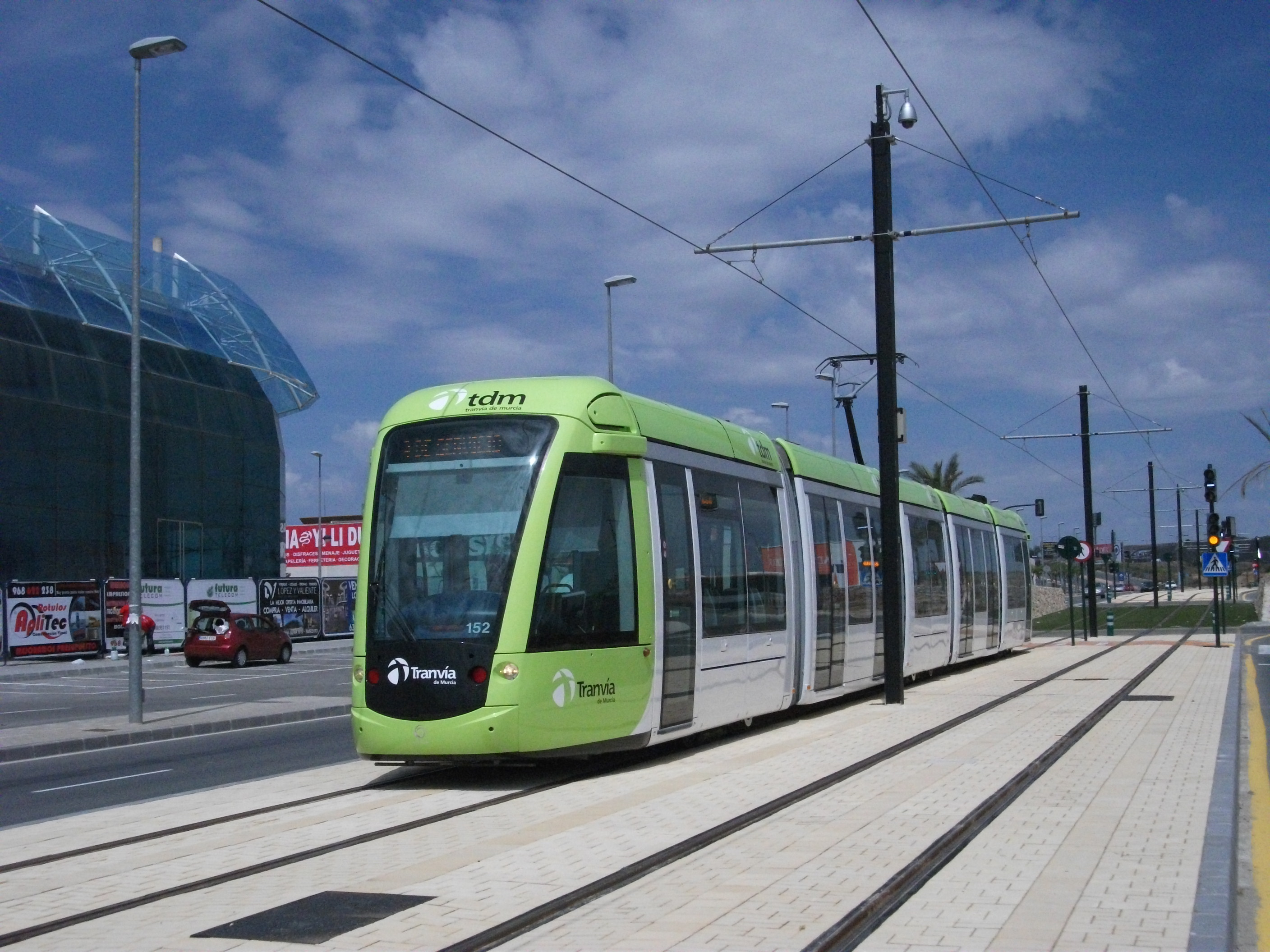
Tranvía de Murcia

Murcia cuenta con una línea de tranvía metropolitano y una lanzadera de la misma (línea 1B) ambas inauguradas en mayo de 2011, cuatro años después del estreno de un tramo experimental que recorría la avenida Juan Carlos I.
La línea actualmente en servicio une la plaza Circular con los campus de las universidades UMU y UCAM, en Espinardo y Guadalupe respectivamente, y varios centros comerciales y el estadio Nueva Condomina situados entre las pedanías de Churra y Cabezo de Torres, formando una gran V en el norte de Murcia. Esta línea forma parte de un proyecto que incluye otras tres líneas por construir.
La lanzadera o línea 1B parte desde la parada de Los Rectores-Terra Natura y termina su recorrido en la parada UCAM-Los Jerónimos.

##### Ferrocarril
Murcia cuenta con una estación de ferrocarril, denominada Murcia del Carmen, situada en el barrio del mismo nombre.
Varias líneas de largo recorrido comunican la ciudad con Madrid, Castilla-La Mancha, Comunidad Valenciana, Cataluña y Aragón. Los trenes que prestan estos servicios son trenes AVE, Alvia, Media Distancia e Intercity además de Regionales con Cartagena. La línea de alta velocidad Madrid-Levante es utilizada de igual forma para servicios Avant con Alicante. También es el centro de una red de Cercanías, denominada Cercanías Murcia/Alicante. La línea C-1 conecta la ciudad con Alicante a través de Orihuela y Elche, y la C-2 la une con Lorca y Águilas a través de Alcantarilla y Totana, atravesando una parte de la provincia de Almería en el ramal que lleva a la localidad costera de Águilas.
| Línea | Recorrido                                     | km  |
| ----- | --------------------------------------------- | --- |
|       | Murcia del Carmen - Elche - Alicante Terminal | 76  |
|       | Murcia del Carmen - Lorca - Águilas           | 118 |

| Línea      | Recorrido                     | km |
| ---------- | ----------------------------- | -- |
| Proximidad | Murcia del Carmen - Cartagena | 64 |

En diciembre de 2022 quedó inaugurado el tramo Beniel-Murcia de la línea de alta velocidad Madrid-Levante. Están en fase de ejecución la construcción de la nueva estación subterránea, la segunda fase del soterramiento del tendido ferroviario a su paso por la ciudad así como la continuación del Corredor Mediterráneo hacia Cartagena y la Línea de alta velocidad Murcia-Almería.
Hasta el año 1985 existía una conexión directa con la ciudad de Granada. Era el Ferrocarril Murcia-Granada. En los últimos años, debido al nuevo auge del transporte por ferrocarril existen planes para volver a poner en funcionamiento la línea, conectando así el arco mediterráneo con el puerto de Algeciras.

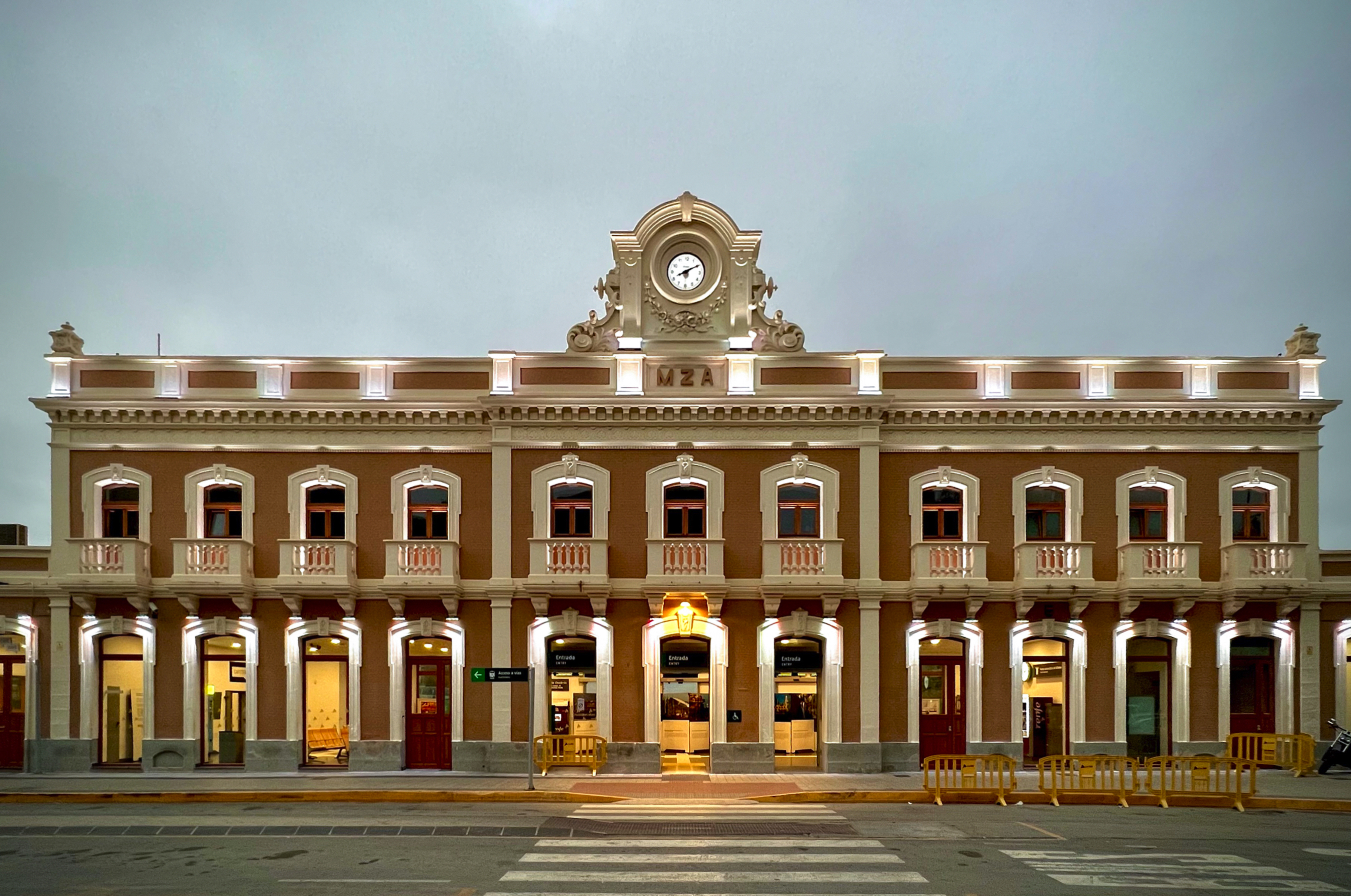
Estación de ferrocarril de Murcia del Carmen. Edificada en 1863

El municipio también cuenta con la estación de Murcia-Mercancías, en la pedanía de Nonduermas, siendo la terminal de carga para mercancías de Renfe, contando también con unos talleres ferroviarios y con la Aduana de mercancías.
En la ciudad existía otra estación (esta de tipo término), la de Murcia-Zaraiche, también denominada Estación de Caravaca, cabeza del antiguo ferrocarril Murcia-Caravaca, hoy desmantelado. El antiguo edificio de la estación es hoy la sede de la empresa municipal Aguas de Murcia, situado en la plaza Circular.

##### Aeropuerto

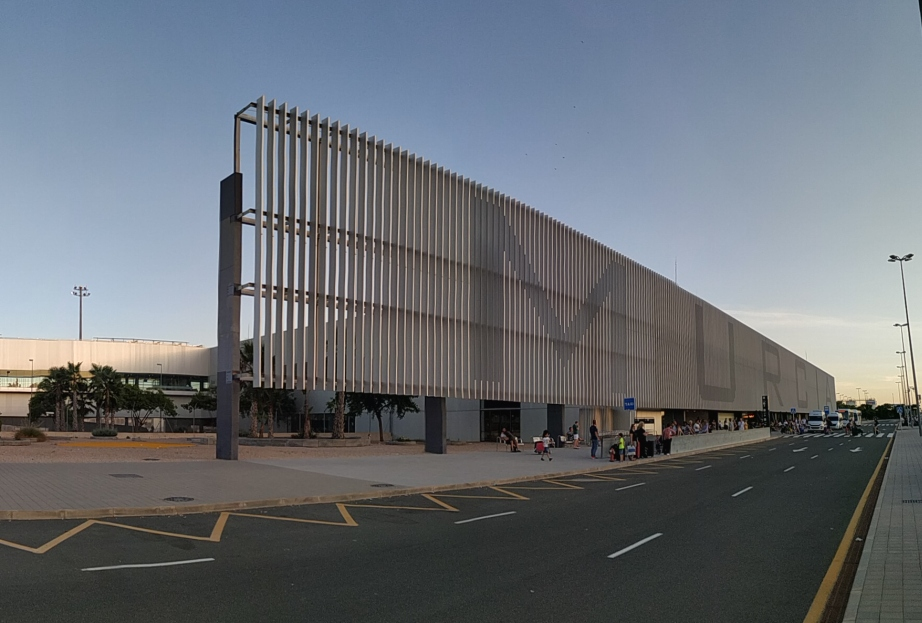
Terminal del Aeropuerto Internacional de la Región de Murcia

El Aeropuerto Internacional de la Región de Murcia, también conocido como aeropuerto de Corvera, es el aeropuerto que da servicio al municipio y a la Región de Murcia, situado entre la pedanía del mismo nombre y la de Valladolises, a 26 kilómetros del casco urbano de la ciudad. Desde enero de 2019, fecha de su inauguración, es el único existente que opera vuelos civiles tras quedar para uso exclusivamente militar el Aeropuerto de Murcia-San Javier, operativo durante cincuenta años. El aeródromo posee varias rutas internacionales con diversos países de Europa tanto en vuelos regulares, ya sean estacionales o anuales, como de vuelos chárter, contando también con varias rutas nacionales. Su principal competidor es el Aeropuerto de Alicante-Elche, de la red de aeropuertos de Aena y situado a 72,4 kilómetros de Murcia.
Al aeropuerto se accede desde la capital principalmente por la autovía A-30 dirección Cartagena, tomando la salida 161 dirección aeropuerto.

##### Autovías y carreteras nacionales
| Identificador | Nombre                        | Procedencia                 | Destino                            |
| ------------- | ----------------------------- | --------------------------- | ---------------------------------- |
| A-30          | Autovía de Murcia             | Albacete                    | Cartagena                          |
| A-7 E-15      | Autovía del Mediterráneo      | Algeciras                   | Barcelona                          |
| MU-30         | Circunvalación de Murcia      | Alcantarilla A-7 E-15 RM-15 | El Palmar A-30                     |
| RM-15         | Autovía del Noroeste-Río Mula | Alcantarilla MU-30 A-7 E-15 | Caravaca de la Cruz RM-730         |
| MU-31         | Acceso Suroeste de Murcia     | A-30                        | MU-30                              |
| RM-1          | Autovía Santomera-San Javier  | San Javier AP-7             | Santomera (por construir) A-7 E-15 |

| Identificador | Nombre                     | Procedencia | Destino           |
| ------------- | -------------------------- | ----------- | ----------------- |
| N-301a        |                            | Ocaña       | Cartagena         |
| N-340a        | Carretera del Mediterráneo | Cádiz       | Barcelona         |
| N-344         |                            | Almería     | Fuente la Higuera |

### Energía
Murcia cuenta con una Agencia Local de la Energía y el Cambio Climático. En el marco de la labor que ejerce la Agencia, el ayuntamiento va a desarrollar la Estrategia Local Contra el Cambio Climático del municipio.
La nueva Ordenanza Municipal de Captación Solar establece que los nuevos edificios, a aquellos edificios que se rehabiliten y a las piscinas de nueva construcción o aquellas ya construidas que deseen instalar un sistema de climatización de agua, estarán obligados a que el agua caliente provenga de energía solar y, como novedad, se incluye también a los bajos comerciales, algo que no recoge el Código Técnico de la Edificación. Uno de los artículos de la Ordenanza Municipal de Captación Solar trata sobre la protección del paisaje y obliga a adoptar medidas que atenúen al máximo el impacto visual de las placas solares, consiguiendo la adecuada integración al paisaje.
Murcia pertenece a la Red Española de Ciudades por el Clima.
Por otro lado, existe un proyecto para que las nuevas farolas instaladas en la ciudad funcionen con energía solar fotovoltaica se están instalando marquesinas con placas solares en su techo para su alumbrado nocturno sin consumo de la red de energía eléctrica.
El ayuntamiento ha sacado a concurso tres parcelas de propiedad municipal, con el objetivo de que los adjudicatarios instalen plantas de energía solar. Las dimensiones de las parcelas son: Gea y Truyols con 5,6 hectáreas, La Peraleja en Sucina cuenta con 43 hectáreas y la finca El Escobar en Jerónimo y Avileses con 100 hectáreas.

### Policía
Existe un cuerpo de policía que presta servicio en el municipio, la Policía Local de Murcia. Fue fundado en el año 1854, y en la actualidad cuenta con dos cuarteles y nueve comisarías. Está formado por unos 600 agentes en servicio, aproximadamente.
Además, en la ciudad se encuentran la Jefatura Superior del Cuerpo Nacional de Policía, así como la Comandancia de la Guardia Civil, en la Región de Murcia.

## Cultura
En el ámbito cultural de la ciudad, destaca la existencia de dos universidades, una pública y otra privada; numerosos museos, cines y teatros, sus concurridas fiestas populares e importantes festivales.

### Teatros

Interior del Teatro Romea

En el término municipal de Murcia hay varios teatros, entre los que destaca el Teatro Romea. Situado en la plaza de Julián Romea, fue inaugurado en 1862 por la reina Isabel II. Llamado inicialmente Teatro de los Infantes y luego Teatro de la Soberanía Popular, para finalmente adoptar su nombre actual en honor al actor murciano Julián Romea.
Otros espacios escénicos destacados son el Teatro Circo, inaugurado en 1892 y que tras décadas de abandono ha vuelto a abrir sus puertas tras una profunda rehabilitación; el Auditorio y Centro de Congresos Víctor Villegas inaugurado en 1995; y el Teatro Bernal, situado en la pedanía de El Palmar.
La red de auditorios municipales cuenta con el auditorio de Beniaján, el auditorio de Cabezo de Torres y el auditorio de La Alberca, con una amplia oferta de teatro y música; a ellos hay que agregar otros dos auditorios de reciente construcción: el de Algezares y el de Guadalupe.

### Cines

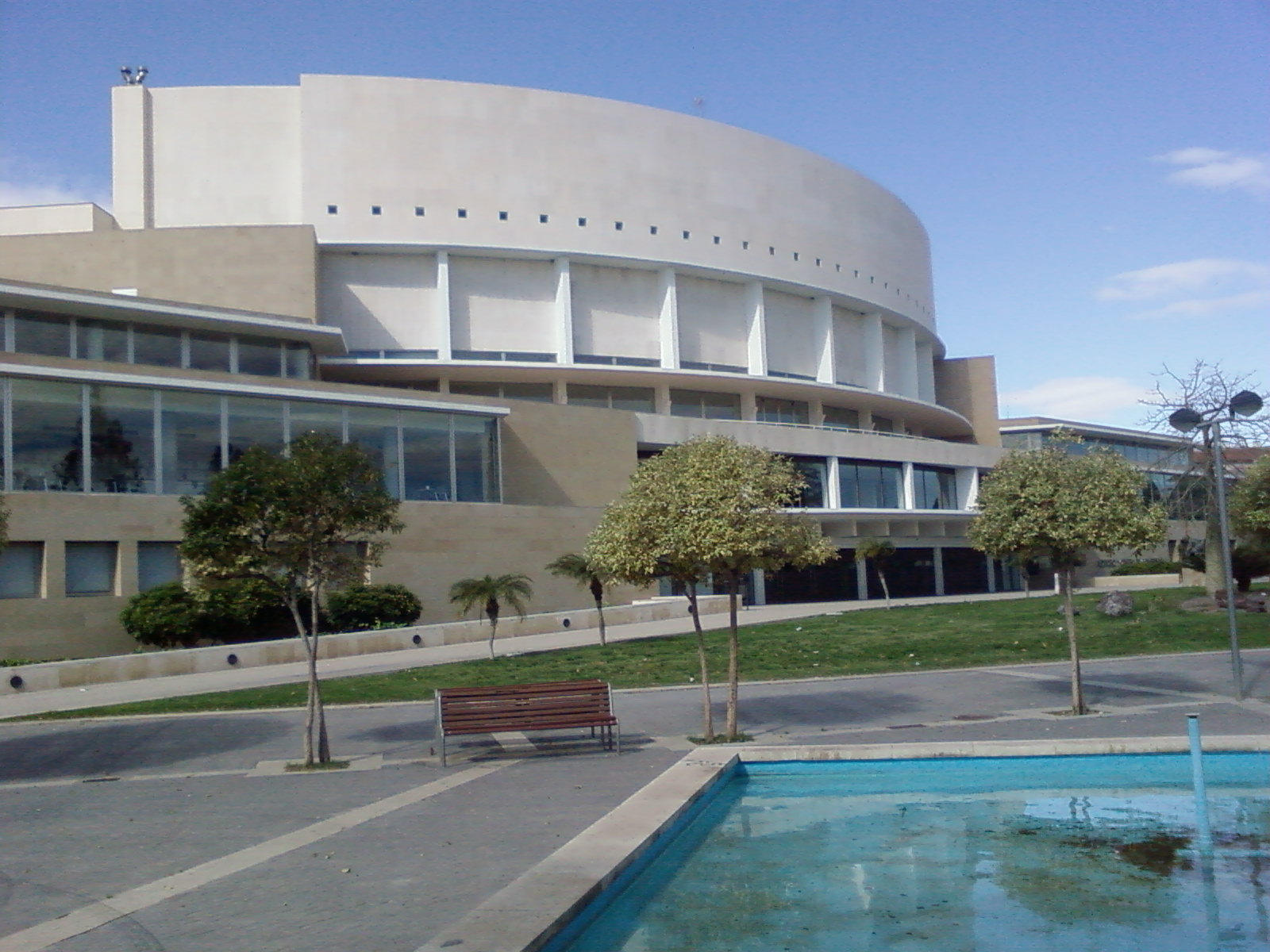
Auditorio y Centro de Congresos Víctor Villegas

La ciudad ha visto cómo han ido desapareciendo los cines de barrio y los situados en el centro, hasta el punto de que desde 2006 solo permanecían abiertos al público en esta zona el cine Rex, los cines Centrofama y la Filmoteca Regional de Murcia Francisco Rabal (antiguo cine Salzillo).
Años antes abrieron los primeros multicines, los de Atalayas y Zig Zag, ambos ya cerrados. En 2006 se inauguraron unos de última generación en los complejos comerciales Nueva Condomina y Thader, al norte de la ciudad. En este último se abrió la sala Xpand 6D, la primera en España que combinaba la proyección en 3D con butacas móviles SFX y efectos de lluvia, viento, luz, niebla y olor. Posteriormente se abrieron otros multicines en el centro comercial El Tiro.

### Universidades

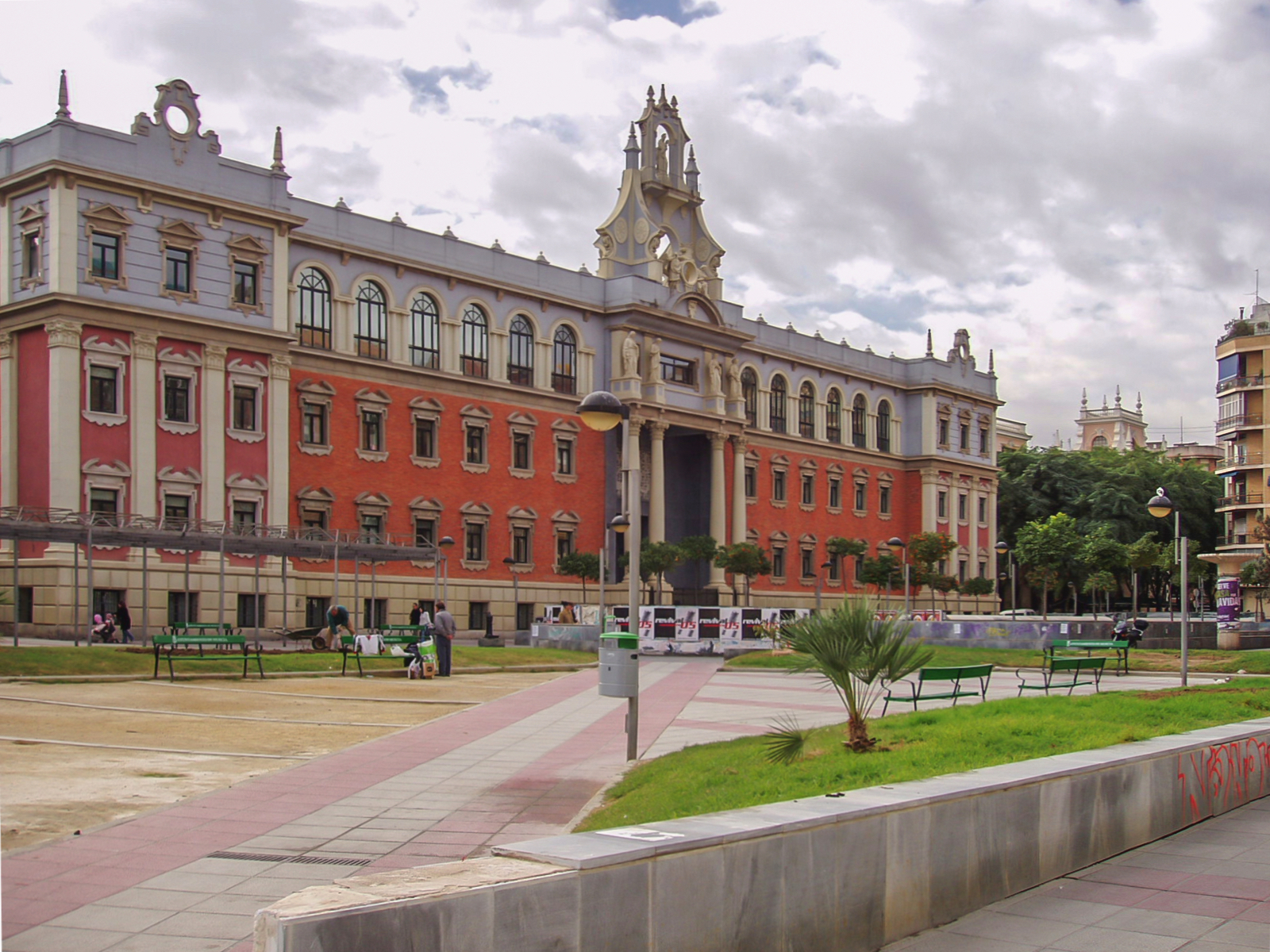
Facultad de Letras del Campus de la Merced de la Universidad de Murcia, desde la plaza Universidad

La ciudad de Murcia tiene dos universidades: la Universidad de Murcia (UMU) y la Universidad Católica San Antonio de Murcia (UCAM).
La Universidad de Murcia es una universidad pública. Tiene su origen en 1272, aunque su fundación definitiva fue en 1914. Está formada por cinco campus de los cuales tres se encuentran en el municipio: el de la Merced, en el casco urbano; el de Espinardo; y el de Ciencias de la Salud en El Palmar. Hay un cuarto campus en el municipio de San Javier y un quinto en Lorca. En la institución estudian unos 38 000 alumnos.
La UCAM es una universidad privada católica fundada en 1996. Tiene su campus en el Monasterio de los Jerónimos en la pedanía de Guadalupe.
Dentro de la educación superior, la capital murciana alberga el Conservatorio Superior de Música de Murcia y la Escuela Superior de Arte Dramático y Danza de Murcia (ESAD).

### Museos

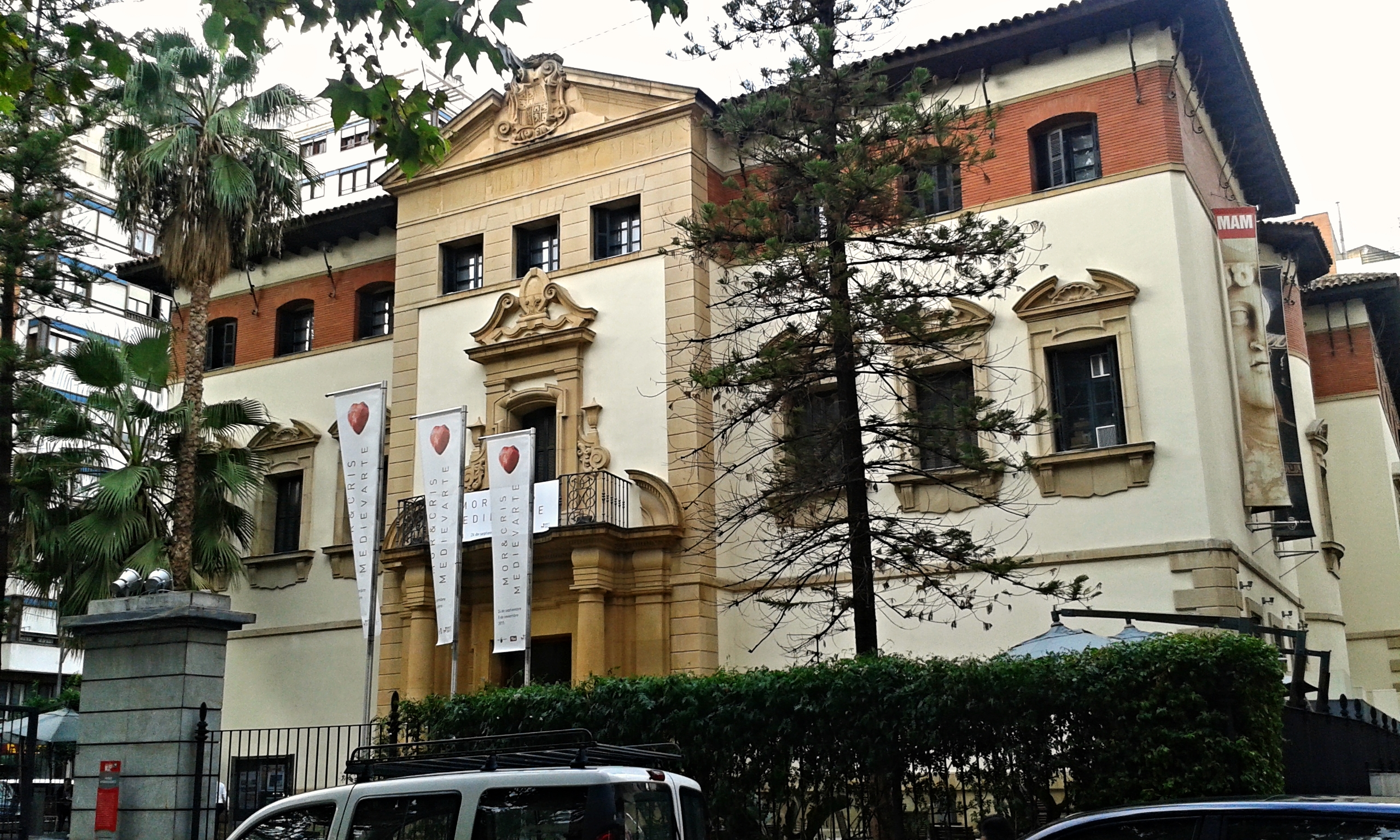
Museo Arqueológico de Murcia (MAM), desde la Gran Vía Alfonso X. Posee una importante colección que abarca desde la Prehistoria hasta el Mundo Paleocristiano en la región

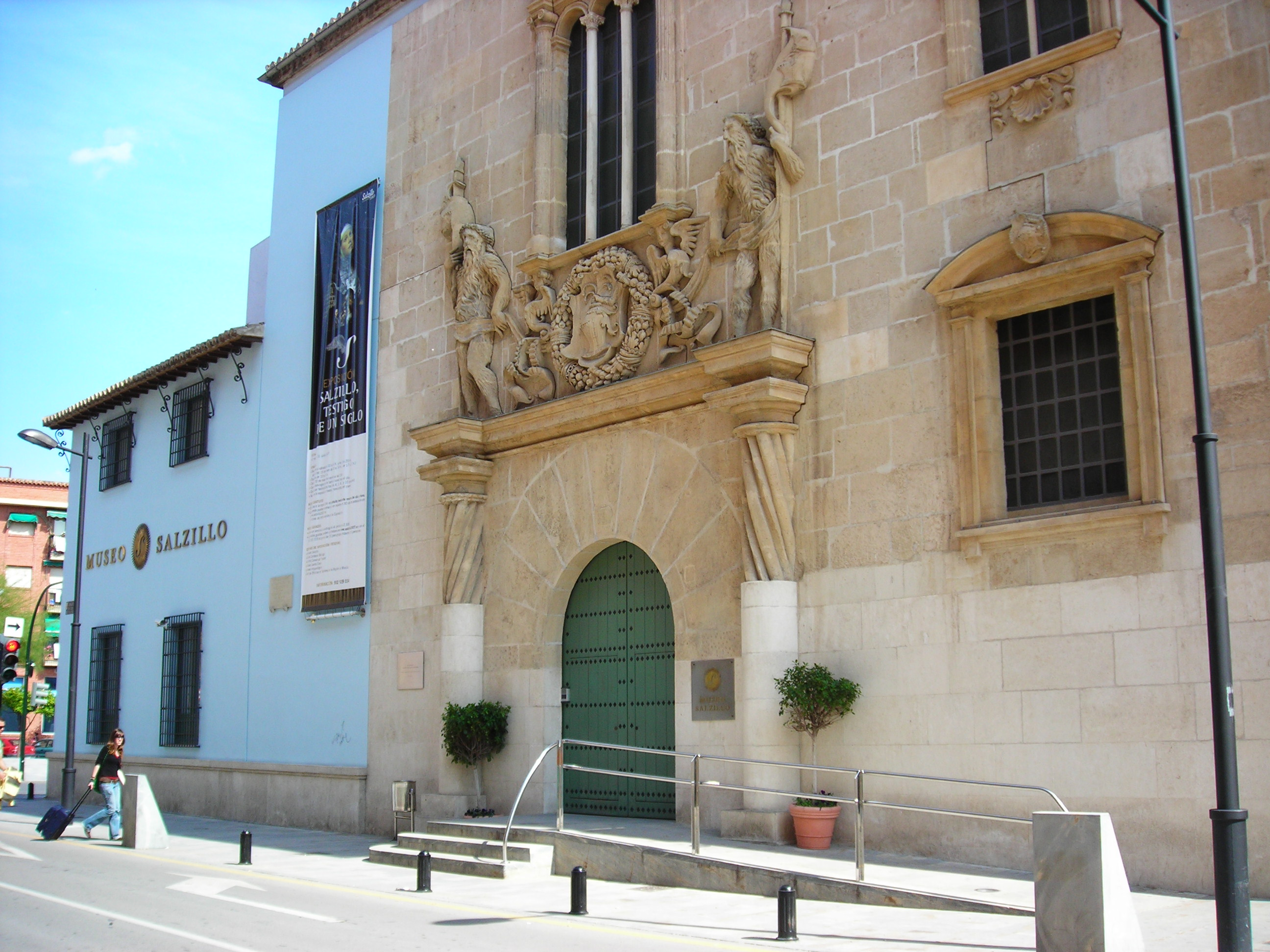
Exterior del Museo Salzillo

Murcia cuenta con una gran cantidad de museos, muchos de ellos reformados recientemente, como el Salzillo, el Bellas Artes o el Museo Arqueológico. A destacar el Museo de Santa Clara, inaugurado en 2005 en el interior del conjunto monumental del monasterio del mismo nombre.
Los diferentes museos de la ciudad de Murcia, de titularidad autonómica, municipal o particular, son:
- Museo Arqueológico de Murcia
- Museo de Bellas Artes de Murcia
- Museo Salzillo
- Museo de la Catedral de Murcia
- Museo de la Ciudad de Murcia
- Museo de Santa Clara
- Centro de interpretación Madina Mursiya
- Museo de la Ciencia y el Agua
- Museo Ramón Gaya
- Museo Hidráulico de los Molinos del Río Segura
- Museo Taurino de Murcia
- Museo de la Archicofradía de la Sangre
- Museo de la Iglesia de San Juan de Dios

En el municipio también destacan diversos centros de visitantes:
- Centro de Visitantes de Monteagudo: situado en la pedanía del mismo nombre sobre los restos arqueológicos de la cuesta de San Cayetano.
- Centro de Visitantes de La Luz: situado dentro del parque regional de El Valle y en el entorno de diversos yacimientos arqueológicos.
- Centro de Visitantes de San Antonio el Pobre: cercano al anterior, se sitúa en la histórica ermita del mismo nombre.
- Centro de Visitantes de la Contraparada: se localiza en las proximidades de la misma, para conocer esta vital infraestructura así como la red de acequias y el funcionamiento de la huerta de Murcia.

### Centros de arte o salas de exposiciones
- Centro de Arte Palacio del Almudí
- Centro de Arte Díaz Cassou
- Sala de San Esteban
- Sala de Verónicas
- Centro cultural Las Claras
- Centro Regional de Artesanía de Murcia
- Centro Párraga
- CENDEAC
- Pabellón 2 del Cuartel de Artillería
- Centro cultural Puertas de Castilla
- Centro de Cultura Contemporánea Cárcel Vieja

### Festivales

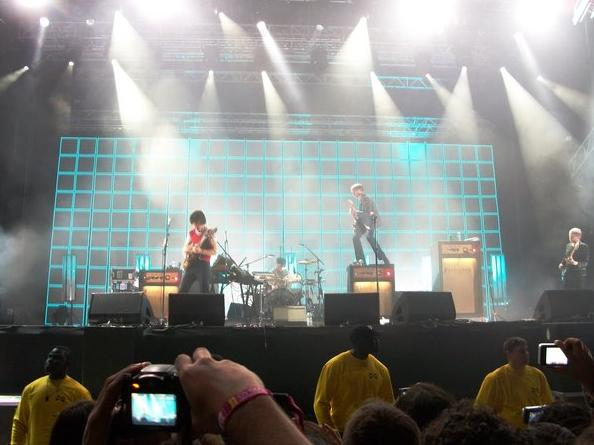
Actuación de Franz Ferdinand en el festival SOS 4.8

Murcia acoge la celebración de varios festivales de distintos ámbitos culturales:
- Festival Internacional de Folclore en el Mediterráneo
- Festival Internacional Murcia Tres Culturas: tiene lugar en mayo y se creó con la idea de superar la barrera del racismo y la xenofobia buscando el encuentro, el entendimiento y la reconciliación entre culturas y pueblos. La denominación «Tres Culturas» alude a la convivencia entre las culturas cristiana, judía y musulmana en la península ibérica durante algunos periodos de la Edad Media. Cada año el festival tiene un país invitado y aunque gira sobre todo alrededor de la música, también incluye exposiciones, coloquios y conferencias.
- Warm Up: antiguamente llamado SOS 4.8, festival creado por la consejería de Cultura de la comunidad autónoma para proyectar una imagen más moderna de la ciudad y situarla en el panorama nacional de festivales entre los que se ha situado con éxito. Desde 2008 se han venido celebrando ediciones, las cuales tienen lugar el primer fin de semana de mayo en el recinto ferial de la Fica, en el barrio de Vistabella.[173]
- Animal Sound: festival de música electrónica y urbana que tiene lugar todos los años en el recinto ferial de la Fica durante dos días del mes de junio. Cada año cuenta con importantes artistas nacionales e internacionales.
- Lemon Pop Festival: festival de música indie celebrado durante el mes de septiembre. Cuenta con casi 20 años de historia y durante la misma han pasado por sus escenarios importantes artistas como Vetusta Morla o Nacha Pop.

### Fiestas populares

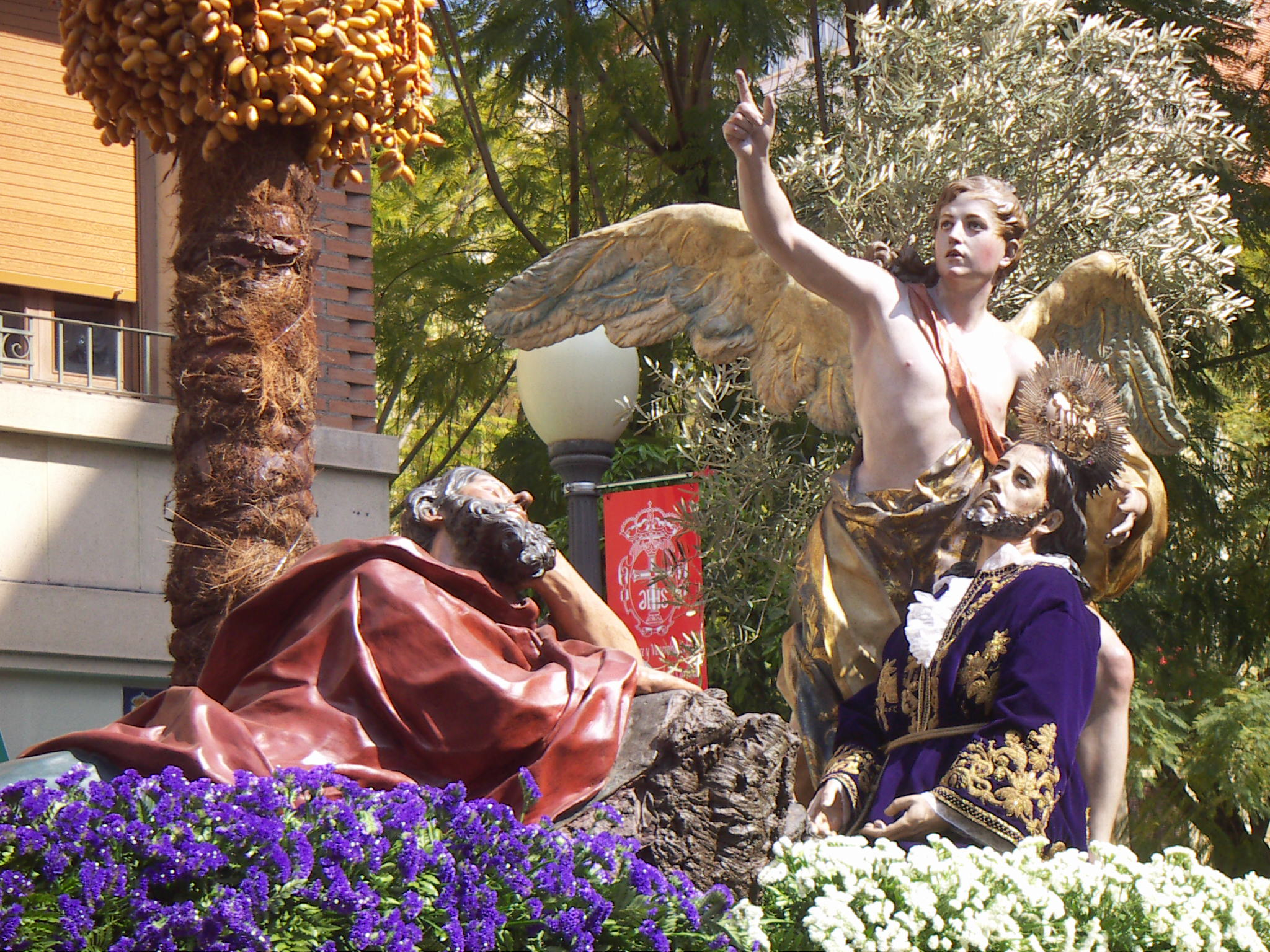
Detalle del paso de la Oración del Huerto (1754), de Francisco Salzillo, en la procesión del Viernes Santo por la mañana, conocida como la de Los Salzillos

- Semana Santa: Sus procesiones son famosas por las imágenes de Salzillo y por su tipismo único, del que son exponente las procesiones de Los Moraos (o «Los Salzillos») y Los Coloraos. En las procesiones de estilo tradicional los nazarenos llevan un atuendo huertano y regalan caramelos, monas y habas a la gente que acude a las procesiones, las cuales están declaradas Fiesta de Interés Turístico Internacional
- Fiestas de Primavera: Se celebran la semana siguiente al domingo de Resurrección. Durante toda la semana se suceden conciertos y desfiles y las peñas huertanas instalan en los jardines de la ciudad las llamadas «barracas» en las que se puede degustar la gastronomía local. Entre los múltiples actos destacan, el martes, el Bando de la Huerta y el sábado el Entierro de la Sardina, ambos declarados de Interés Turístico Internacional.[174]
- Feria de septiembre: se desarrolla durante la primera quincena de septiembre. Incluye numerosos actos festivos y culmina con la romería de la Virgen de la Fuensanta. En estas fechas se celebran las Fiestas de Moros y Cristianos, que conmemoran la fundación musulmana de la ciudad y la conquista cristiana.

### Virgen de la Fuensanta
La Virgen de la Fuensanta es la patrona de la ciudad de Murcia. Constituye una de las advocaciones marianas más relevantes del levante peninsular. Es protagonista de dos romerías al año que trasladan a la imagen desde su Santuario a la Catedral y otras dos de vuelta que se desarrollan de cara a las festividades importantes que tienen lugar en la ciudad, en primavera (Semana Santa y Fiestas de Primavera) y septiembre (la Feria de Septiembre), siendo esta última la más multitudinaria.

### Habla dialectal
El dialecto murciano es el dialecto romance tradicional e histórico de la Región de Murcia que tiene sus orígenes en el Reino de Murcia en los siglos XIII y XIV cuando diversas variantes lingüísticas (romance andalusí, árabe, castellano, catalán, aragonés, etc) se fundieron para dar lugar al dialecto murciano.
Algunos lingüistas lo clasifican como dialecto del español, por otro lado la RAE hasta hace poco consideraba al murciano como un dialecto del aragonés, mientras que fuentes catalanas sostienen que el murciano es un dialecto de transición entre el castellano y el catalán.
La variante comarcal del dialecto murciano, típica de los valles del Segura, es la que popularmente se ha venido denominando como panocho, de la que participa el municipio de Murcia a pesar de la estandarización creciente del castellano normativo que se habla en él.

### Gastronomía
- Zarangollo
- Michirones

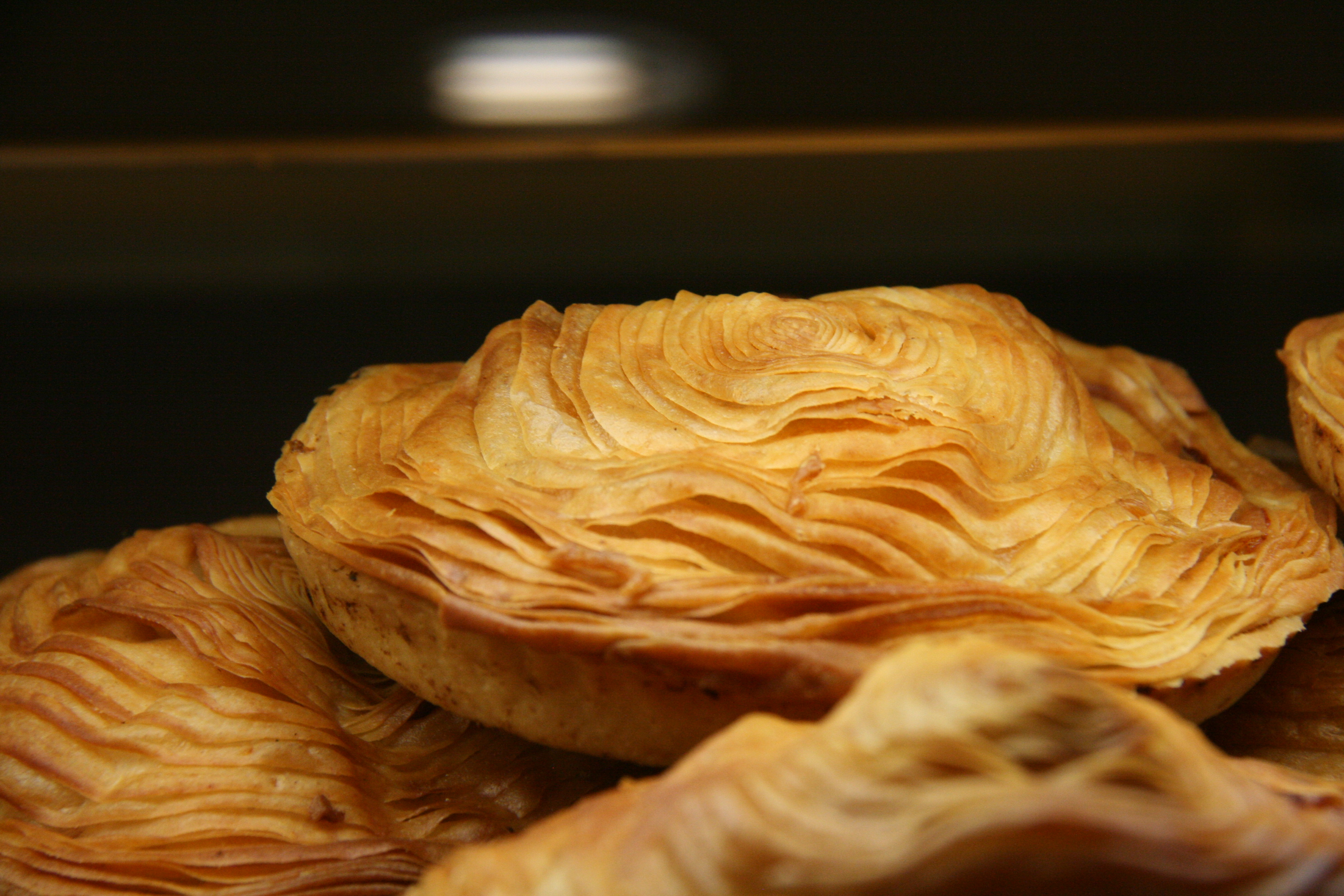
Disposición exterior típica del pastel de carne murciano

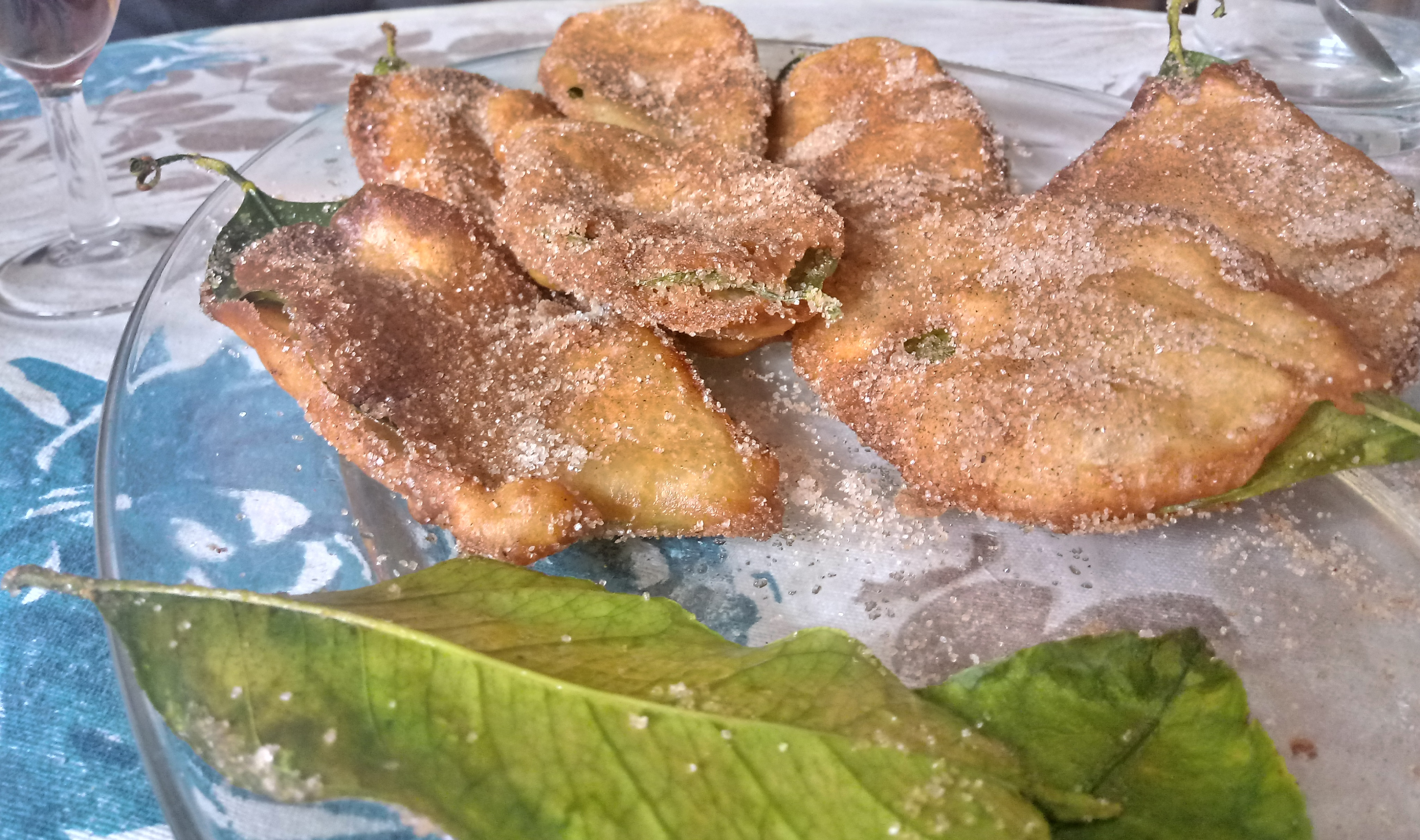
Paparajotes

- Asado de cabeza de cordero con patatas
- Arroz con conejo
- Arroz con verduras
- Arroz con costillejas
- Arroz con pava (coliflor) y boquerones
- Gurullos con conejo
- Olla gitana
- Olla de cerdo
- Sémola
- Mondongo
- Pisto
- Cocido con pelotas
- Albóndigas de bacalao
- Codornices rellenas
- Ensalada murciana
- Perdices de lechuga
- Conejo y patatas en ajo cabañil
- Patatas cocidas con ajo
- Patatas asadas con ajo
- Matasuegras
- Paparajotes
- Pastel de carne murciano
- Pastel de Cierva
- Salteadores
- Cordiales
- Torta de Pascua
- Pastelillos de cabello de ángel
- Pastelón con cabello de ángel, frutas confitadas y crema pastelera
- Mojama, huevay salazones de pescado

### Deportes

#### Equipos deportivos
La ciudad cuenta con uno de los equipos históricos del fútbol español, el ya centenario Real Murcia. Juega en el estadio de fútbol de propiedad municipal de la Nueva Condomina.
- Fútbol: Real Murcia Club de Fútbol, Universidad Católica de Murcia Club de Fútbol, Racing Murcia Fútbol Club, Club de Accionariado Popular Ciudad de Murcia
- Baloncesto: UCAM CB Murcia
- Voleibol: Voley Murcia y Club Atlético Voleibol Murcia 2005
- Rugby: XV Murcia Rugby y Club Universitario Rugby Murcia
- Fútbol sala: ElPozo Murcia Turística

#### Instalaciones deportivas
- Estadio de La Condomina
- Estadio de la Nueva Condomina
- Pabellón Príncipe de Asturias
- Palacio de Deportes de Murcia
- Centro deportivo Inacua
- Complejo municipal José Barnés

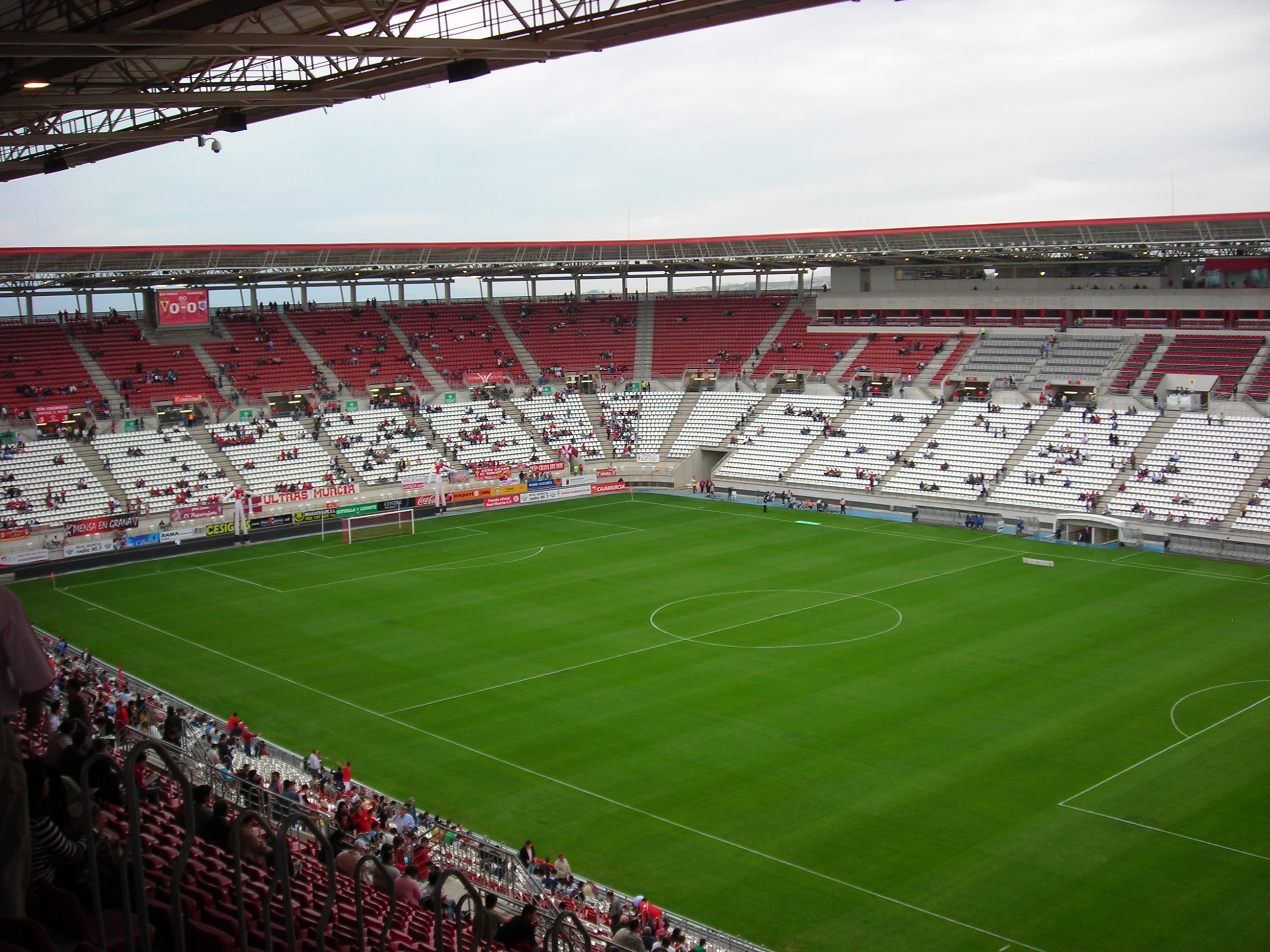
Estadio Nueva Condomina con capacidad para 31 179 espectadores

- Pabellón polideportivo de Espinardo

En 2006, Murcia fue sede de dos campeonatos del mundo:
- Del 27 de noviembre al 10 de diciembre, se celebró el 51 Campeonato Mundial de Patinaje artístico.[178]
- VIII Campeonato del Mundo de Pádel.[179]

#### Murcia 2001
En 2001, Murcia fue sede del VI Festival Olímpico de la Juventud Europea, donde participaron 2500 jóvenes deportistas sub-18 de 46 países europeos y compitieron en diez modalidades deportivas diferentes. Murcia fue elegida por el Comité Olímpico Europeo en una reunión celebrada en Estocolmo, en noviembre de 1997. La ceremonia inaugural del Festival se celebró en la gran plaza central del antiguo Cuartel de Artillería el día 22 de julio de 2001.

### Ocio
En Murcia se encuentra el parque temático Terra Natura, que recrea el hábitat de África y la península ibérica. Abrió sus puertas en 2007 y cuenta con el primer parque acuático de la Región de Murcia.
Otro centro de ocio importante es el ZigZag City, un espacio al aire libre con una gran variedad de restaurantes, pubs y discotecas.
Entre las zonas de tapas de la ciudad cabe destacar la plaza de las Flores y su entorno, la plaza Cardenal Belluga, el área de la plaza de San Juan y alrededores, así como la zona de la plaza de Europa y calles adyacentes al campus de la Merced.
Murcia goza además de una amplia variedad de lugares de ocio nocturno. Son de destacar la zona de Las Tascas, situada entre los céntricos barrios de San Lorenzo, Santa Eulalia y San Juan, así como de Atalayas y Mariano Rojas, en la periferia.

## Ciudades hermanadas
Las ciudades hermanas de Murcia son:
- Grasse (Francia)
- Miami (Estados Unidos)
- Lodz (Polonia)
- Lecce (Italia)
- Murcia (Filipinas)
- Irapuato (México)
- Génova (Italia)

## Personas notables
A lo largo de su historia son numerosas las personas ilustres que nacieron en Murcia o que por su especial vinculación con la ciudad pueden considerarse murcianos de adopción. De todos ellos la figura más relevante es probablemente Ibn Arabi (1165-1240), llamado también Abenarabi, místico sufí, poeta, filósofo, viajero y sabio andalusí. Ibn Arabi es una figura de nivel mundial en el ámbito del misticismo, especialmente musulmán.
En cuanto a las figuras de talla nacional, se puede considerar al rey Alfonso X de Castilla y León (1221-1284), llamado el Sabio, como murciano de adopción ya que su vinculación con la ciudad llegó al extremo de pedir que su corazón y sus entrañas descansaran en la capital del reino de Murcia. Luis Antonio de Belluga y Moncada, más conocido como el cardenal Belluga (1662-1743), fue obispo de Cartagena y virrey de Murcia y Valencia durante el reinado de Felipe V. Aunque nacido en Motril, Belluga desarrolló la parte más intensa de su vida pública en Murcia, dejando una honda huella en la ciudad y sus alrededores. Murciano de nacimiento fue José Moñino y Redondo, conde de Floridablanca (1728-1808), prominente estadista que ocupó diversos cargos durante los reinados de Carlos III y Carlos IV, además de ser el primer presidente de la Junta Central Suprema durante la Guerra de la Independencia. Floridablanca fue un gran modernizador y benefactor de su ciudad natal. Bajo su dirección se realizó entre 1785 y 1787 el llamado Censo de Floridablanca, primer censo de población realizado en España con técnicas estadísticas modernas.
Otros murcianos ilustres son: Ibn Sabin al-Mursí (1217-1270), maestro sufí y filósofo; Abu al-Abbas al-Mursi (1219-1287), maestro sufí que da nombre a la mezquita más importante de Alejandría (Egipto); Ibn Razin al-Tuyibi (1227-1293), poeta y gastrónomo; Luis Fajardo de la Cueva (1509-1574), noble, político y militar; Andrés de Claramonte (1560-1626), dramaturgo y actor; Pedro Orrente (1580-1645), pintor barroco difusor del naturalismo italiano en España; Diego de Saavedra Fajardo (1584-1648), escritor y diplomático de Felipe IV; Salvador Jacinto Polo de Medina (1603-1676), escritor y poeta; Diego Mateo Zapata (1664-1745), médico y filósofo; Francisco Salzillo (1707-1783), escultor e imaginero, el más representativo del XVIII español y creador de la escuela murciana de escultura; Roque López (1747-1811), escultor e imaginero, discípulo del anterior; Diego Clemencín (1765-1834), escritor y ministro liberal; Juan Palarea y Blanes (1780-1842), guerrillero y militar liberal; Julián Romea (1813-1868), actor teatral romántico; Mariano Benavente (1818-1885), médico pediatra; Antonete Gálvez (1819-1898), político y revolucionario cantonal; Manuel Fernández Caballero (1835-1906), compositor de zarzuelas; Mariano Padilla y Ramos (1842-1906), barítono; José Martínez Tornel (1845-1916), periodista y escritor; Antonio García Alix (1852-1911), político conservador y ministro; Fernando Díaz de Mendoza y Aguado, (1862-1930), actor y empresario teatral; Mariano Ruiz-Funes (1889-1953), jurista, político republicano y ministro; José Pérez Mateos (1884-1956) médico otorrinolaringólogo y presidente de la Organización Médica Colegial de España; Juan de la Cierva (1895-1936), ingeniero e inventor, creador del autogiro y Pedro Flores (1897-1967), pintor vanguardista.
De los nacidos en el siglo XX la lista de murcianos ilustres se amplia con Juan González Moreno (1908-1996), escultor e imaginero; Ramón Gaya (1910-2005), pintor y escritor, Premio Nacional de Artes Plásticas; Jaime Campmany (1925-2005), periodista, novelista y poeta satírico; Eloy Sánchez Rosillo (1948-), poeta; Luis del Rivero (1950-), empresario presidente del grupo Sacyr Vallehermoso; Juan del Olmo (1958-), juez; Jerónimo Tristante (1969-), novelista; Alejandro Valverde (1980-), ciclista campeón del mundo 2018, vencedor en la general del circuito UCI ProTour 2006 y 2008 y de la Vuelta Ciclista a España 2009; Nicolás Almagro (1985-), tenista ganador de siete torneos de la ATP; Miguel Maldonado (1986-), comediante; Miguel Ángel López (1988-), campeón del mundo en 20 km marcha en 2015; Jaime Lorente (1991-), actor; Laura Gil (1992-), jugadora de baloncesto, medallista olímpica en los Juegos Olímpicos de Río de Janeiro, bronce en el Mundial 2018 y ganadora de dos Eurobasket, Carlos Alcaraz (2003-). tenista, y los grupos musicales M Clan, Second, Maldita Nerea, Varry Brava, Klaus & Kinski, Viva Suecia o el cantante Muerdo.

Personalidades
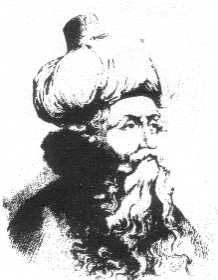
Ibn Arabí
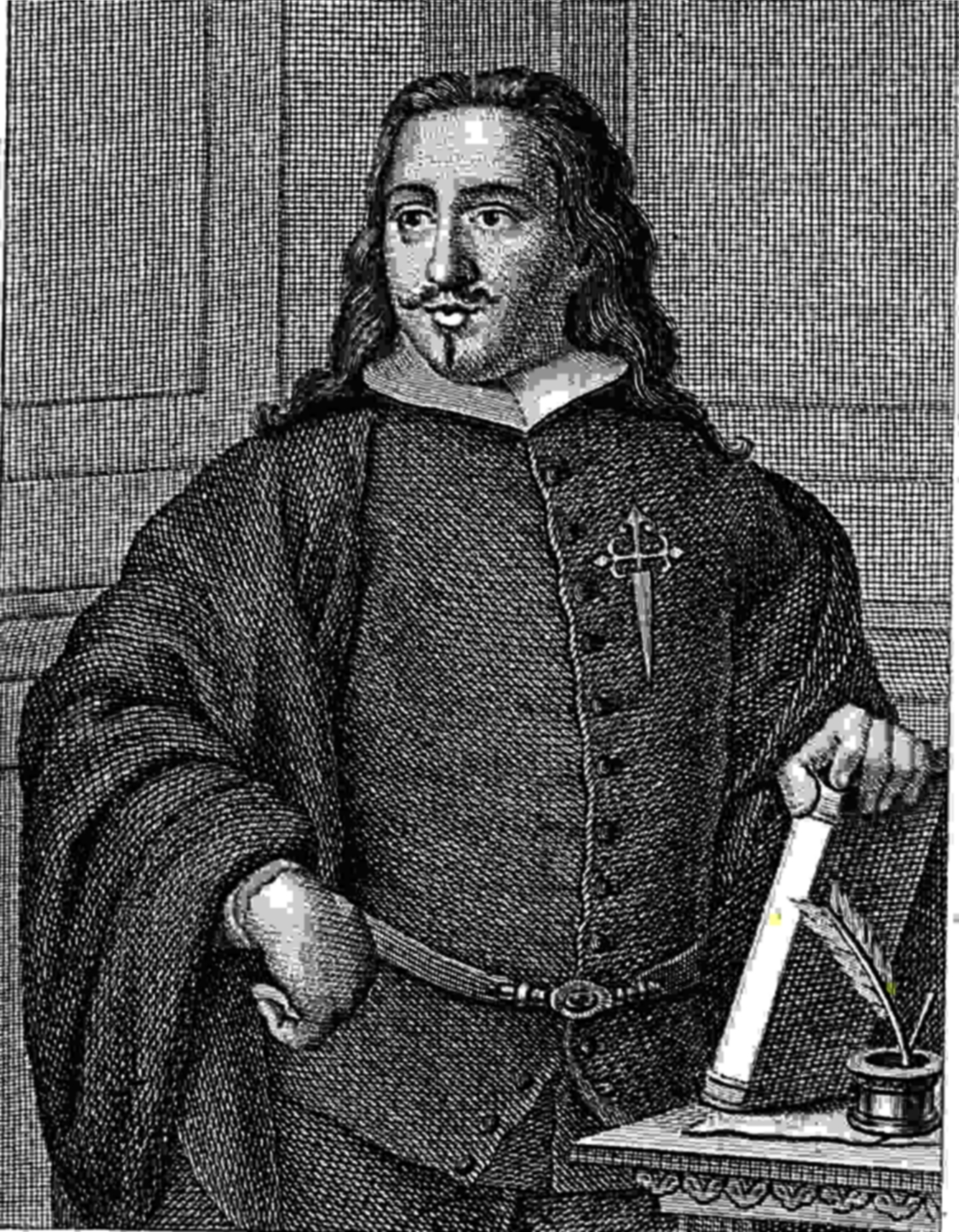
Diego de Saavedra Fajardo
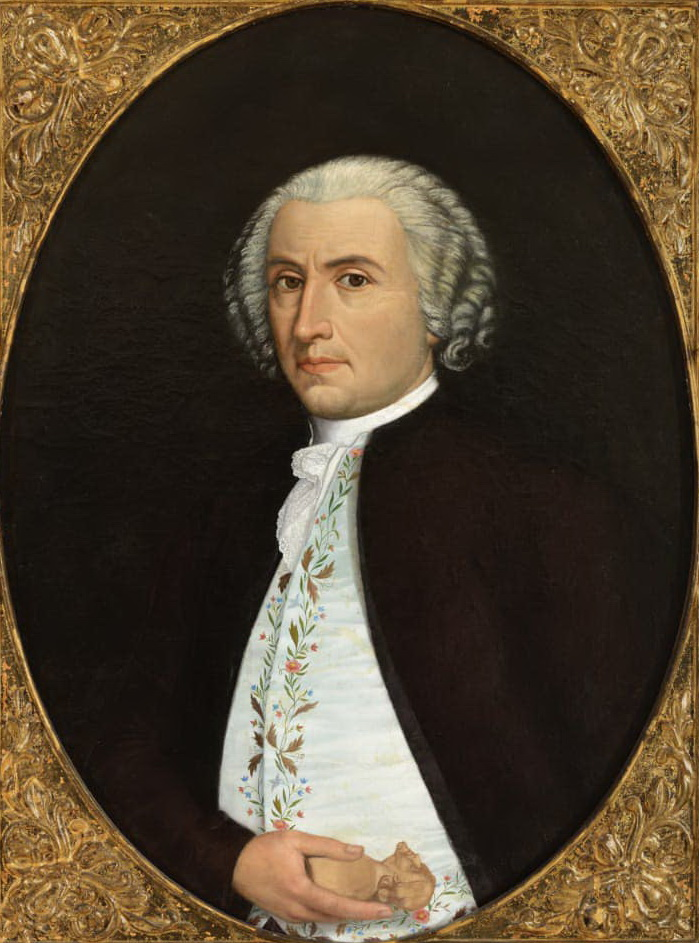
Francisco Salzillo
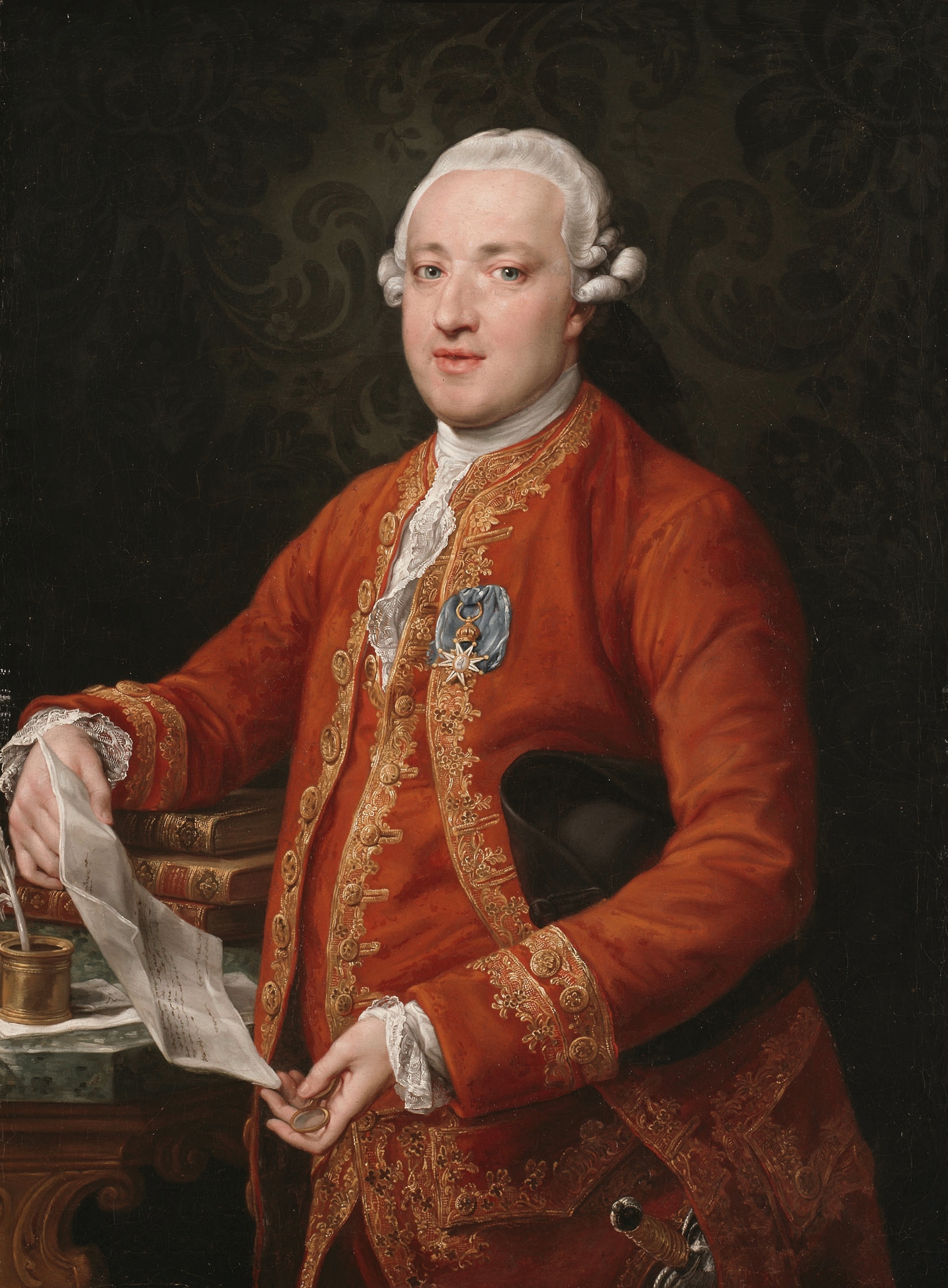
Conde de Floridablanca
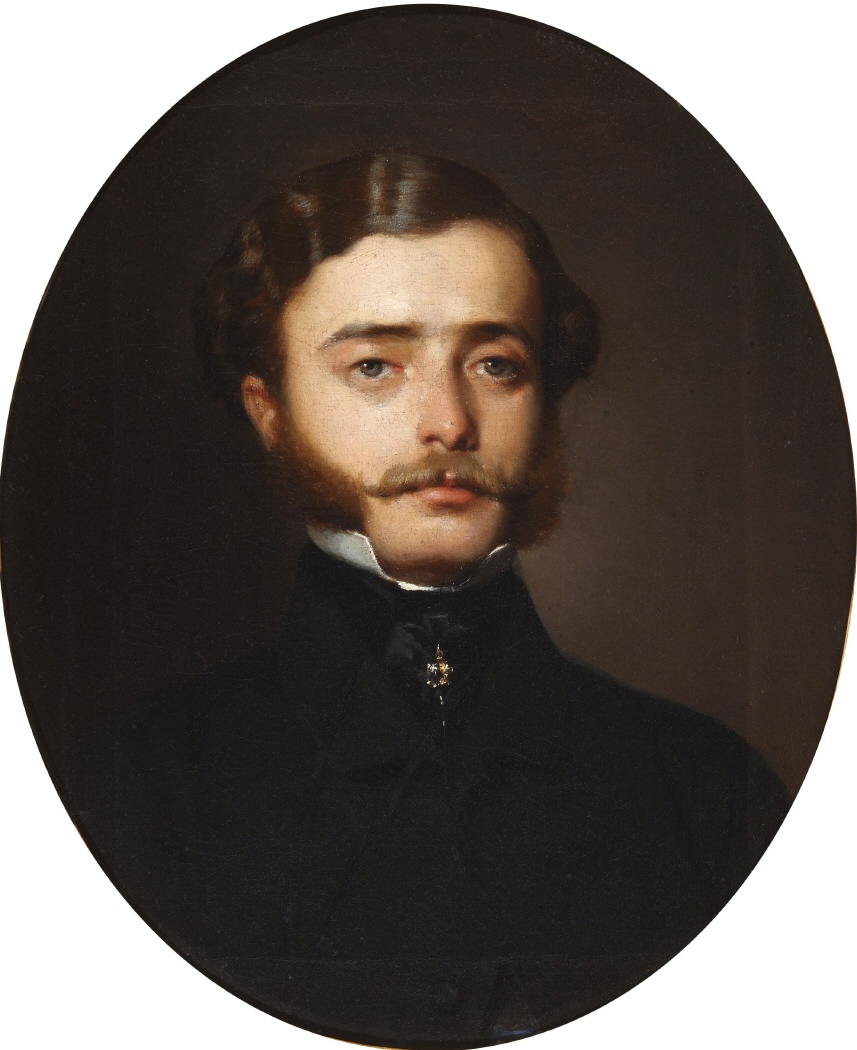
Julián Romea
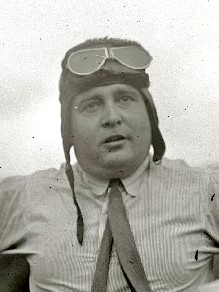
Juan de la Cierva
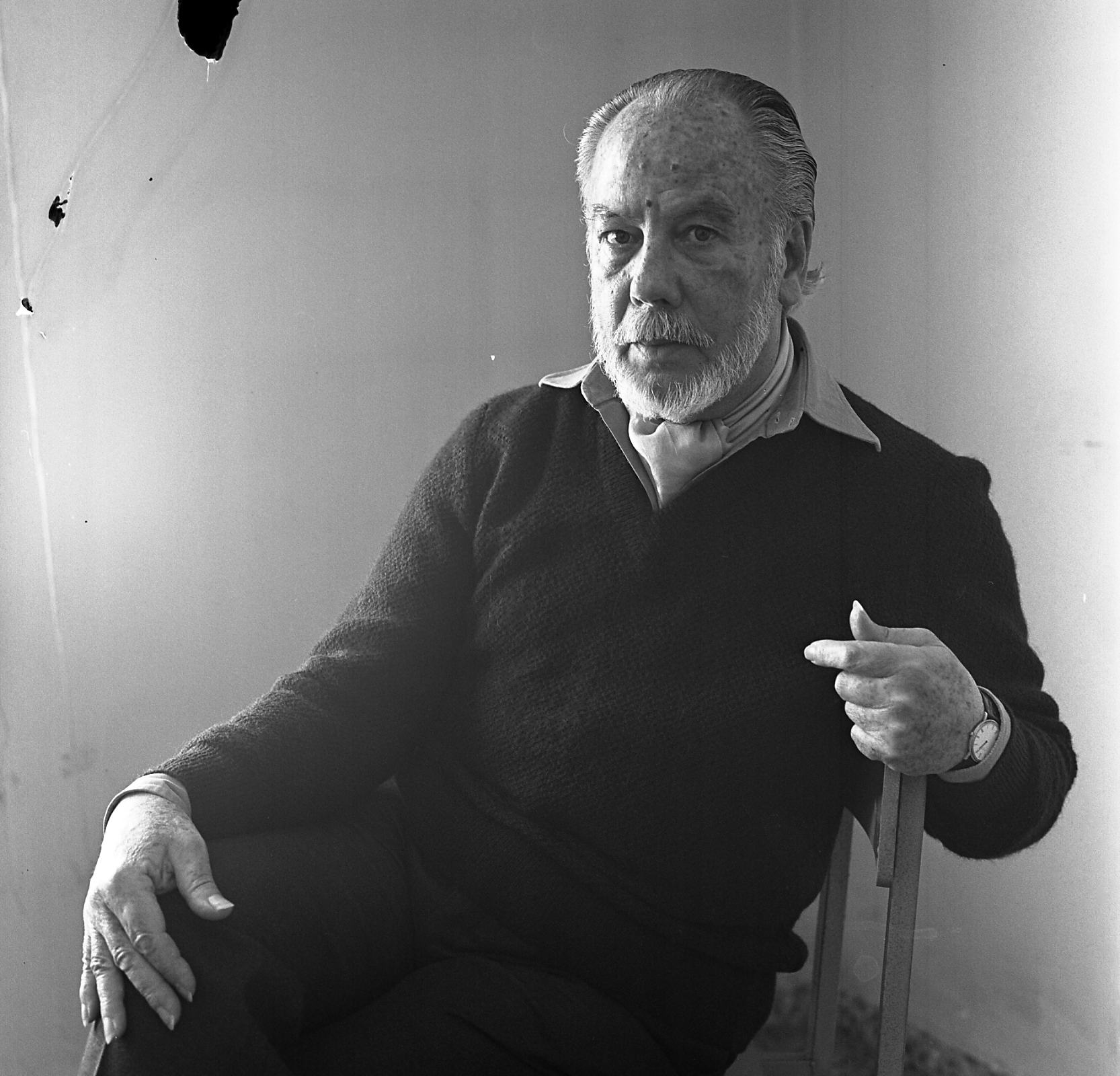
Ramón Gaya